# العالم المسيحي

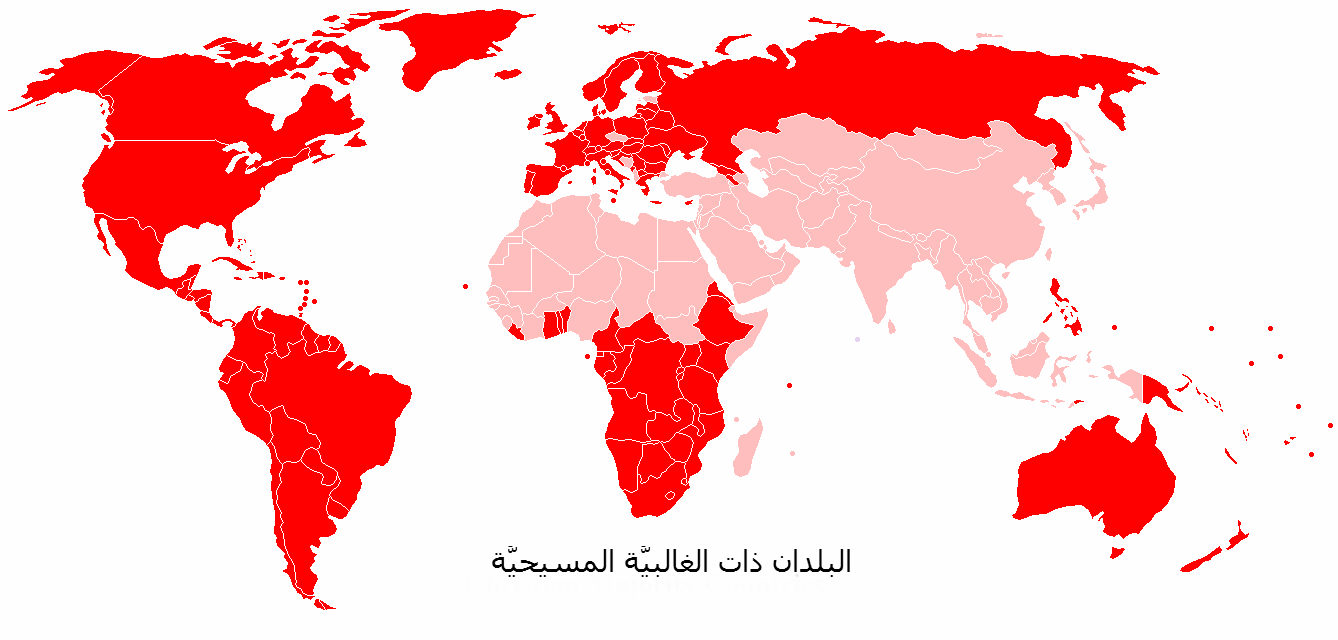
خريطة العالم المسيحي، تبيّن الدول ذات الأغلبيَّة المسيحيَّة (50%+).

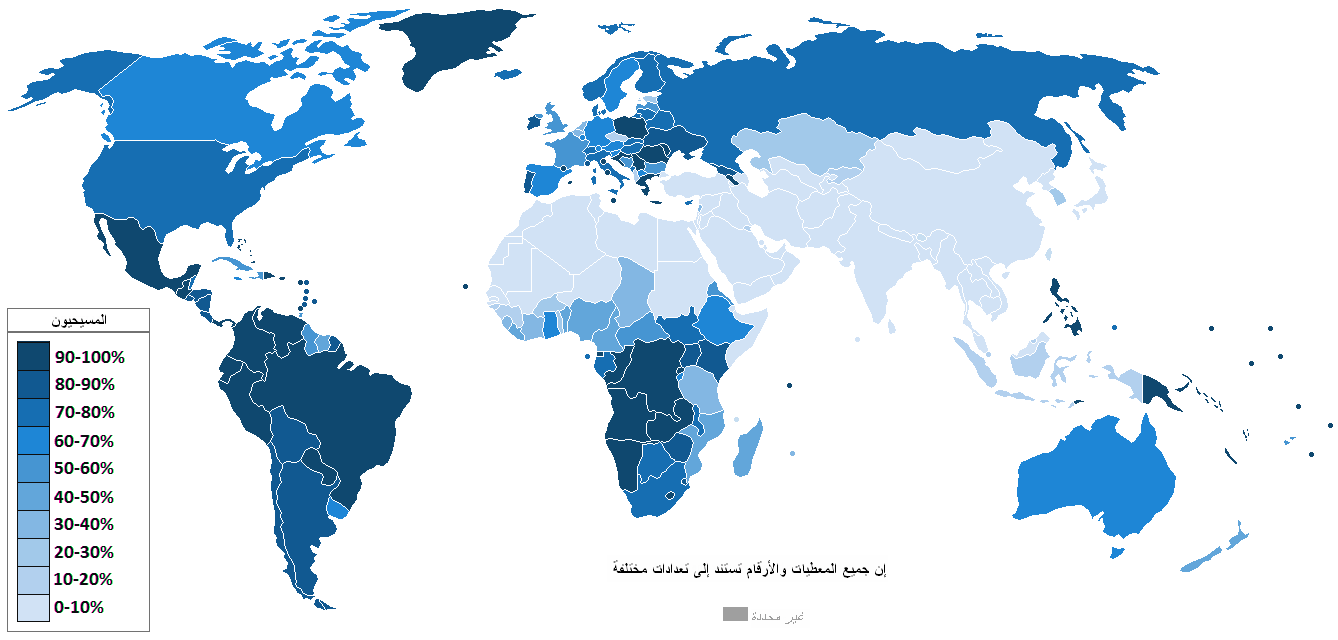
المسيحية بحسب انتشارها في دول العالم.

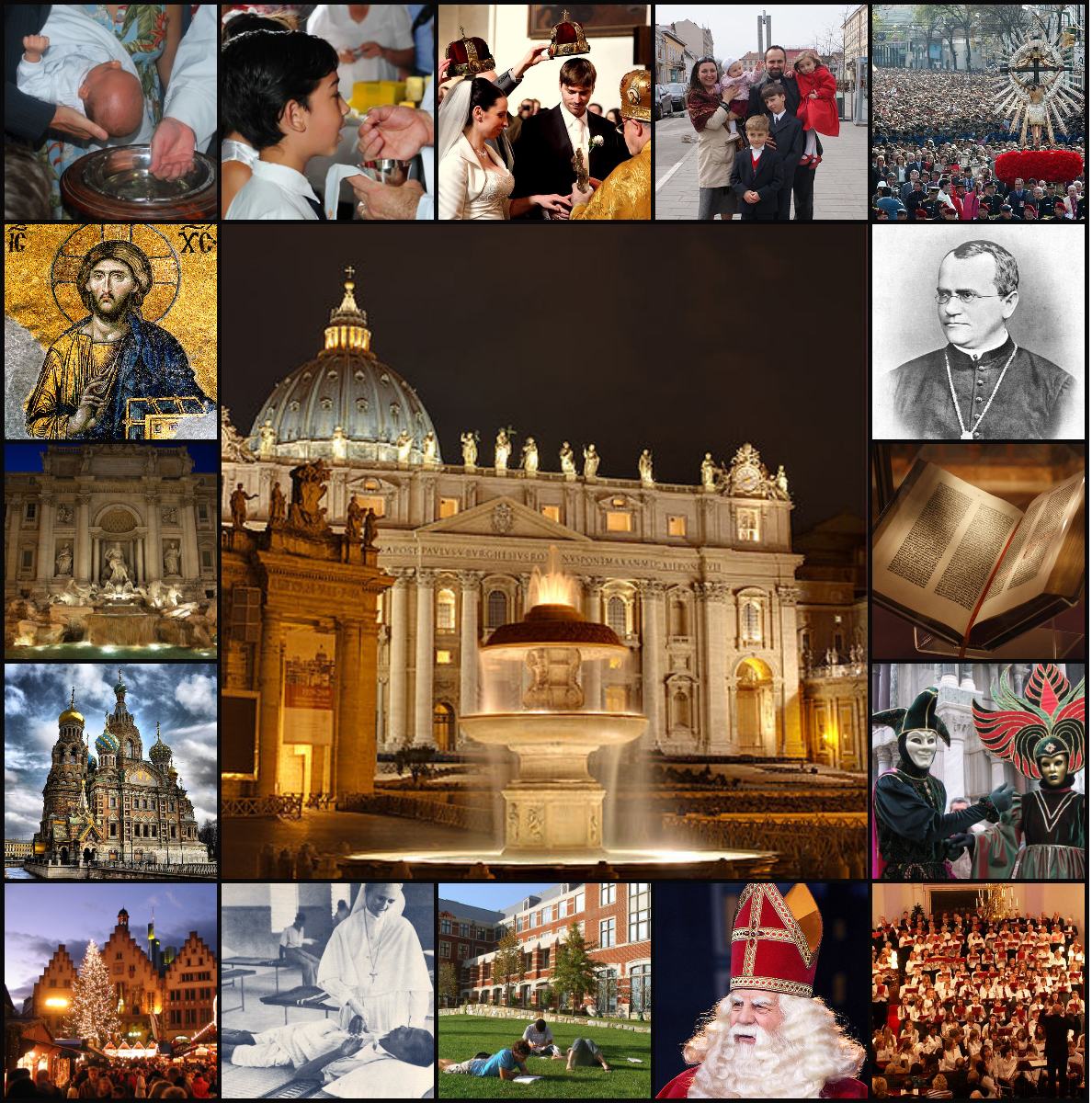
صور مختلفة من الحضارة والعالم المسيحي.

العالم المسيحي أو الجسد المسيحي أو الأممية المسيحية هو مصطلح يطلق على مجموعة البلدان ذات الغالبية المسيحية والحضارة المسيحية المشتركة والتي ترتبط من الناحية التاريخية والثقافية والاجتماعية والسياسية. من الناحية التاريخية يُشير المصطلح إلى الأمم التي تكون فيها المسيحية الكاثوليكية هي الديانة الرسميَّة، أو الدول ذات النظام المسيحي الكاثوليكي. ويتضمن المصطلح أيضًا وفقًا للتقاليد المسيحية الجماعة المسيحية أو الكنيسة المسيحية والتي تعرّف نفسها حسب قانون الإيمان وتعاليم الكنيسة بأنها «واحدة، جامعة، مقدسة». يمتد تاريخ العالم المسيحي لما يُقرب من 1700 عام ويتضمن مجموعة متنوعة من التطورات الاجتماعية والسياسية، بالإضافة إلى التطورات في الفنون والعمارة والأدب والعلوم والفلسفة والتكنولوجيا.
منذ انتشار المسيحية من بلاد الشام إلى أوروبا وشمال إفريقيا خلال فترة الإمبراطورية الرومانية المبكرة، قُسّمَ العالم المسيحي إلى الشرق الإغريقي والغرب اللاتيني الموجود مسبقاً. وبالتالي، نشأت نسخ مختلفة من الديانة المسيحية مع معتقدات وممارسات ثقافيَّة خاصة بها، والتي تركزت حول روما (المسيحية الغربية، والتي كان يُطلق على مجتمعها اسم العالم المسيحي الغربي أو اللاتيني) والقسطنطينية (المسيحية الشرقية، التي كان مجتمعها يسمى باسم العالم المسيحي الشرقي). من القرن الحادي عشر إلى القرن الثالث عشر، ارتقت المسيحية اللاتينية إلى الدور المركزي للعالم الغربي.
خلال العصور الوسطى ارتبط مصطلح العالم المسيحي مع أوروبا الغربية بصفة خاصة؛ إذ أنه حتى نهاية القرن الخامس عشر اعتبرت أوروبا التي احتضنت الحضارة المسيحية، كيانًا واحدًا ومركزًا للعالم المسيحي. واضطلعت البابوية الكاثوليكية بدور سياسيّ بارز في أوروبا وإمبراطورياتها، وتنامى الدور خلال القرون الوسطى خاصةً أثناء وبعد عهد الإمبراطور شارلمان؛ وتجّلى ذلك في تشابك الكنيسة مع الملكيّة ودورها السياسي النافذ. تواجدت خارج إطار أوروبا الغربية مجتمعات مسيحية شرقية اتخذت من المسيحية دينها الرسمي وعامل توحيد حضاري وثقافي رئيسي ومنها الإمبراطورية البيزنطية، أرمينيا وإثيوبيا.
عَرف العالم المسيحي على مدى التاريخ عدد من الانشقاقات لعّل أبرزها الانشقاق العظيم عام 1054 بين الكنيسة الكاثوليكية والكنيسة الأرثوذكسية وذلك على خلفية سياسية وحضارية؛ ما أدّى إلى أخذ كل من المجتمعات المسيحية الشرقية والغربيّة مسارًا ثقافيًّا متباينًا، تلاها خلال القرن السادس عشر فيما عُرف باسم عصر الإصلاح وبدءًا من تلك اللحظة انقسمت أوروبا المسيحية إلى قسمين رئيسيين هما كاثوليكي وبروتستانتي، والتي سيكون لها شأن كبير في مسار التاريخ الغربي والتحولات الاجتماعية الكبرى، وأيضًا الاقتصادية والسياسية والعلمية، حيث من آثارها الثورة الصناعية والعلميّة.
عقب عصر الاستكشاف ونجاح الإرساليات التبشيرية في الوصول إلى مناطق خارج القارة الأوروبيّة تغيّر مفهوم مصطلح الغرب هو ذاته العالم المسيحي. اليوم تعتبر المسيحية ديانة كونيّة، إذ ينتشر المسيحيون في جميع القارات والدول ويشكّلون الأغلبية في 120 دولة في العالم، وهي الديانة السائدة في كل من أوروبا، أميركا الشمالية، أمريكا الجنوبية، أوقيانوسيا وإفريقيا جنوب الصحراء.

## معنى المصطلح

العلم المسيحي، هو علم صمم في أوائل القرن العشرين لتمثيل كل من المسيحية والعالم المسيحي.

يعود مصطلح العالم المسيحي (بالإنجليزية:Christendom)، إلى كلمة Christianus في اللغة اللاتينية. والمصطلح هو جمع كلمتين Corpus Christianum. وغالبًا ما يترجم المصطلح اللاتيني Christianum إلى كلمة «الجسد المسيحي»، ويعني هذا المصطلح فكرة المجتمع المترابط المكون من جميع المسيحيين. قد يكون لمصطلح «العالم المسيحي» معان عدة، لكنه يشير على وجه الخصوص إلى مناطق نفوذ ثقافي فيها المسيحية هي الديانة السائدة وهي المعيار الثقافي والاقتصادي والسياسي للمجتمع في هذه المناطق. تاريخيًا تشكلت وحدة العالم المسيحي في عام 380 عندما أضحت المسيحية الديانة الرسمية للإمبراطورية الرومانية على يد الإمبراطور ثيودوسيوس الأول وكتابات القديس أوغسطين.
سيطرت مفاهيم العصور الوسطى وعصر النهضة على النظام السياسي المسيحي، والذي كان يجسد معنى أقل لمفهوم العلمانية، والذي يمكن أن يكون متوافقًا على حد سواء مع الفكرة الدينية والهيئة الزمانية. عندما اعترفت الإمبراطورية الرومانية بالمسيحية وصارت المسيحية دينها الأوحد ظلت المؤسستان منفصلتين وكانتا تتحالفان أو تتصارعان، ولكن من موقع الانفصال وليس من موقع الاندماج. كانت هناك رؤية في العالم المسيحي الغربي لثيوقراطية مسيحية أو حكومة تقوم على التمسك بالقيم المسيحية والتي تنتشر من خلال المؤسسات الدينيّة الممثلة في الكنيسة وهي المؤسسة التي تملك صلاحيات لاهوتية خاصة وذات علاقة خاصة بالله وبأسرار الديانة المسيحية بحسب المعتقدات المسيحيّة.
كانت المسيحية ركن القاعدة الثقافية الأوروبية وفي مناسبات محددة الركن الوحيد للهوية الأوروبية، خاصة عندما سعت الكنيسة الرومانية الكاثوليكية لبسط نفوذها الثقافي ومن ثم السياسي على الغرب الأوروبي، فالأممية المسيحية أو مفهوم العالم المسيحي ظلت قوة سياسية ودافعًا فكريًا وعقائديًا وسياسيًا أثر مباشرة على مسيرة السياسية الأوروبية، بل إنه أصبح لب فكرة «المفهوم الغربي»، وقام باستبدال المفهوم الجغرافي الأوروبي الضيق أو الروماني المحدود وأصبح يمثل شرعية جديدة بدأت تترسخ داخل الشعوب الأوروبية والوجدان السياسي فيها، وأصبح هذا المفهوم يمثل الشرعية السياسية والدينية على حد سواء.
يمكن اعتبار مصطلح الجسد المسيحي أو العالم المسيحي أو الأمميّة المسيحية؛ المصطلح المسيحي المقابل للعالم الإسلامي أو للأمة في الإسلام. كما أنّ مصطلح ملكوت الله الذي يكثر استخدامه في التقاليد المسيحية، يَدّل على أنّ العالم المسيحي هو ضمن أو بين البشر. يتضّمن مصطلح العالم المسيحي الدين والثقافة والحضارة بل ومعارضي الدين الذين ناوأوا المسيحية.
ظهر في الآونة الأخيرة مصطلح «العالم المسيحي السياسي»، والذي يعني هيمنة مسيحية ثقافية غير رسمية في الغرب ويعود ذلك إلى تمتُّع المسيحية التقليدي بهيمنة سياسية في العالم الغربي. منذ القرن العشرين تحظى العديد من الدول ذات الغالبية المسيحية بقليل من القواسم المشتركة بعيدًا عن الدين؛ إذ يتألف العالم المسيحي من عدد كبير من مختلف الشعوب والحضارات والثقافات. تُعتبر اليوم كل من الأمريكتين وأوروبا جزءًا رئيسيًا من العالم المسيحي، فضلًا عن أوقيانوسيا وإفريقيا جنوب الصحراء.
صرح أستاذ اللاهوت الكندي دوغلاس جون هول (1997) أن «العالم المسيحي» [...] يعني حرفيًا سيادة أو سلطة الديانة المسيحية". وعرّف الأسقف الكاثوليكي الأمريكي توماس جون كاري (2001) مصطلح العالم المسيحي بإنه «النظام الذي يعود إلى القرن الرابع والذي دعمت به الحكومات الديانة المسيحية وروجت لها». ويذكر كاري أن نهاية العالم المسيحي جاءت لأن الحكومات الحديثة رفضت «دعم تعاليم وعادات وأخلاقيات وممارسات المسيحية». وعرّف مؤرخ الكنيسيّ البريطاني ديارميد ماكولوتش (2010) مصطلح العالم المسيحي بأنه يعني «الاتحاد بين المسيحية والسلطة العلمانية».

## التاريخ

### المسيحية المبكرة

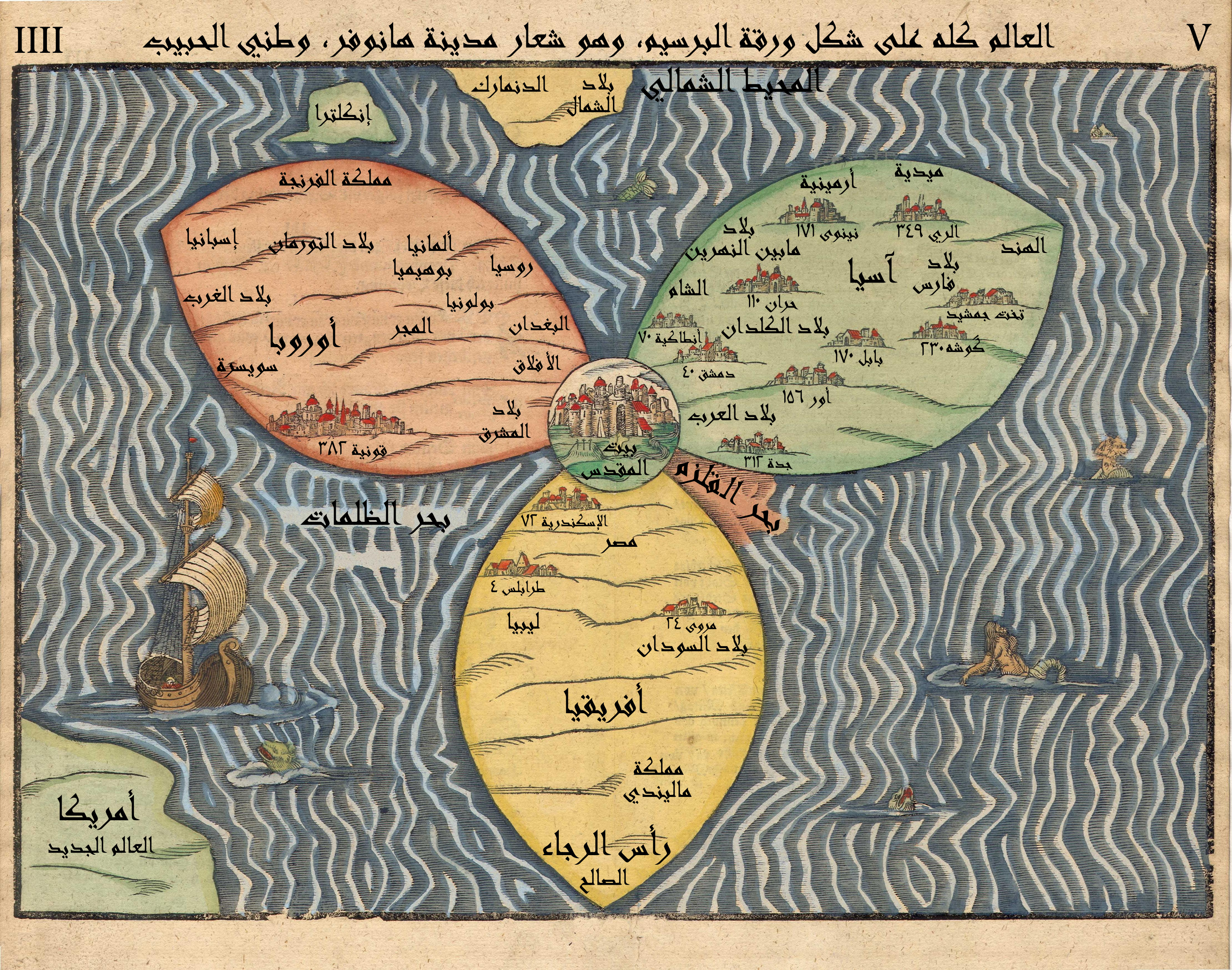
خارطة العالم تعود إلى العام 1581 وتتوسطها مدينة القدس.

جاءت المسيحية عام 27 من جذور مشتركة مع اليهودية في فلسطين وتعرضت للاضطهاد من قبل الإمبراطورية الرومانية، في وقت مبكر من نشأة المسيحية انتشرت في العالم اليوناني الروماني وذلك عقب انفصالها عن اليهودية.
يمكن تقسيم المسيحية المبكرة إلى مرحلتين متميزتين: الفترة الرسولية، وهي فترة حياة التلاميذ الإثني عشر ومن معهم، أو حياة الكنيسة الأولى والتي نُظم فيها عمل الكنيسة، ومرحلة ما بعد الرسل. واتخذوا في أنطاكية اسم مسيحيين (باليونانية:Χριστιανισμός) لأول مرة.
بداية القرن الثاني كانت المسيحية عبارة عن جماعات متفرقة صغيرة على هامش المجتمع ضمن الإمبراطورية الرومانية، وأخذ الوضع بالتغير منذ النصف الثاني للقرن الثاني، نبع ذلك من إدراك أنه إن لم ترد الكنيسة البقاء كشيعة على هامش المجتمع يترتب عليها التكلم بلغة معاصريها المثقفين؛ فبدأت المسيحية بالانتشار في كافة مدن الإمبراطورية الرومانية وأخذت المدارس المسيحية بالنشوء والكتب المسيحية بالانتشار مع بداية القرن الثالث وتكاثر عدد المعلمين المسيحيين في المدراس اليونانية والرومانية.
إن المشكلة الأساسية التي عانت منه كنيسة القرنين الثاني والثالث تمثلت في الاضطهادات الرومانية؛ فمنذ صدور مرسوم طرد المسيحيين من روما حوالي العام 58 وحتى العام 312 عانى المسيحيون من شتى أنواع الاضطهاد كان أقساها اضطهاد نيرون الذي شمل حريق روما، دومتيانوس الذي استمر سبعة وثلاثين عامًا واتخذت بداية هذا الاضطهاد أصل التقويم المعروف باسم التقويم القبطي أو المصري، وحسب مراجع الكنيسة القبطية الأرثوذكسية فقد قتل مئات الآلاف خلال هذا الاضطهاد،
أنهى مرسوم الإمبراطور قسطنطين المسمى في التاريخ باسم مرسوم ميلانو عام 313 مرحلة الاضطهادات وشكل اعتناقه للمسيحية نقطة تحول هامة في التاريخ. وبعد المرسوم المذكور سنّ قوانين وسياسات بما يتفق مع المبادئ المسيحية؛ فجعل يوم الأحد عطلة رسميّة بالنسبة للمجتمع الروماني، وشرع في بناء الكنائس قبل أن يعلن المسيحية دينًا للإمبراطورية ويترأس مجمع نيقية عام 325.

### ما بعد عصر الاضطهاد

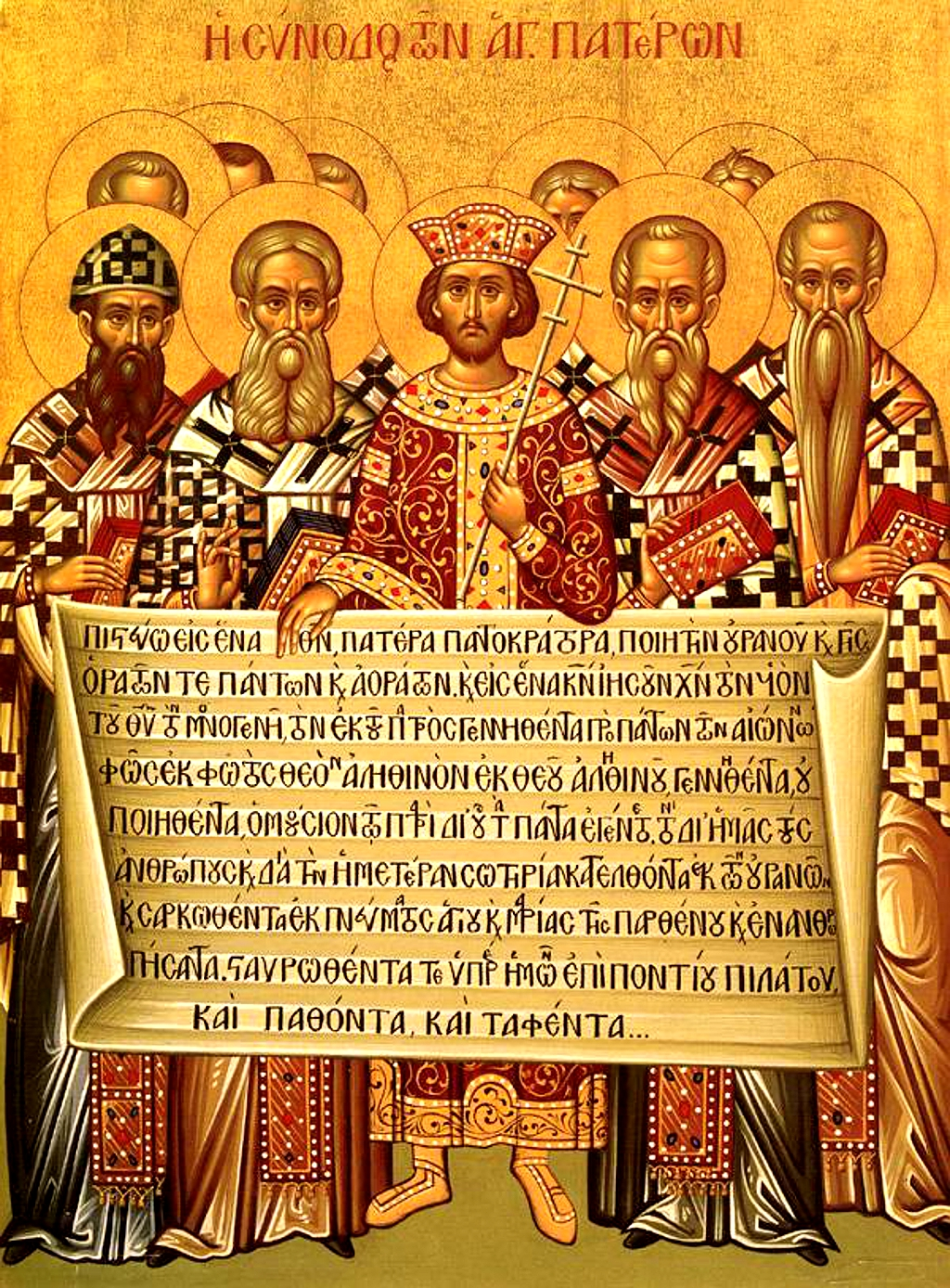
أيقونة بيزنطية تظهر قسطنطين الأول محاطًا بالبطاركة والأساقفة في مجمع نيقية الأول ويمسكون قانون الإيمان الذي صاغة المجمع.

انتشار المسيحية بحلول عام 600 للميلاد (ويظهر بالأزرق الغامق مناطق الإنتشار المبكر للمسيحية (حتى عام 325م)

ومع ازدياد السكان والثروة في الإمبراطورية الرومانية الشرقية أنشأ قسطنطين مدينة القسطنطينية لتكون عاصمة للإمبراطورية البيزنطية، وغدت مركزًا حضاريًّا سيّما بالنسبة للمسيحية الشرقية ومقر بطريركية القسطنطينية المسكونية وبالتالي ظهرت منافسة سياسية بين بطريرك القسطنطينية والبابا في روما حول زعامة العالم المسيحي، وكان حصار روما من قبل القوط الغربيين والوندال في عام 410 وفي عام 455 قد صعّد من أجواء المنافسة. على الرغم من التواصل الثقافي والتبادل بين الشقيّن الشرقي والغربي للإمبراطورية الرومانية، فإن تاريخ المسيحية وكل من المسيحية الشرقية والغربية أخذت مسارًا ثقافيًّا متباينًا، مع الانشقاق العظيم بين الكنيسة الكاثوليكية والكنيسة الأرثوذكسية عام 1054.
وقد تجلى تحول المسيحية من طائفة هامشية، إلى قوة رئيسية داخل الإمبراطورية من تأثير إمبروسيوس أسقف ميلانو. وهو أحد معلمي الكنيسة الجامعة وواحد من أكثر الشخصيات الكنسية تأثيرًا في القرن الرابع، أصبح إمبروسيوس لاعبًا في السياسة الإمبراطورية، ويتودد لنفوذه المتنافسون على العرش الإمبراطوري. عندما أمر الإمبراطور ثيودوسيوس الأول بمذبحة عقابية ضد الآلاف من المواطنين في سالونيك، منعه إمبروسيوس من دخول الكنيسة وقبول سر القربان حتى يقدم توبة وكفارة عمليّة وعلنيّة ويصلح ما أمكن من آثار هذه المذابح. وهو ما كان بداية سيطرة الكنيسة على الحياة السياسية في أوروبا.
عام 543 قام الإمبراطور جستينيان الأول بجمع القوانين بما يتلاءم مع تعاليم المسيحية والتي دعيت بقانون جستينيان تم ذلك بمساعدة من رجال دين مسيحيين وقد عُرف عن هذه المجموعة أنها من أكبر الإسهامات الرومانية في مجال الحضارة، هيمنت هذه القوانين على العالم الأرثوذكسي لعدة قرون، ولا تزال الكنائس المسيحية الشرقية تُطبق قانون جستنيان في مسائل الأحوال الشخصية.
بعد سقوط روما أصبحت البابوية سببَ استمرار السلطة، وسيطرت على المسائل العسكرية؛ قام البابا غريغوري الكبير بإصلاحات صارمة في إدارة الكنيسة، وبرز كمحامي روماني ومسؤول، وراهب، ومثل التحول من الكلاسيكية إلى آفاق القرون الوسطى، وكان أبًا لكثير من الهياكل التابعة للكنيسة الكاثوليكية في وقت لاحق. وفقًا للموسوعة الكاثوليكية، فإنه تطلع إلى الكنيسة والدولة كوحدة مشتركة، ولكنها عملت في مجالين متميزين، الكنسية والعلمانية والإكليريكية، وبحلول وقت وفاته، كانت البابوية قوة عظمى في إيطاليا:
عاشت الإمبراطورية البيزنطية عصرها الذهبي خاصةً تحت حكم الأسرة المقدونية حيث دعي عصرهم بعصر النهضة المقدونية ففي عهدهم مرت الإمبراطورية البيزنطية بنهضة ثقافية وعلمية وكانت القسطنطينية في عهدهم المدينة الرائدة في العالم المسيحي من حيث الحجم والثراء والثقافة. فقد كان هناك نمو كبير في مجال التعليم والتعلم ممثلة بجامعة القسطنطينية ومكتبة القسطنطينية وجرى الحفاظ على النصوص القديمة وإعادة نسخها. كما ازدهر الفن البيزنطي وانتشرت الفسيفساء الرائعة في تزيين العديد من الكنائس الجديدة، وفي عصر الكومنينيين تجدد الاهتمام بالفلسفة الإغريقية الكلاسيكية، بالإضافة إلى تزايد الناتج الأدبي باليونانية العامية. احتل الأدب والفن البيزنطيان مكانة بارزة في أوروبا، حيث كان التأثير الثقافي للفن البيزنطي على الغرب خلال هذه الفترة هائلًا وذا أهمية طويلة الأمد. كما شمل العهد المقدوني أحداثًا ذات أهمية دينية. كان تنصير الشعوب السلافية مثل البلغار والصرب والروس إلى المسيحية الأرثوذكسية بصفة دائمة قد غير الخريطة الدينية لأوروبا ولا يزال صداه حتى يومنا هذا. قام كيرلس وميثوديوس وهما أخوان يونانيان بيزنطيان من ثيسالونيكي قد ساهما بشكل كبير جدًا في تنصير السلافيين والعملية التي طورت الأبجدية الغلاغوليتية، والتي هي سابقة كيريلية.
خارج العالم المسيحي الموحد امتلكت الكنائس المسيحية الشرقية نفوذًا سياسيًّا، وأصبحت كل من أرمينيا عام 301 وجورجيا عام 319 وأثيوبيا عام 325 أولى الدول المسيحية في العالم. وحصلت كل من سلالة السليمانيين في أثيوبيا وأسرة بجرتيوني في جورجيا على الشرعية من كنيسة التوحيد الأرثوذكسية الإثيوبية والكنيسة الجورجية الرسولية الأرثوذكسية، باعتبارهم من سلالة الملك داود وسليمان، فارتبطت الكنيسة والدولة ارتباطًا وثيقًا في كل من أثيوبيا وجورجيا.

### العصور الوسطى

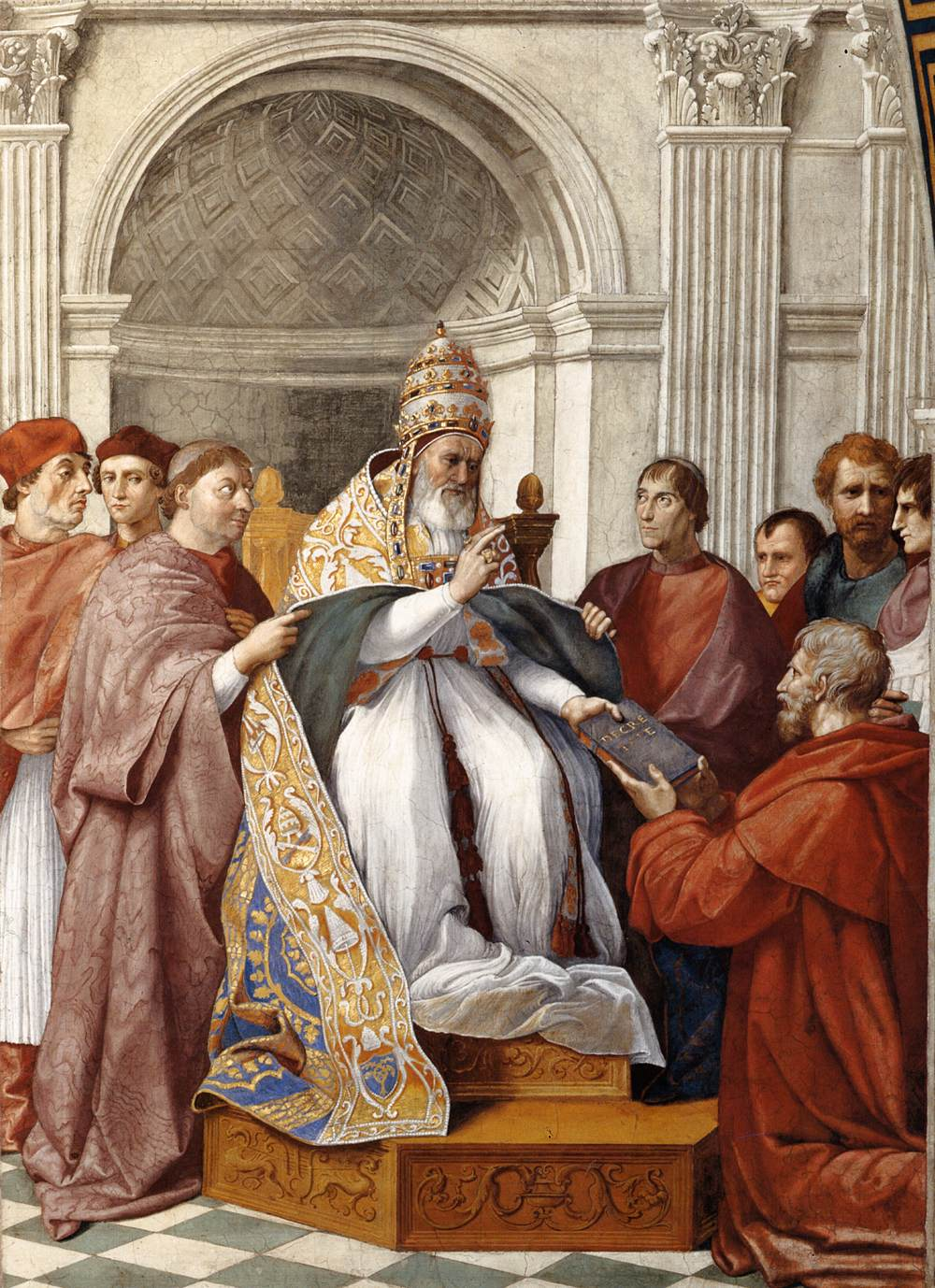
البابا غريغوري الكبير والذي جعل من البابوية مؤسسة سياسة بارزة.

بحلول القرن الحادي عشر من خلال جهود غريغوري السابع، نجحت الكنيسة بتأسيس وإعلان نفسها بأنها «كيان مستقل من الناحية القانونية والسياسية داخل المسيحية الغربية». مما أتاح للكنيسة قوة سياسية وتأثير كبير على المجتمع الغربي؛ وكانت قوانين الكنيسة وتشريعاتها القانون النافذ ويمتد تأثيرها إلى السلطات القضائية وحياة والشعوب في جميع أنحاء أوروبا، مما أتاح لها سلطة بارزة. ومن خلال نظام المحاكم الخاص بها، احتفظت الكنيسة الولاية على جوانب كثيرة من الحياة العادية، بما في ذلك الميراث، والتعليم، والوعود شفوية، وخطاب القسم، والجرائم الأخلاقية، والزواج. وباعتبارها واحدة من أقوى المؤسسات في العصور الوسطى، فقد انعكست المواقف الكنيسة على القوانين العلمانية الحديثة.
كانت الكنيسة الكاثوليكية في القرون الوسطى أقوى مؤسسة في أوروبا وأكثر عالميّة وديموقراطيّة، خصوصًا في المنظمات الرهبانية التي تتبع قوانين القديس بندكت. وغدت الأديرة الملجأ الثقافي والعلمي في أوروبا، وإليها لجأت مختلف النُخب لتبرز في الآداب والعلوم وغيرها من الثياب الرهبانيّة أو الأسقفيّة، ولعلّ نشاط دير كلوني أحد أبرز علائم تلك المرحلة.

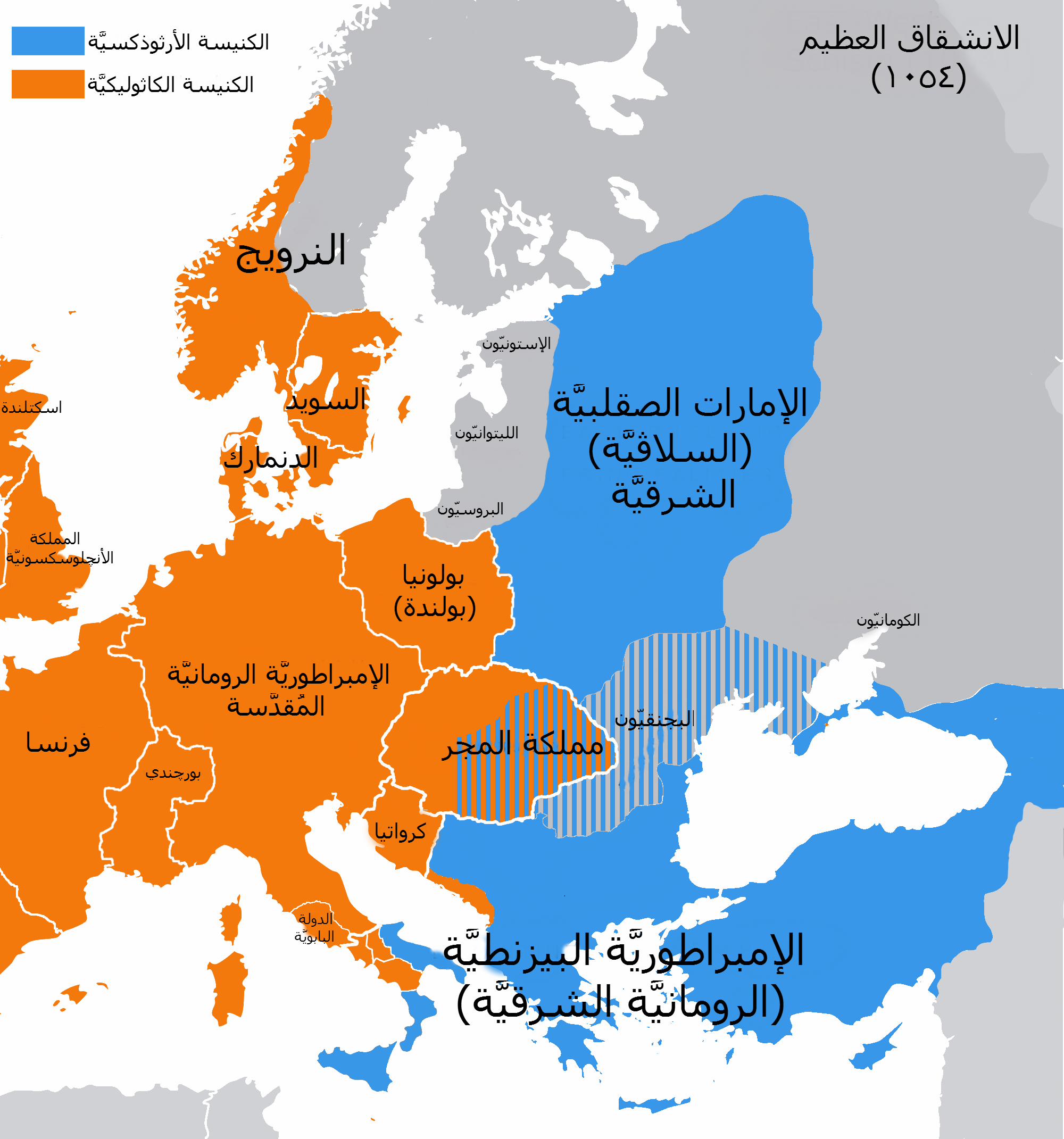
خارطة تُظهر انقسام الدول والأمم بين الكنيستين الشرقيَّة والغربيَّة سنة 1054، كما وتظهر فيها حدود تلك الدول السابقة.

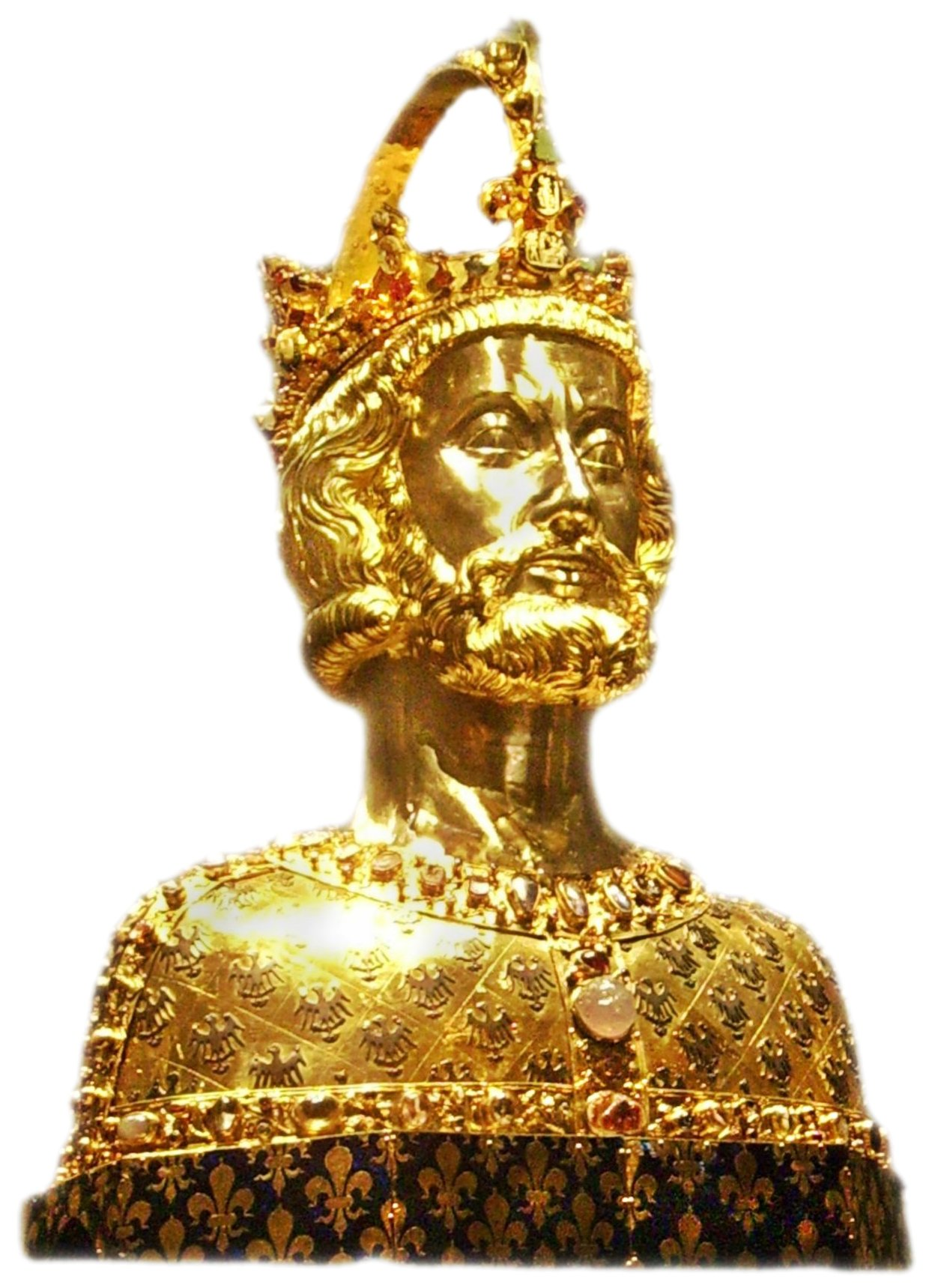
شارلمان صُوّر في الثقافة الغربية كحامي العالم المسيحي.

أصبح شارلمان إمبراطور الإمبراطورية الرومانية المقدسة، غزا البلدان المنخفضة، وشمال ووسط إيطاليا وفي عام 800 توّج البابا ليون الثالث شارلمان إمبراطورًا للإمبراطورية الرومانية المقدسة. وحصل شارلمان على لقب إمبراطور روماني مقدس من قبل البابا وأضحى خلافائه كبار حكّام العالم المسيحي الكاثوليكي، والذراع العلماني للكنيسة الغربية.
خلال القرون الوسطى كانت القوى المؤثرة على الصعيد السياسي في المجتمع الغربي هي: النبلاء ورجال الدين والملوك، وقد نتج عن ذلك صراع في بعض الأحيان بينهم. وكانت سلطة الباباوت قوية بما يكفي لتحدي سلطة الملوك. ولعلّ نزاع التنصيب أهم صراع بين الكنيسة والدولة في أوروبا خلال القرون الوسطى. إذ تحدت مجموعة من الباباوات سلطة الملكيات في السيطرة على التعيينات لمسؤولين عن الكنائس مثل الأساقفة ورؤساء الأديرة. سيّما بلاط الإمبراطور فريدريك الثاني، ومقره في جزيرة صقلية، إذ واجه توتر وخصومة ومنافسة مع البابوية من أجل السيطرة على شمال إيطاليا. وكانت أحد أسباب فترة بابوية أفينيون خلال الأعوام 1305 حتى 1378 الصراع بين البابوية والتاج الفرنسي.
في عام 1054 وبعد قرون من العلاقات المتوترة، وقع الانشقاق العظيم وقسم العالم المسيحي بين الكنيسة الكاثوليكية وتركزت في روما وسادت في الغرب، والكنيسة الأرثوذكسية الشرقية، والتي تركزت في القسطنطينية، عاصمة الإمبراطورية البيزنطية. وكان نظام الحكم في القسطنطينية مركز الأرثوذكسية الشرقية، نظام ثنائي في قيادة الكنيسة بين الأباطرة البيزنطيين وبين البطاركة، فوظيفة الإمبراطور البيزنطي حماية الكنيسة الشرقية وإدارة إدارتها بواسطة ترأس المجامع المسكونية وتعيين البطاركة وتحديد الحدود الإقليمية لولايتها. ولا يستطيع بطريرك القسطنطينية أن تولي منصبه إذا لم يحصل على موافقة الإمبراطور. وقد عارض بشدة عدد من آباء الكنيسة الشرقيين مثل يوحنا ذهبي الفم بطريرك القسطنطينية وأثناسيوس بطريرك الإسكندرية، سيطرة الأباطرة البيزنطيين على الكنيسة الشرقية.
في عام 1095 دعا البابا أوربان الثاني إلى الحروب الصليبية من أجل استرداد الأرضي المقدسة من الحكم الإسلامي، بعدما منع السلاجقة المسيحيين من زيارة الأماكن المقدسة حسب العقائد المسيحية في فلسطين وهدم كنيسة القيامة. وعلى الرغم من النجاح الأولي من الحملة الصليبية الأولى، فقد انتهت الحملات في نهاية المطاف بالفشل بعد نحو قرنين من التواجد في المشرق.
وطبعت تلك المرحلة بتأسيس الرهبنات الكبرى كالرهبنة البندكتية والرهبنة الأوغسطينية اللتين أثرتا عميق التأثير في المجتمع الغربي، ورعتا عملية التقدم العلمي إذ كانت الأديار جامعات ومدارس أوروبا الوحيدة، أما أقدم جامعة بالمفهوم الحديث للتعليم العالي فهي جامعة بولونيا وذات أصول مسيحية. كذلك برز دير كلوني في تنظيم السياسة الداخلية للكنيسة وتحديد دور العلمانيين فيها.

### عصر النهضة

خريطة تبين مدى اتشار البروتستانتية في أوروبا (اللون الارزق) مقابل الدول الكاثوليكية (اللون الزيتي)، عقب الإصلاح البروتستانتي.

شهدت مرحلة عصر النهضة الإصلاح البروتستاني في ألمانيا على يد مارتن لوثر، إذ انتقد مارتن لوثر الفساد في الكنيسة الكاثوليكية وفي مقدمة ما انتقد قضية صكوك الغفران، وشراء بعض المناصب العليا في الكنيسة والمحسوبية إضافة إلى ظهور ما يشبه «عوائل مالكة» تحتفظ بالكرسي الرسولي مثل آل بورجيا. ظهرت فيما بعد عدد من المذاهب البروتستانتية والتي ارتبطت مع الدولة التي نشأت بها، مثل المذهب اللوثري في النرويج والدنمارك والكنيسة الأنجليكانية في إنكلترا حيث يكون الملك رأس الكنيسة، فهي تجعل من الملك رئيسًا لهذه الكنيسة بدلاً من البابا، وغالبًا ما تكون سلطة الملك فخرية في حين يتولى رئيس أساقفة معين من قبل الملك شؤون الإدارة الفعلية. ونجح جان كالفن مؤسس الكالفينية بتشكيل حكومة ثيوقراطية في جنيف عرفت بنظامها المتشدد، إذ اعتبر كالفن الكتاب المقدس بأنه المرجعية الأولى ذات الشرعية والسلطة والتي يجب أن تخضع لها السلطات الأرضية. كما أسس الراهب الدومينيكاني جيرولامو سافونارولا حكومة ثيقراطية في فلورنسا مميزًا أيّاها بأنها «جمهورية مسيحية ودينية» بعد صراع مع آل ميديشي وانتقال السلطة اليه.
كان نشوء البروتستانتية السبب الرئيس لاندلاع عدة حروب أهلية في أوروبا: ففي إنجلترا اضطهد البروتستانت الكاثوليك، ولم يكن الحال بأحسن في فرنسا حين اندلعت حرب أهلية بين الطرفين سنة 1562 تلتها مذبحة البروتستانت عام 1572؛ وبصرف النظر عن العامل الديني، كانت هذه الحروب أيضًا صراع على السلطة بين بيت جيز الكاثوليكي وآل بوربون الداعمين للبروتستانت؛ ومع بداية القرن السابع عشر دمرت حرب الثلاثين عاما التي اندلعت سنة 1618 أوروبا وهي تنتقل من دولة إلى دولة حاملة أبعادها الدينية؛ وقد تحارب في ألمانيا الكالفينيون واللوثريون وكلاهما من البروتستانت بحرب طاحنة.
عام 1453 استطاعت الدولة العثمانية فتح القسطنطينية وسقطت الإمبراطورية البيزنطية، وتحول ثقل الكنيسة الأرثوذكسية إلى روسيا؛ وروسيا كانت الكنيسة الأرثوذكسية مؤسسة قوية، فقد أعاد الأباطرة الروس من أسرة رومانوف الثنائية التقليدية في قيادة الكنيسة بينهم وبين البطاركة، وأصبحت روسيا قائدة العالم الأرثوذكسي.
وظهر في هذه الفترة مبدأ «الحق الإلهي» من قبل الملوك لتبرير الحكم المطلق، ومن هؤلاء لويس الرابع عشر الذي زعم أن سلطته الممنوحة له من الله لا حقّ لأحد من رعاياه حدها. كما حاول جيمس الأول وتشارلز الأول، ملوك إنجلترا، استيراد هذا المبدأ وعليه نمت المخاوف بأن تشارلز الأول بصدد تأسيس حكم استبدادي، وتمخضت
تلك المخاوف باندلاع الحرب الأهلية الإنجليزية. كما وصل رجال دين مناصب هامة وخطيرة في الدول الأوروبية مثل الكاردينال ريشيليو الذي كان وزير الملك الفرنسي لويس الثالث عشر والكاردينال جول مازاران وكان رئيس الوزراء في عهد لويس الرابع عشر.
وفقًا للمؤرخ هيلير بيلوك، تشّكلت الهوية الذاتية لشعوب أوروبا بناءً على آثار ما تبقى من الثقافة الرومانية، وعلى مفهوم العالم المسيحي، وذلك لأن العديد من الأوروبيين تحالفوا عسكريًا نتيجة لطابع ديني مثل الحروب الصليبية (1095-1291)، وحروب الاسترداد (711-1492)، ومعركة ليبانتو (1571).

### العصر الحديث

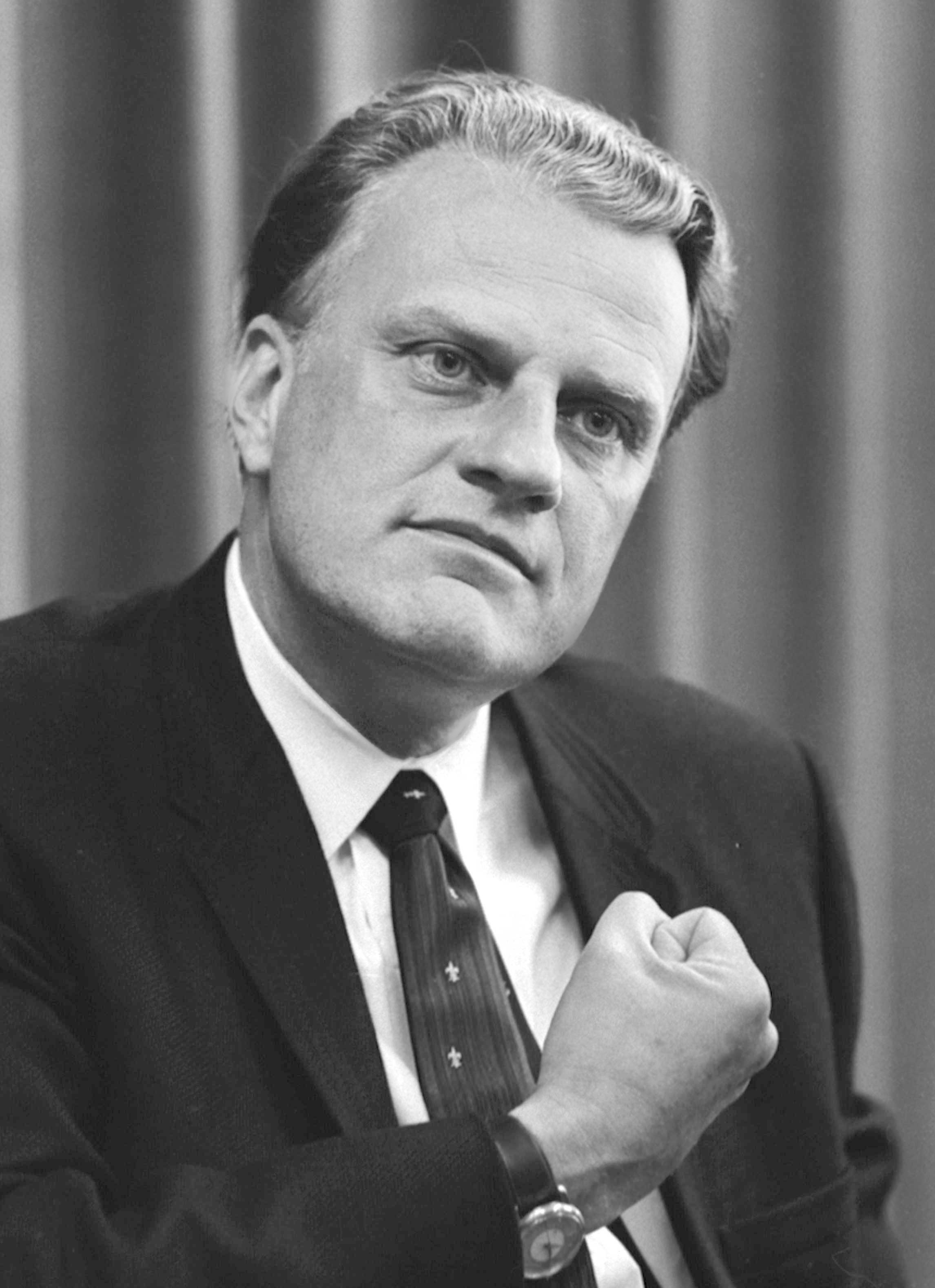
بيلي غراهام، دعي بواعظ البنتاغون وهو من رموز المحافظين الجدد.

خلال القرن الثامن عشر نضجت الأفكار القومية والإلحادية في أوروبا، وتزامنت مع تجربتين لهما عميق التأثير في المسيحية: التجربة الأولى ممثلة بقيام الولايات المتحدة الأمريكية سنة 1789: كانت الولايات المتحدة مزيجًا من طوائف بروتستانتية عديدة لا تنظمها سلطة مركزية، لذلك فقد كان اعتماد إحدى هذه الطوائف دينًا للدولة أو لإحدى الولايات سيؤدي إلى مشاكل عديدة تؤثر على حالة الاتحاد الفدرالي لذلك كان لا بدّ من فصل الدين عن الدولة، وبالتالي كان الدين السبب الرئيس في خلق أول جمهورية علمانية، لقد وجد المسيحيون الأمريكيون، النظام الجديد بما يتيحه من حرية إنجاز الله تمامًا كما حصل مع موسى وداوود وفق الكتاب المقدس، فرغم علمانيتهم ظل الأمريكيون مخلصين لمسيحيتهم؛ كذلك فحسب الموسوعة البريطانية فقد تأثر الآباء المؤسسون للولايات المتحدة عند كتابة دستور الولايات المتحدة من تعاليم الكتاب المقدس والقيم المسيحية؛ التجربة الثانية كانت الثورة الفرنسية سنة 1789 والتي قامت تحت شعار حقوق الإنسان وفصل الدين عن الدولة، لكن التجربة الفرنسية وعلى عكس التجربة الأمريكية كانت هجومية ومضادة للكنيسة فقد تم مصادرة أملاك الأوقاف بما فيها الكنائس والأديرة وإخضاعها لسلطة الدولة الفرنسية، كما واحتلّ نابليون الأول إيطاليا، وثبتت الاتفاقية الموقعة بينه وبين الكرسي الرسولي سنة 1801 وبذلك فقد أصبح تعيين الأساقفة والكهنة وإدارة شؤونهم بيد السلطات الفرنسية وليس بيد الفاتيكان.
وخلال فترة عصر القوميات تنامت فكرة القومية الإيطالية منذ عام 1814، ومع تفاقم عقيدة القومية الإيطالية أدت في النهاية إلى سيطرة المملكة الإيطالية على الدولة البابوية عام 1870 مع تخلي فرنسا عن مواقعها في روما مما سمح للمملكة الإيطالية بملء الفراغ وانتزاع الدولة البابوية من السيادة الفرنسية. رغم ذلك فإن الفاتيكان والمباني المحيطة به ظلت ذات حكم خاص في ظل هذا الوضع الذي دعي به البابوات بشكل مجازي «سجناء روما»؛ واستمرت العلاقة بشكل غير منظم قانونيًا حتى عام 1929 حين أبرمت اتفاقيات لاتران الثلاثة، التي أوجدت الفاتيكان بالشكل المتعارف عليه اليوم، ونظمت التعاون السياسي، الاقتصادي والأمني بين إيطاليا والفاتيكان.

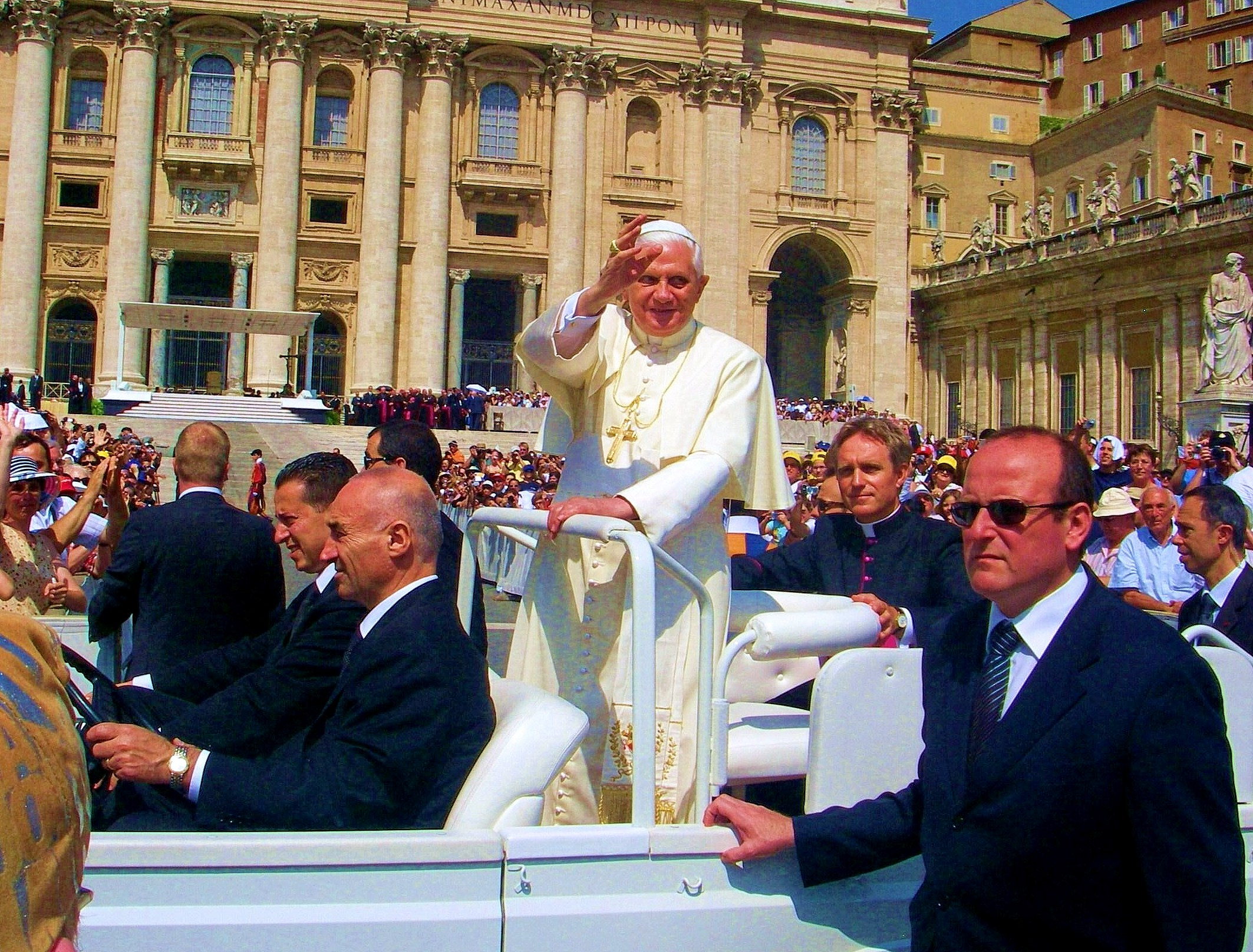
البابا خلال مباركته الحشود في ساحة القديس بطرس، الفاتيكان، لا يزال للبابوية حضور هام في العالم المسيحي.

كانت الكنيسة الروسية الأرثوذكسية مؤسسة قوية في الإمبراطورية الروسية، وارتبطت بالأسرة الحاكمة، وشكّل النفوذ المتزايد للقس غريغوري راسبوتين أحد الأسباب التي سببت قيام الثورة الروسية عام 1917. أدى قيام الشيوعية سنة 1917 إلى تأثير سلبي على الكنيسة الأرثوذكسية. وقادت الكنيسة الكاثوليكية، خلال حبرية يوحنا بولس الثاني معارضة عالمية ضد الشيوعية انتهت بانهيار الاتحاد السوفيتي.
لا تزال المسيحية تلعب دور سياسي مؤثر في المجتمعات الغربية ففي الولايات المتحدة مثلًا استطاع اليمين الإنجيلي منذ سبعينات القرن الماضي السيطرة على الحزب الجمهوري وكان مسؤولاً عن تحديد رئيس الجمهورية منذ جيمي كارتر عام 1976، حتى جورج بوش الابن سنة 2000. فضلًا عن النفوذ السياسي والاجتماعي والثقافي للكنيسة الكاثوليكية في كيبك في كندا حتى عام 1960 مع بداية الثورة الهادئة. ويذكر أيضًا دور الكاثوليكية في أمريكا اللاتينية من خلال لاهوت التحرير، إذ ناضلت الكنيسة الكاثوليكية من أجل العدالة الاجتماعية والقضاء على الفقر والديكتاتورية والدفاع عن المظلومين. أمّا في أوروبا تلعب الأحزاب الديموقراطية المسيحية وهي أحزاب ذات خلفية كاثوليكية، دورًا فعال في السياسة الأوروبية وكانت قد نشأت أولًا في بلجيكا وسرعان ما انتشرت في كافة أرجاء أوروبا، ولعّل أبرز الأحزاب المسيحية هو الاتحاد الديمقراطي المسيحي في ألمانيا الذي يشترك في الائتلاف الحاكم مع الحزب الديمقراطي الحر منذ عام 2009. ومن جماعات الضغط السياسي المسيحية في الاتحاد الأوروبي أوبوس داي وسانت إيجيديو. في حين ترأس في قبرص ترأس المطران مكاريوس الثالث رئيس وكبير أساقفة الكنيسة القبرصية الأرثوذكسية كأول رئيس لقبرص المستقلة من عام 1955 وحتى وفاته عام 1977.

#### صعود العلمانية

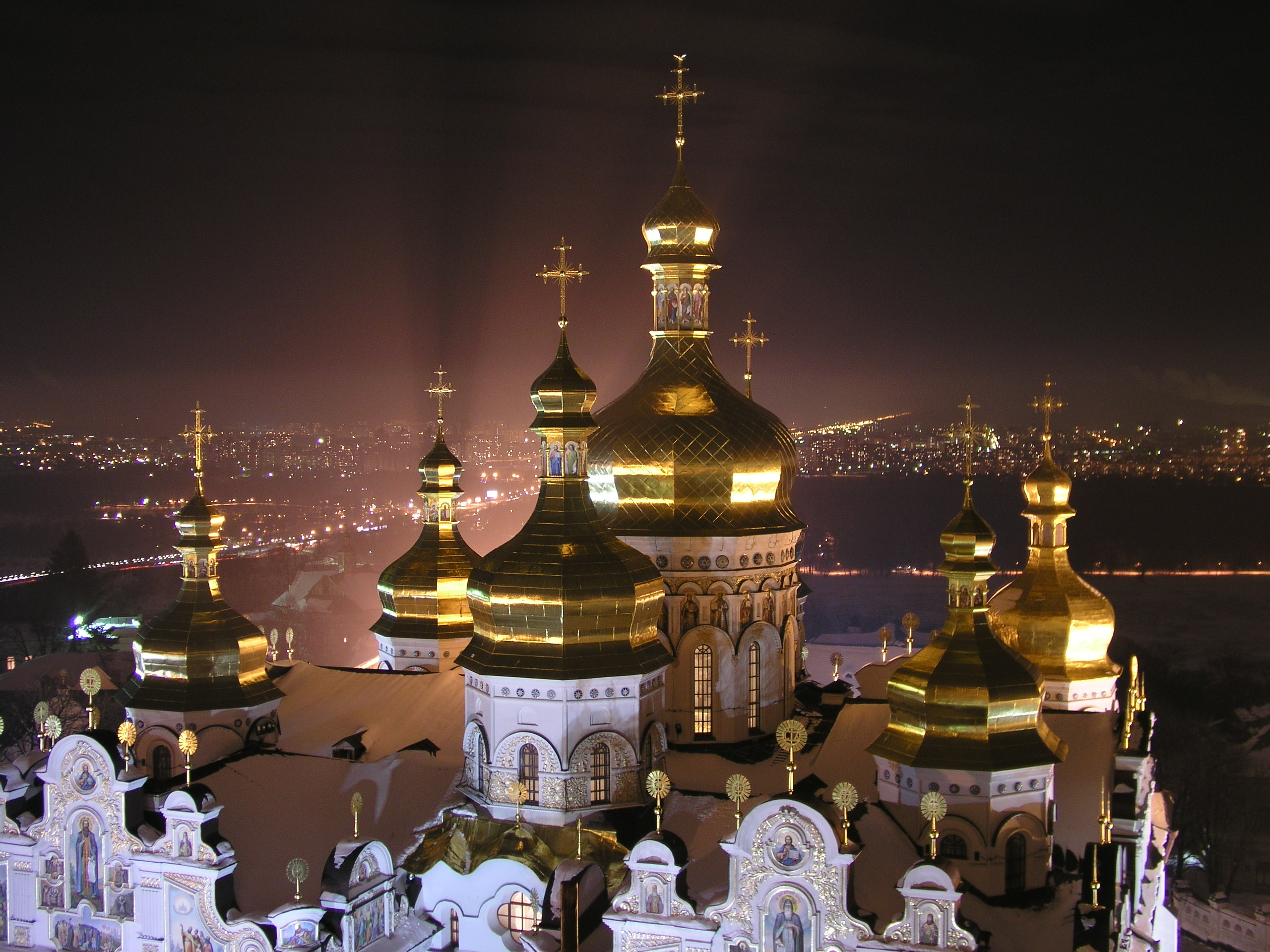
دير بيشيرسك افرا في أوكرانيا، شهدت عدد من دول أوروبا الشرقية صحوة دينية.

في عام 1997، جادل أستاذ اللاهوت الكندي دوغلاس جون هول بأن العالم المسيحي (أي الدول التي تعتمد نظام سياسي مسيحي) قد «سقط بالفعل» أو في نهاياته. على الرغم من أن نهايته كانت تدريجية وليست واضحة كما كان تأسيسه واضحا في القرن الرابع الميلادي، فإن «الانتقال إلى ما بعد القسطنطينية، أو ما بعد المسيحية، كان قيد التنفيذ بالفعل منذ قرن أو قرنين،» بدءًا من عصر التنوير العقلاني في القرن الثامن عشر والثورة الفرنسية (أول محاولة لإسقاط المؤسسات المسيحية). ذكر الأسقف الكاثوليكي الأمريكي توماس جون كوري (2001) أن نهاية العالم المسيحي (أي الأنظمة التي تدعم فيه الحكومات المسيحية وتروج لها) جاءت بسبب أن الحكومات الحديثة رفضت «دعم تعاليم وعادات وأخلاقيات وممارسات المسيحية». وجادل بأن التعديل الأول لدستور الولايات المتحدة (1791) وإعلان المجمع الفاتيكاني الثاني بشأن الحرية الدينية (1965) هما من أهم الوثائق التي تمهد الطريق لنهايته. وفقًا للمؤرخ البريطاني ديارميد ماكولوتش (2010)، فقد «قُتل» العالم المسيحي (أي الاتحاد بين المسيحية والسلطة العلمانية) في الحرب العالمية الأولى (1914-1918)، مما أدى إلى سقوط الإمبراطوريات المسيحية الرئيسية الثلاث (الروسية والألمانية والنمساوية) في أوروبا، وكذلك الإمبراطورية العثمانية، وتمزيق المجتمعات المسيحية الشرقية التي كانت موجودة على أراضيها. تم استبدال الإمبراطوريات المسيحية بجمهوريات علمانية، بل معادية لرجال الدين وتسعى لإبعاد الكنائس عن السياسة. النظام الملكي الوحيد الباقي على قيد الحياة بكنيسة راسخة، بريطانيا، أصيب بأضرار جسيمة بسبب الحرب، وفقد معظم أيرلندا بسبب الاقتتال الداخلي بين الكاثوليك والبروتستانت، وفقد قبضته على مستعمراته.
شهدت عدد من الدول المسيحية التقليدية في العالم المسيحي خاصةً ذات الخلفية البروتستانتية مثل ألمانيا، المملكة المتحدة، هولندا، الدول الإسكندنافية وأستراليا انخفاضًا في حضور الكنيسة والمداومة على الصلاة والطقوس الكنسية منذ 1970. وعلى الرغم من ذلك تحتفظ الكنائس البروتستانية بنسب عالية من الأعضاء المنتمين لها في البلدان الآنفة الذكر. لا يقتصر الأمر على الدول ذات الثقافة البروتستانتية بل يشمل أيضًا بعض الدول الكاثوليكية، وان كان أقل وضوحًا في الدول الكاثوليكية مقارنًة بالبروتستانتية، منها فرنسا والدولة الشيوعية السابقة الجمهورية التشيكية حيث تصل نسبة المداومين والمؤمنين فيها إلى أدنى مستوياتها. أفضى ذلك إلى ظهور شريحة المسيحية الثقافية وهو مصطلح واسع يستخدم لوصف أشخاص مسيحيين اسميًا ذوي خلفية تراثية وحضارية مسيحية وينتمون إلى المسيحية من ناحية عرقية أو ثقافية أو دينية أو تعليمية أو بسبب الروابط العائلية.
من جانب آخر لا تزال نسب المداومين على حضور القداس والمنخرطين في سلك الكهنوت مرتفعة في العديد من الدول الكاثوليكية مثل مالطة، بولندا، ايرلندا، النمسا، البرتغال وإسبانيا فضلًا عن إيطاليا ودول أمريكا اللاتينية. كذلك الأمر بالنسبة لدول أرثوذكسية مثل اليونان وقبرص ومقدونيا؛ ودول بروتستانتية منها الولايات المتحدة ودول إفريقية عدّة. يذكر أّن عدد من دول أوروبا الشرقية شهدت مع سقوط الاتحاد السوفياتي والأنظمة الشيوعية صحوة دينية كبرى منها روسيا ممثلة بالعلاقة الوثيقة بين الكنيسة الروسية الأرثوذكسية وفلاديمير بوتين، بولندا، صربيا، رومانيا وبلغاريا.
اليوم فإن غالِبيّة الدول التي يشّكل فيها المسيحيون أغلبية، تَتَّبَنّى النظام العلماني حيث يتم دعم الفكرة من تعاليم الكتاب المقدس: «أعْطُوُا إِذَاً مَا لِقَيْصَرْ لِقَيْصَرْ وَمَا لِلَّهِ لِلَّهِ»، ومع ذلك فالديانة المسيحية هي دين الدولة في عدة بلدان حيث أنّ المسيحية هو المعتقد الديني الرسمي الذي تتخذه هذه الدول عادةً في دساتيرها بشكل رسميّ وهذه الدول: الأرجنتين وموناكو حيث المذهب السائد هو الكاثوليكية، وأرمينيا حيث المذهب السائد هو الأرثوذكسية المشرقية الأرمنية واليونان حيث المذهب السائد هو الكنيسة اليونانية الأرثوذكسية، والدنمارك حيث المذهب السائد هو اللوثرية، وعدد آخر من الدول.

## الثقافة الكلاسيكية

### الفن والأدب

#### الأدب والشعر المسيحي

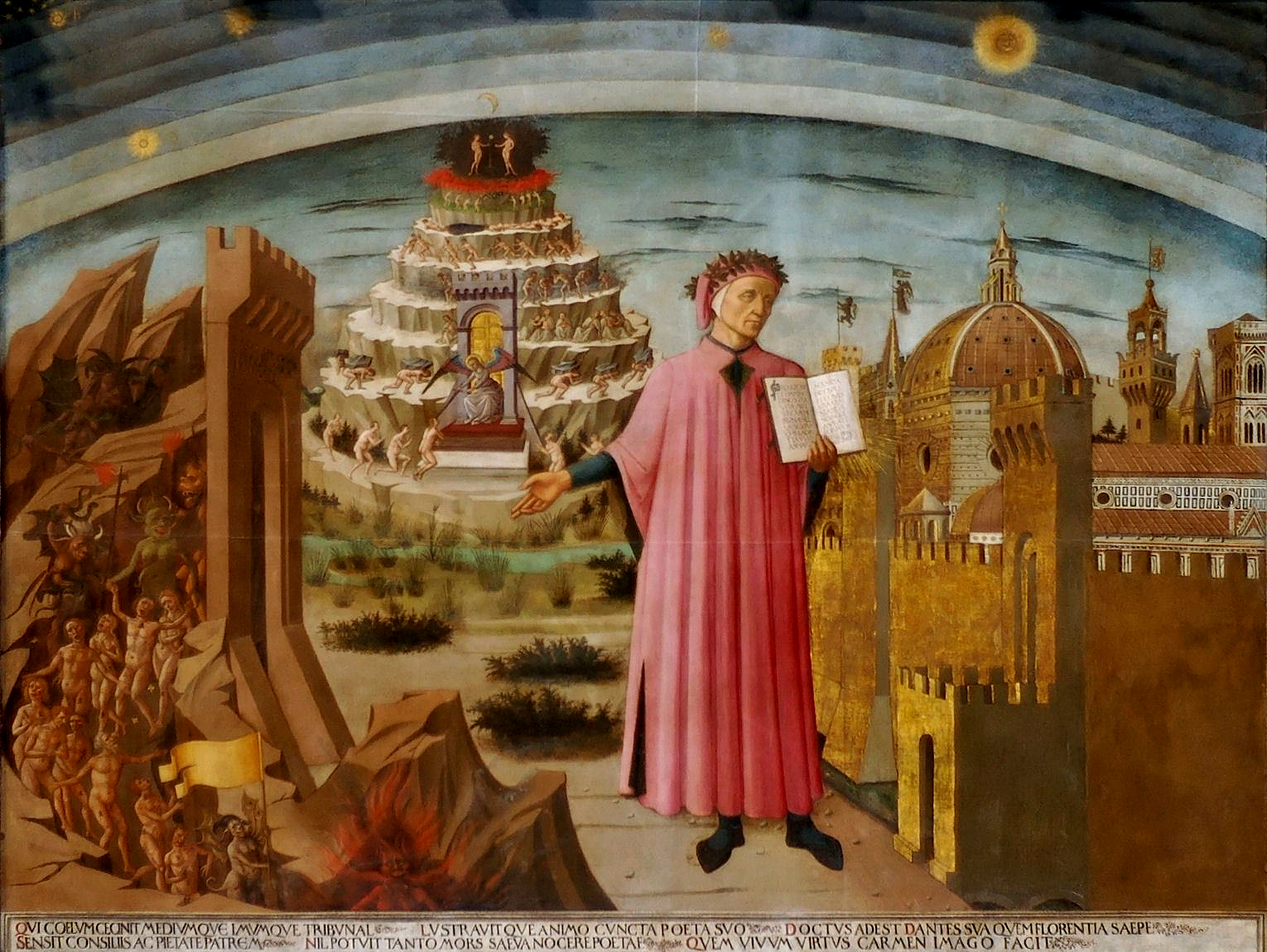
الكوميديا الإلهية وتحوي الملحمة على عدد من العناصر والفلسفة المسيحية.

كان الأدب أحد المجالات الثقافية البارزة التي أثرت بها المسيحية. مع التقليد الأدبي الذي يمتد ألفي سنة، كانت المنشورات البابوية والكتاب المقدس تعتبر من ثوابت القوانين الكاثوليكية ولكن انتج أيضًا عدد لا يحصى من الأعمال الدينية التاريخية الأخرى والتي لها تأثير كبير على المجتمع الغربي. وما يزال الكتاب المقدس إحدى أكثر الكتب قراءًة في الغرب والعالم. كان لنصوص الكتاب المقدس ومواعظ يسوع مثل الموعظة على الجبل وأمثاله أثرًا هامًا في الأدب الغربي وقد تُرجم الكتاب المقدس إلى كافة اللغات، ومنها ترجمة جيمس الأول ملك إنجلترا في اللغة الإنكليزية والذي يعتبر واحد من النصوص الأكثر إثارة للإعجاب في الأدب الإنكليزي، كذلك الأمر بالنسبة للنصوص العهد القديم فالمزامير ومجموعة الكتب الشعرية كان لها أيضًا تأثيرًا عميقًا في الفكر والأدب الغربي، أما رسائل بولس فكانت إحدى أقدم الوثائق المسيحية الموجودة والنصوص التأسيسية لعلم اللاهوت المسيحي.

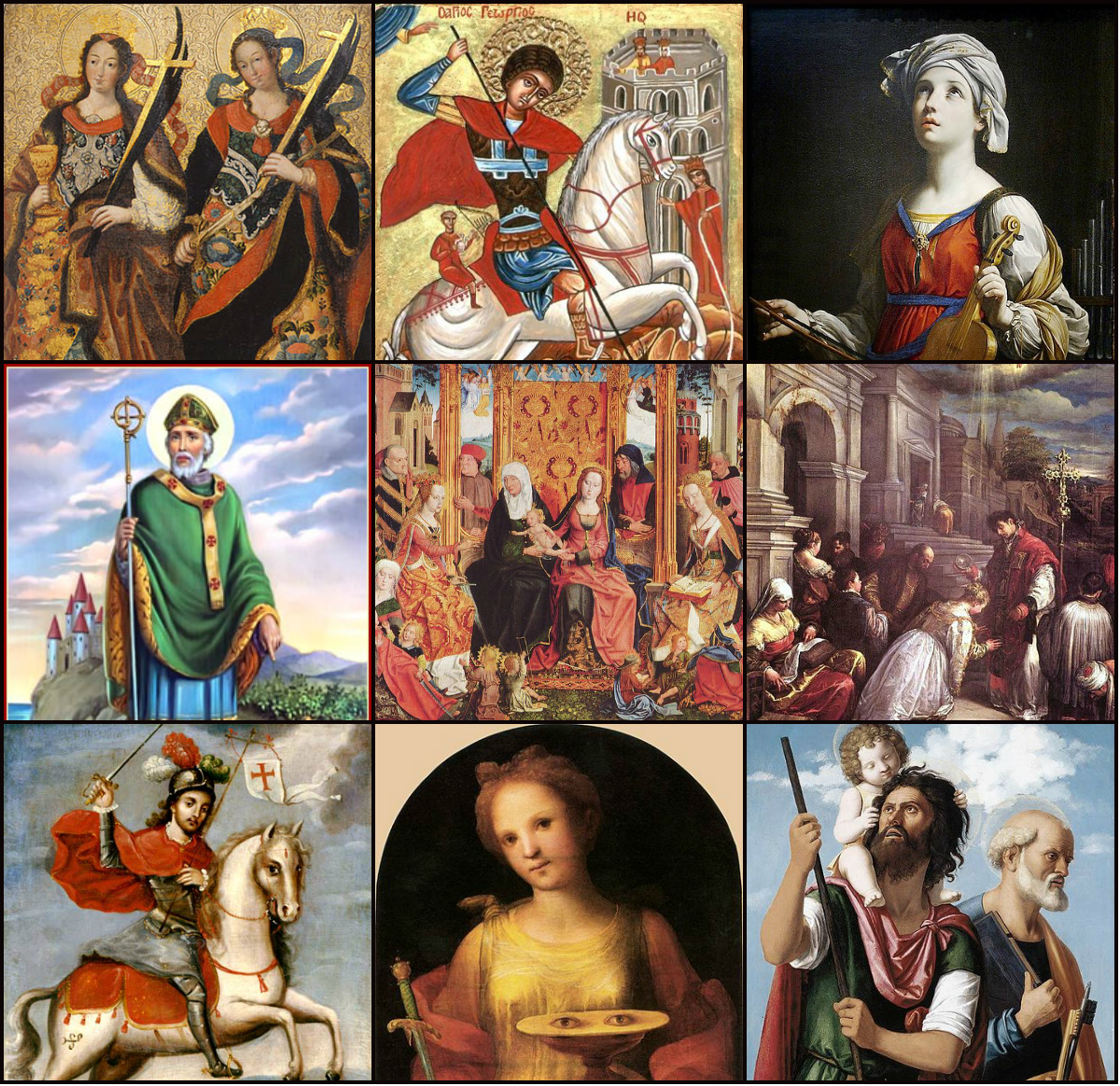
مجموعة لقديسين ذكروا في الأسطورة الذهبية وهو أحد أكثر الأعمال الأدبية المسيحية تأثيرًا على الفلكلور الغربي؛ باتجاه من اليسار إلى اليمين: بربارة وجرجس وسيزيليا؛ باتريك والقرابة المقدسة وفالنتين؛ يعقوب بن زبدى ولوسي وكريستوفر.

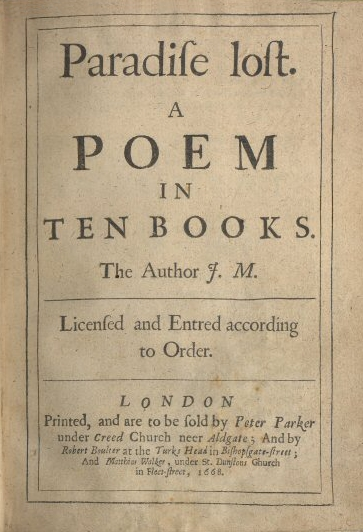
أول صفحة من الملحمة الشعرية الفردوس المفقود للكاتب الإنكليزي جون ملتون، كتبها عام 1667.

بعد قيامة يسوع بحسب العقيدة المسيحية، نمت المسيحية لتكون الدين السائد في الإمبراطورية الرومانية وبدأ تقليد دراستها ودراسة علومها ولاهوتها. إحدى أهم الكتابات التي انتشرت على نطاق واسع، كتاب القديس أوغسطينوس «الاعترافات»، وفيه يسرد قصة شبابه وتحوله إلى المسيحية، ويعتبر كتاب «الاعترافات» أول سيره ذاتية مكتوبة في الأدب الغربي. وقد أثرت كتابات أوغسطينوس تأثيرًا عميقًا في الثقافة الغربية. كما وكتب يعقوب دي فراغسي «الأسطورة الذهبية» وفيه يسرد حكايات القديسين وقد أثّر هذا الكتاب في الفن والثقافة والفلكلور الغربي، كما وكتب الفيلسوف ورجل الدولة الإنجليزي توماس مور، «يوطوبيا» أو «المدينة الفاضلة» وذلك في عام 1516، ألّف إغناطيوس دي لويولا وهو شخصية رئيسية في حركة الإصلاح الكاثوليكي، كتاب تأملات مؤثرة ومعروفة باسم «الرياضات الروحية».
كما تأثر عدد من الكتّاب خلال القرون الوسطى من روح وقيم المسيحية فمثلًا الشعر الملحمي «الكوميديا الإلهية» لدانتي أليغييري، فقد احتوت على فلسفة ومفاهيم كاثوليكية، حكايات كانتربري لجيفري تشوسر وديكاميرون للكاتب والشاعر جيوفاني بوكاتشيو وغيرهم.
كذلك الأمر بالنسبة للكتاب في العصور الحديثة فويليام شكسبير قد استلهم في عدد من مسرحياته من القيم المسيحية ، تشارلز ديكنز إحدى أهم أعماله «سلسة حكايات ليالي عيد الميلاد» و«انشودة عيد الميلاد» حملت معاني دينية، فيكتور هوجو، ألكسندر دوما، ج. ك. رولينج في سلسلة هاري بوتر، ج. ر. ر. تولكين في روايته الملحمية سيد الخواتم وسي. إس. لويس كتب عدد من المؤلفات حول المسيحية أو متأثرة من المسيحية أهمها سجلات نارنيا وغيرهم.
هناك بعض الباحثين من يرى أن عدد من الحكايات الخرافية وأدب الأطفال كتبت من روح القيم والمفاهيم المسيحية كحكايات الأخوان غريم وشارل بيرو وهانس كريستيان أندرسن وأساطير الملك آرثر والكأس المقدسة.

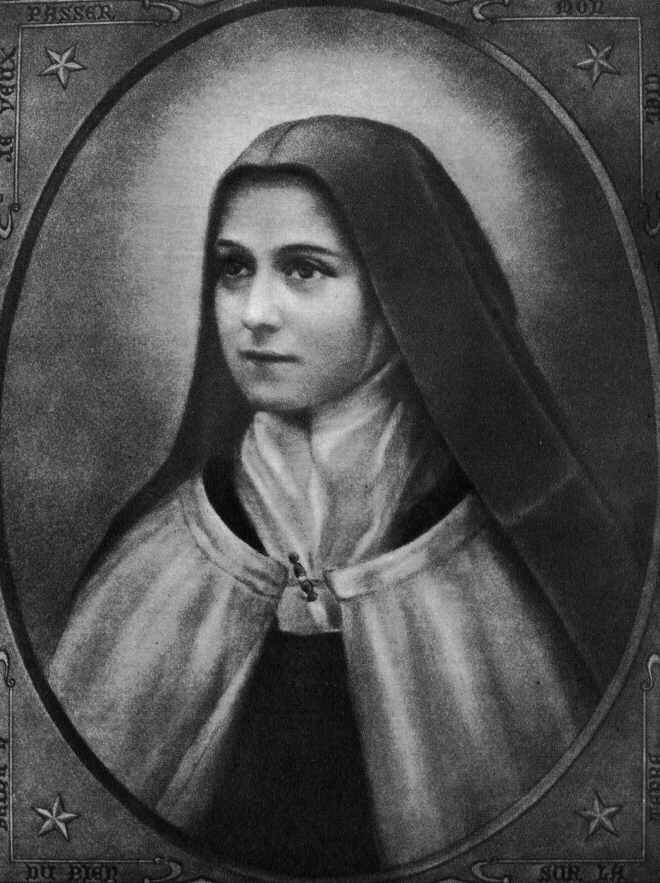
القديسة تريزا الطفل يسوع، عرفت بكتابة الأشعار الصوفية المسيحية.

كذلك كان تأثير المسيحية في الشعر عظيم خاصةً في المناطق التي وصلتها المسيحية. القصائد المسيحية في كثير من الأحيان ترجع مباشرةً إلى الكتاب المقدس، والبعض الآخر يقدم قصة رمزية.
اُستخدمت النماذج الشعرية من قبل المسيحيين منذ بداية المسيحية. أقدم الأشعار المسيحية التي تستخدم كأناشيد دينية، تظهر في الواقع، في العهد الجديد. منها ترنيمة التمجيد، والتي تظهر في إنجيل لوقا، بالإضافة إلى أشعار العهد القديم مثل المزامير ومجموعة الكتب الشعرية. يعتقد علماء الكتاب المقدس أيضًا أن القديس بولس قد كتب أجزاء من التراتيل المسيحية في وقت مبكر في رسائله.
خلال العصور الكلاسيكية القديمة، تطورت الأشعار المسيحية في الكنيسة الشرقية والغربية، ومن أبرز أعلام الكنيسة الشرقية في هذه الفترة أفرام السرياني وهو راهب سرياني ومن رواد كتاب وشعراء المسيحية ويعده بعض المؤرخين واللاهوتيين أعظم من كتب القصيدة والترنيمة الدينية في الشرق المسيحي، وظهرت في الإمبراطورية البيزنطية قصائد وأشعار في مدح مريم العذراء والتي عرفت بصلاة المدائح.
في الغرب المسيحي كُتب عدد من القصائد المهمة باللغة اللاتينية والتي ما تزال تستخدم في قداس الكنيسة الرومانية الكاثوليكية، مثل Vexilla Regis وPange lingua gloriosi proelium certaminis (غرّد يا لساني، للكفاح المجيد)؛ من وجهة النظر الأدبية واللغوية، تعتبر هذه القصائد والتراتيل بمثابة ابتكارات هامة.
في كثير من الآداب العامية الأوروبية، يعتبر الشعر المسيحي بين أوائل الأشعار والآداب الأوروبية، وإعادة صوغ الكتاب المقدس كان في كثير من الأحيان سابق لترجمات الكتاب المقدس. فمثلًا في الشعر الإنجليزي القديم، حلم الصليب، ويتحدث الشعر عن تأمل على صلب المسيح والذي يتماهى مع الصور البطولية الجرمانية، وينطبق هذا على يسوع، هي واحدة من المعالم الشعرية الأقدم الموجودة في الأدب الإنجليزي القديم. دانتي أليغييري في ملحمته الشعرية الكوميديا الإلهية يمثل واحد من أقدم المعالم الشعرية للأدب العامي الإيطالي. كذلك فان الكثير من الشعر القديم الأيرلندي كتبه رهبان إيرلنديون وبالتالي فتتطرق هذه الأشعر إلى مواضيع دينية. وتتكرر هذه الأشعار المسيحية المبكرة في معظم اللغات الأوروبية.
كان للمرأة المسيحية دور بارز في كتابة الشعر والقصيدة المسيحية، خاصة في المواضيع الصوفية، مثل القديسة الإيطالية كاترينا السيانيّة والإسبانية تريــــزا الأفيلية والفرنسية تريزا الطفل يسوع والألمانية، يهودية الأصل، إديث شتاين.
| العالم المسيحي                        | أن أزرع السلامَ والفرحَ في كلِّ القلوب. يا رباناً محبوباً، المحبّة تَحثني لأنّي أراك في نفوس إخوتي وأخواتي. فالمحبّة، هي نجمتي الوحيدة، وفي نورِها أُبحر بدون ضلال، وشعاري مكتوبٌ على شراعي العيش بالحب. | العالم المسيحي |
| — من كتابات القديسة تريزا الطفل يسوع. | |                |

ظهر حديثًا الشعر المسيحي الحديث. وينتشر اليوم على نطاق واسع وهناك عدد من الكتاب المحدثين في المواضيع المسيحية ويظهر ذلك في كثير من قصائدهم، منهم وليام بليك، تشيسترتون وإليوت.

#### الفن المسيحي

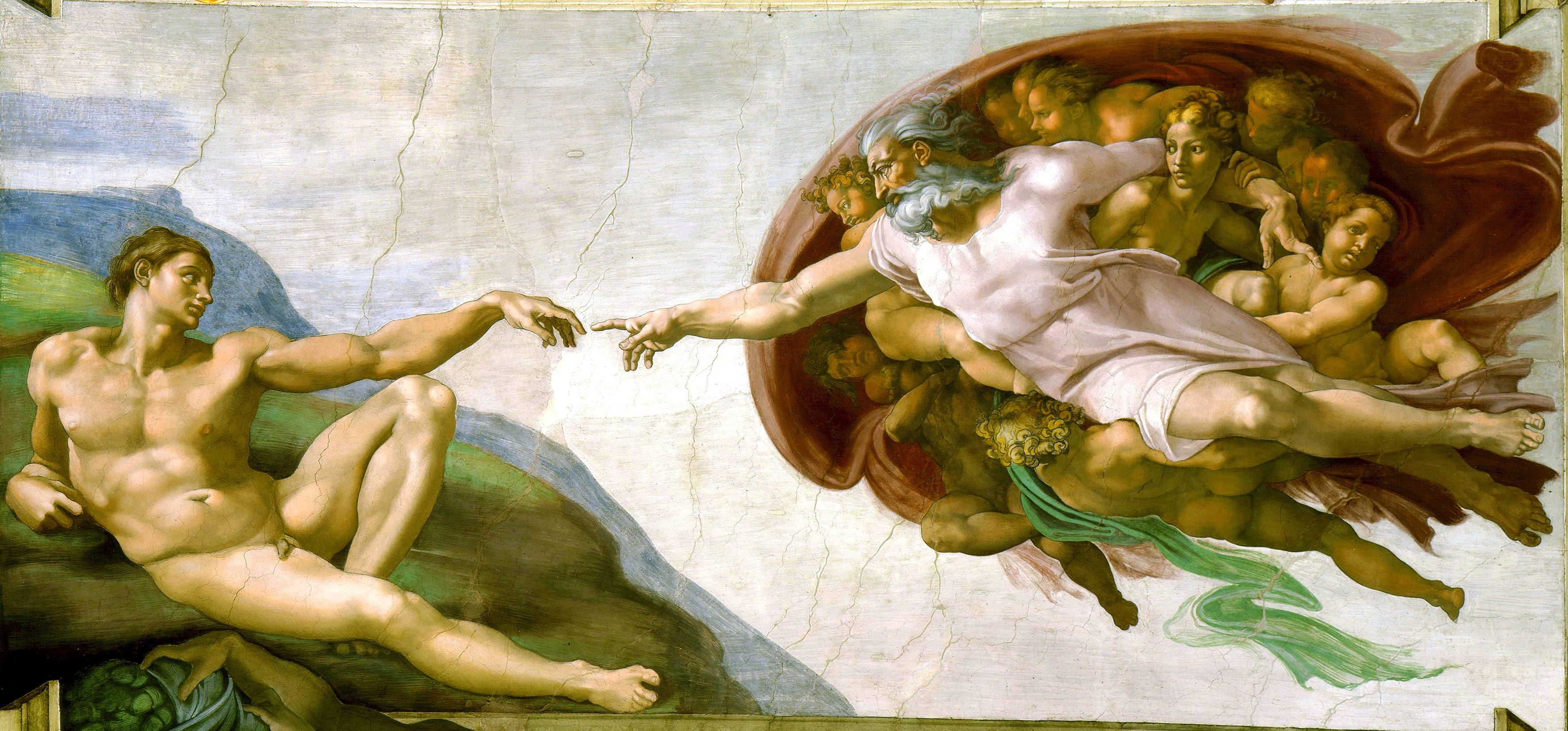
خلق آدم: أشهر أيقونات ميكيلانجيلو تزين سقف كنيسة سيستين في الفاتيكان وتعتبر قمة الفن الغربي.

كان للمسيحية بشكل عام وللكنيسة الكاثوليكية بشكل خاص دور في تطوير وتألق الفن الغربي. ويتألف هذا من جميع المصنفات المرئية المنتجة في محاولة لتوضيح تعاليم المسيحية الدينية. ويشمل هذا الرسم والنحت والفسيفساء، صنع الأدوات المعدنية، التطريز، الأيقونات وحتى العمارة. وقد لعبت الكاثوليكية والأرثوذكسية دورًا بارزا في تاريخ وتطور الفن الغربي منذ القرن الرابع على الأقل. ومن المواضيع الرئيسية التي استلهمت في أعمال الفن المسيحي حياة يسوع المسيح، جنبا إلى جنب حياة تلاميذه، والقديسين، وأحداث من العهد القديم.

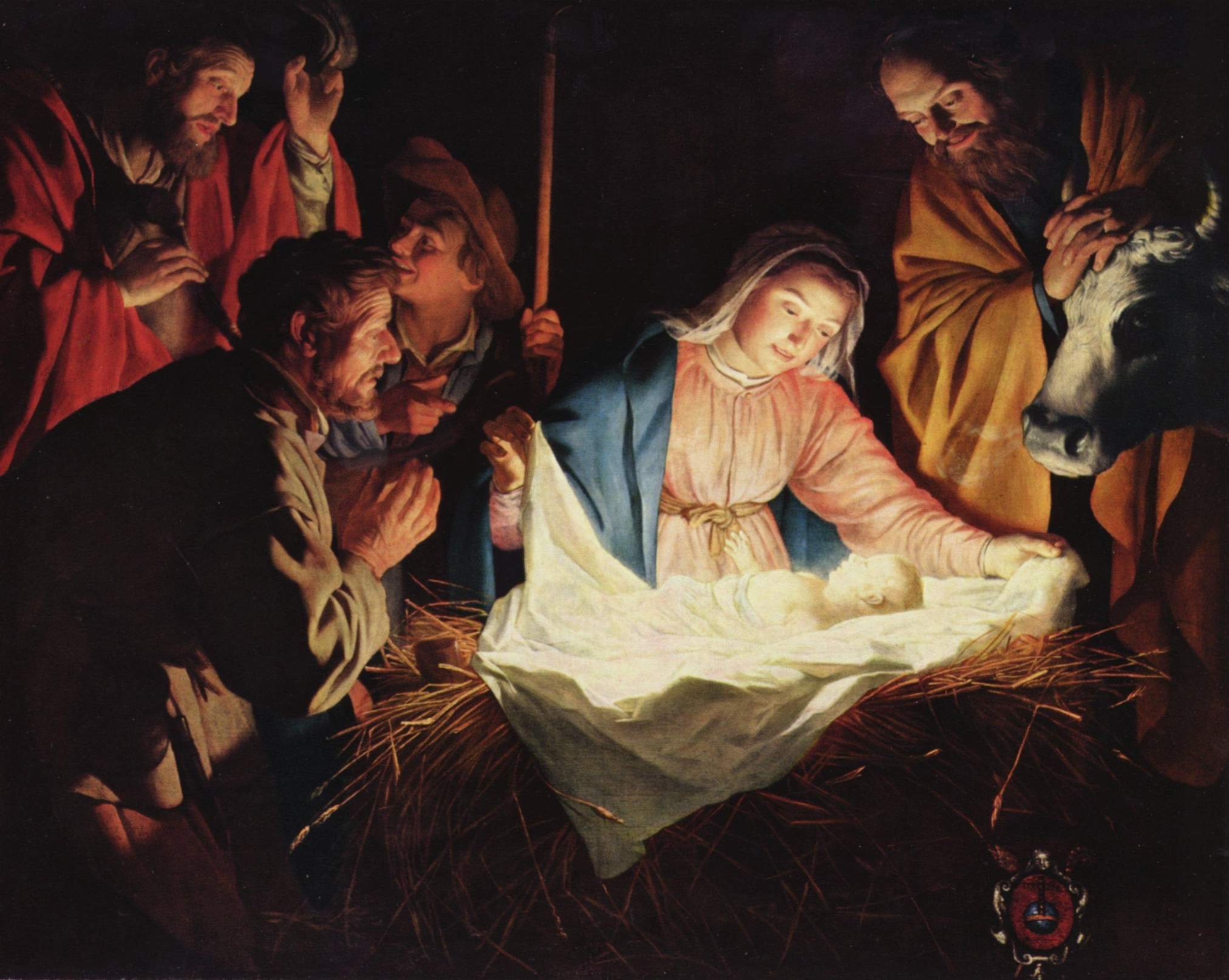
لوحة ميلاد يسوع، تظهر الطفل ومريم ويوسف والرعاة. بريشة هونثروست، 1622.

من أوائل الفنون المسيحية التي ما زالت واضحة العيان هي اللوحات الجدارية التي رسمت على جدران المنازل وسراديب الموتى أثناء اضطهاد المسيحيين أيام الإمبراطورية الرومانية. والتوابيت الحجرية التي صنعها الرومان المسيحيين حوت تماثيل منحوتة تصور يسوع ومريم وشخصيات توراتية أخرى. عقب نهاية الاضطهاد اعتمد الفن المسيحي أشكال أكثر ثراء مثل الفسيفساء والمخطوطات المزخرفة.
خلال الإصلاح البروتستانتي ظهرت حركة دعت إلى تدمير الصور الدينية فالبروتستانتية لم تحبذ التصوير، أدّى ذلك إلى نشوء نوع فن جديد في الكنيسة الكاثوليكية وهو فن الباروك والروكوكو.
نشطت خلال عصر النهضة حركة فن الرسم والنحت واحتكر الفاتيكان أغلب الفنانين: ليوناردو دافنشي، ميكيلانجيلو، رافائيل وغيرهم. كما إن أغلب التحف الفنية القائمة حتى اليوم في مختلف أنحاء أوروبا والتي تعود لعصر النهضة، يعود الفضل في بنائها لتشجيع بابوات ذلك العصر.
أغلب الأعمال الفنية الكبرى من مختلف الأصعدة أيضًا كانت مرتبطة بالمسيحية، فالقسم الأكبر منها مأخوذ من الكتاب المقدس أو يمثل مقاطعًا وأحداثًا منه؛ ومن ابرز هذه الأعمال بيتتا، سقف كنيسة سيستينا، منحوتة قبر يوليوس الثاني وتمثال داوود لميكيلانجيلو، عذراء الصخور والعشاء الأخير لليوناردو دا فينشي ونافورة تريفي التي بنيت بطلب البابا أوربان الثامن وغيرها.

#### المنمنمات
المنمنمات هي صورة مزخرفة في مخطوط.أنتجت عدد كبير من المنمنمات ذات المواضيع المسيحية في المقام الأول في أيرلندا، وإيطاليا والقسطنطينية. غالبية المخطوطات الباقية هي من العصور الوسطى، على الرغم من كون العديد من المخطوطات المزخرفة الباقية تعود إلى عصر النهضة جنبًا إلى جنب مع عدد محدود جدًا من العصور القديمة المتأخرة وقد حفظت الأديرة عدد هام من اللمنمنمات التاريخية.

#### فن الأيقونات

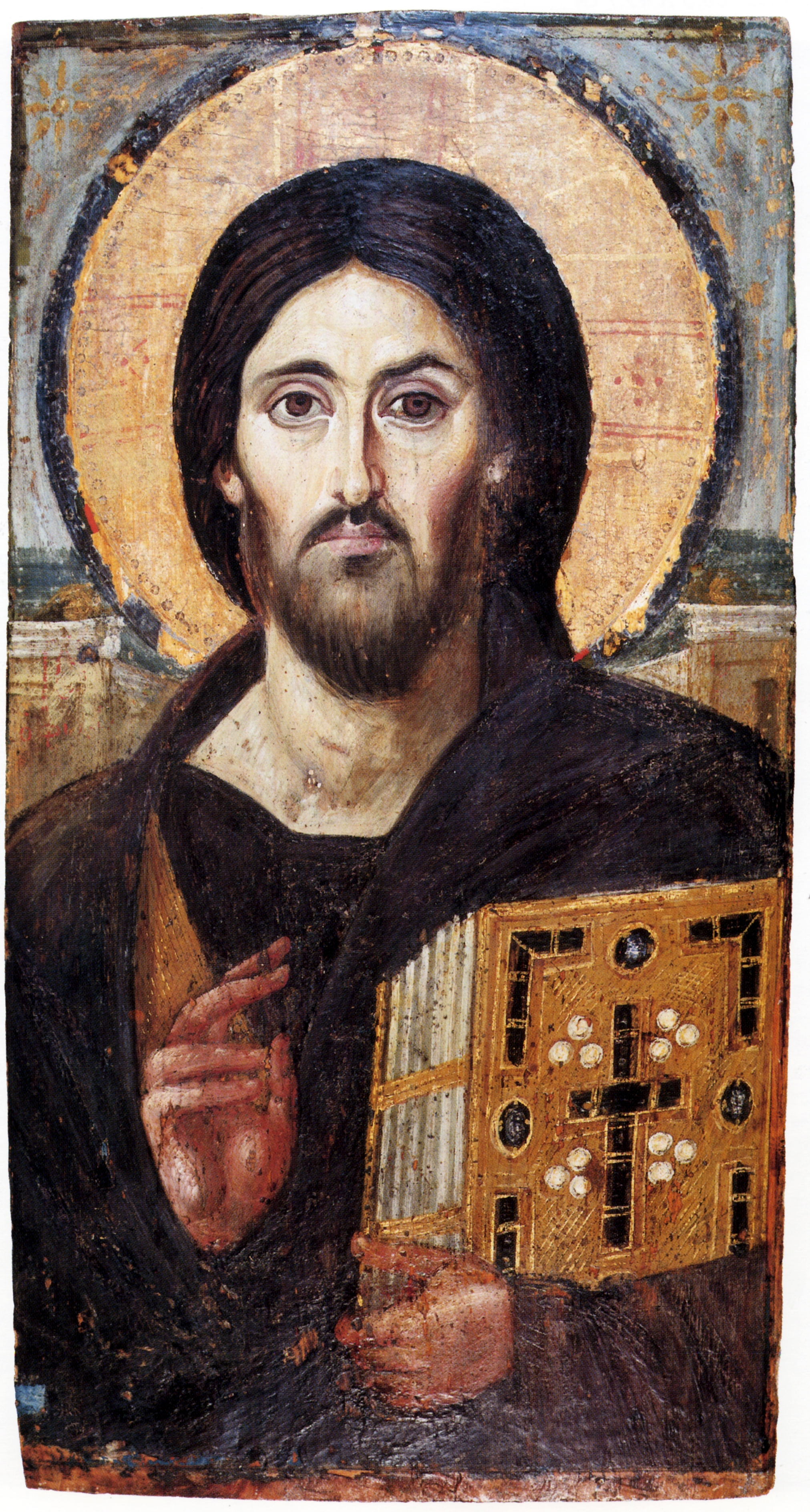
أيقونة أرثوذكسية ليسوع المسيح وتعبر إحدى أهم ايقونات المسيحية الشرقية.

لقد اختلف موقف الكنائس المسيحية الشرقية والغربية تجاه الفنون خاصة تجاه مسألة التماثيل داخل الكنائس، فعلى حين رفضت كنائس القسطنطينية وأنطاكية والإسكندرية ذلك وطورت فنها الخاص خاصًة فن الايقونات، فقد سمحت بها الكنيسة الكاثوليكية في روما وما يتبعها من كنائس في الغرب الأوروبي، وذلك عبر استغلال الفن المسيحي الذي شيد التماثيل ذات الدلالة الدينية المسيحية، والتي استخدمت أيضاً في نشر الدين الجديد في أوساط الغرب الأوروبي الذي يعاني من الجهل بالقراءة والكتابة، وهكذا تم استغلال التماثيل المسيحية من أجل هدف تعليمي وتثقيفي بحت. بينما اتبعت الكنائس المسيحية الشرقية مسار مختلف في الفنون، إذ تطور فن الايقونات خاصة في ظل الإمبراطورية البيزنطية حيث تطور فن موزاييك والفسيفساء من الرخام أو الزجاج وزخرفة المخطوطات، عقب سقوط القسطنطينية انتقل مركز فن الايقونات إلى روسيا والتي طورت أساليب جديدة في فن الايقونات، ولا تزال روسيا حتى اليوم مركز للأيقونات الشرقية. كذلك طورت الكنائس الأرثوذكسية المشرقية فنونها الخاصة التي ارتبطت بهويتها ففي الكنيسة القبطية عرفت في التصوير الجداري وفن الزخرفة القبطية كذلك الأمر بالنسبة كنيسة التوحيد الأرثوذكسية الإثيوبية التي طورت فن إفريقي مسيحي فريد. وطورت أيضًا كنيسة مالانكارا في الهند فن ذات عناصر هندية وسريانية.

#### العمارة

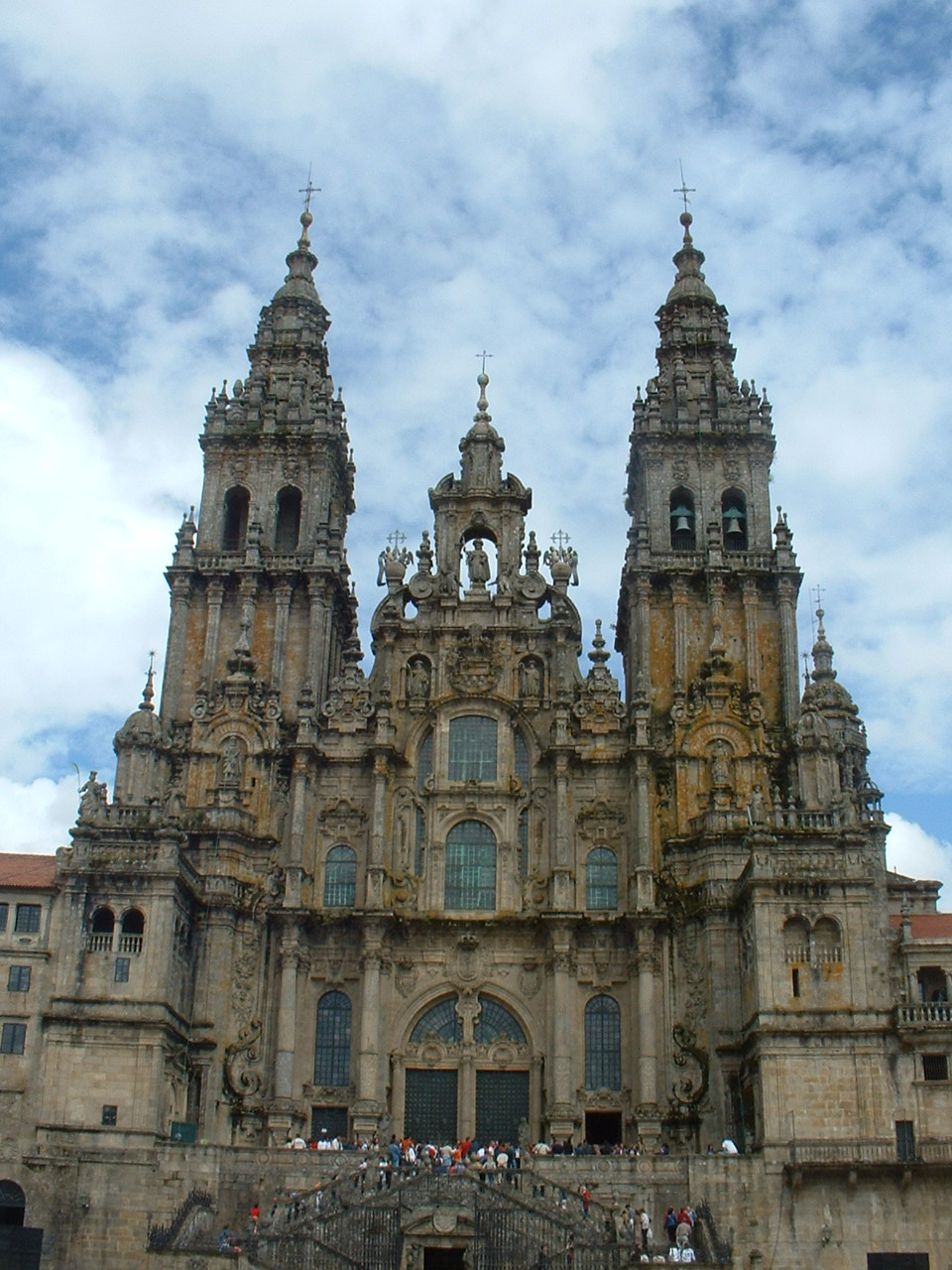
كاتدرائية سانتياغو دي كومبوستيلا في إسبانيا، إحدى أبرز المعالم المسيحية في العالم.

تمركزت الحياة الروحية والفكرية في المسيحية حول الكنيسة لذا صمم المعماريون الكنائس والأديرة والمباني الدينية الأخرى، كما صمموا القلاع والحصون والمنشآت الأخرى غير الدينية. والعمارة الكنسية هو مصطلح يشير إلى الهندسة المعمارية للمباني الكنائس المسيحية. وقد تطورت أنواع هذه العمارة على مدى الفي سنة من الدين المسيحي، وذلك عن طريق الابتكار، من خلال التشبه الطرز المعمارية الأخرى، فضلًا عن الاستجابة للمعتقدات والممارسات والتقاليد المحلية. من ولادة المسيحية وحتى الآن، كان للمسيحية اثر في تطور العمارة والهندسة المعمارية من خلال التصاميم المسيحية للكنائس من العمارة البيزنطية، والكنائس والاديرة الرومانية، الكاتدرائيات القوطية وكنائس عصر النهضة. وكانت هذه المباني الكبيرة، مركزًا معماريًا مرموقًا ومن البناي المهيمنة في المدن والريف. وقد طوّرت العمارة المسيحية تقنيّات وفنون وديكورات الهندسة المعمارية.
ولعل أبرز المآثر للعمارة المسيحية هي الكاتدرائيات والبازيليكا. البازيليكيا والكاتدرائيات على وجه الخصوص، حوت أشكال هيكلية معقدة والتي توجد في كثير من الأحيان بشكل أقل في كنائس الرعية. كما أنها تميل إلى عرض مستوى أعلى من النمط المعماري المعاصر والعمل مع عدد كبير من الحرفيين من اجل إنجازه، واحتلت الكاتدرائية مكانة اجتماعية وثقافية وتاريخية هامة في الحضارة الغربية. عدد من الكاتدرائيات والكنائس والاديرة، تعتبر من بين الأعمال الأكثر شهرة في فن العمارة على كوكب الأرض. وتشمل هذه بازيليك القديس بطرس في روما؛ نوتردام دي باريس، وكاتدرائية كولونيا، وكاتدرائية ساليسبوري، وكاتدرائية براغ، وكاتدرائية لنكولن، ودير القديس دينيس في باريس، وبازيليك سانتا ماريا ماجوري في روما، وكنيسة سان فيتالي في رافينا؛ بازيليك القديس مرقص في البندقية، كنيسة وستمنستر في لندن، وكاتدرائية القديس باسيل في موسكو، كاتدرائية واشنطن الوطنية، ساغرادا فاميليا في برشلونة وكنيسة آيا صوفيا في اسطنبول، وهو الآن متحف.

### الفلسفة
الفلسفة المسيحية هو مصطلح لوصف انصهار مختلف مجالات الفلسفة اللاهوتية مع المذاهب المسيحية. كانت الطريقة المدرسية وهو ما يعني «الذي ينتمي إلى المدرسة»، طريقة التعليم الأساسية التي درسن من قبل الأكاديميين في الجامعات الأوروبية في القرون الوسطى. الطريقة المدرسية هي فلسفة للتوفيق بين فلسفة فلاسفة العصور الكلاسيكية القديمة مع اللاهوت المسيحي في القرون الوسطى.
يعتبر اللاهوتي والفيلسوف توما الأكويني، أحد الشخصيات المؤثرة في مذهب اللاهوت الطبيعي، وهو أبو المدرسة التوماوية في الفلسفة واللاهوت. تأثيره واسع النطاق على الفلسفة الغربية، وكثيرٌ من أفكار الفلسفة الغربية الحديثة هي إما ثورة ضد أفكاره أو اتفاقٌ معها، خصوصاً في مسائل الأخلاق والقانون الطبيعي ونظرية السياسة. وقد الف العديد من المؤلفات عن الفلسفة وتعتبر إحدى الأعمال الأكثر تأثيرا في الأدب الغربي.
تضم قائمة منظرّي الفلسفة المسيحية أسماء عديدة أبرزها أوغسطينوس، وتوما الأكويني، وفرانسيس بيكون، وبليز باسكال، وهوغو غروتيوس، وغيورغ فيلهلم فريدريش هيغل، وجان جاك روسو، وجان كالفن، وسورين كيركغور، وكارل بارث، وليو تولستوي، وألبرت شوايتزر وإسحاق نيوتن.

## الحضارة المسيحية

### العلوم في القرون الوسطى

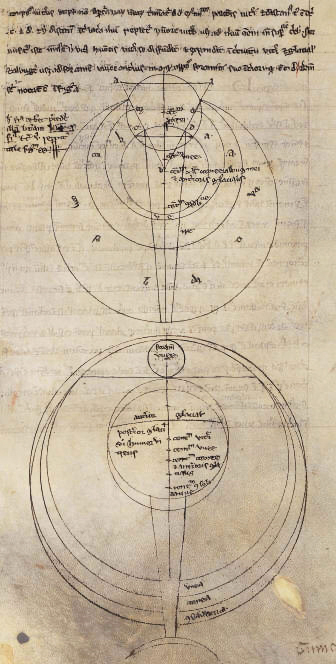
مخطوطة للراهب روجر باكون، رسوم بيانية دائرية متصلة لها أهمية في الدراسة العلمية للبصريات.

كان تأثير الكنيسة على الحروف الغربية والتعلم هائل. فالنصوص القديمة من الكتاب المقدس قد أثرت بعمق على الفن والتفكير الغربي، والأدب والثقافة لعدة قرون. بعد انهيار الإمبراطورية الرومانية الغربية، كانت المجتمعات الرهبانية الصغيرة عمليًا البؤر الاستيطانية لمحو الأمية في أوروبا الغربية. في الوقت ذاته، فقد أنشأت مدارس الكاتدرائية، وهي مدارس أقيمت بالقرب من الكنائس، وأصبحت هذه المدارس في مرحلة متقدمة جامعات أوروبا الأولى، وقد رعت الكنيسة الآلاف من مؤسسات التعليم الابتدائي والثانوي والعالي في جميع أنحاء العالم منذ ذلك الحين. وكذلك الأمر كان بالنسبة للكنائس الشرقية التي رعت العلوم في الإمبراطورية البيزنطية والتي كانت مركز ثقافي وعلمي وحضاري في الأهم في العالم القديم، والتي ارتبطا ارتباطًا وثيقًا مع الفلسفة القديمة، والميتافيزيقيا. ومن الإنجازات التي طبقت فيها العلوم كانت بناء كنيسة آيا صوفيا. خلال عصر النهضة البيزنطية دعمت الكنيسة الشرقية الحركة والنهضة العلمية وخاصة في مجال علم الفلك والرياضيات والطب فكتب الرهبان الموسوعات الطبية التي تضمنت شروحا في أمراض العين والأذن والفم والعمليات الجراحية، وقد ترجمت هذه الموسوعات إلى اللاتينية والسريانية والعربية. كما أنتج الرهبان البيزنطيين أبحاثًا في حقول كيمياء المعادن والسبائك والرياضيات والهندسة الجغرافية، وكانوا يؤمنون بأن الكواكب والنجوم لها تأثير على أحداث الأرض، وكانت هذه العلوم السبب الرئيسي في إحياء الآداب اليونانية القديمة والدراسات النحوية والأدبية والعلمية في إيطاليا مطلع عصر النهضة.

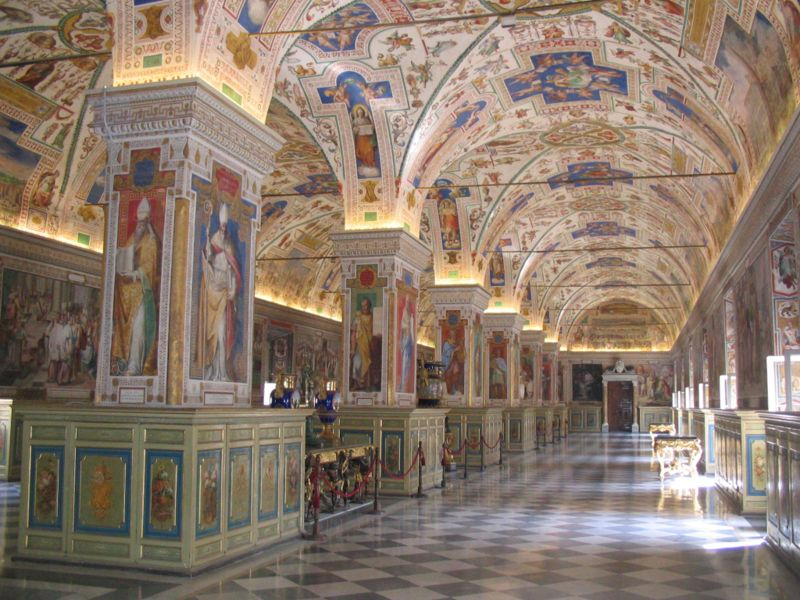
القاعة الرئيسية لمكتبة الفاتيكان، وهي إحدى أقدم وأكبر المكتبات في العالم وتحوي مجموعة مخطوطات تاريخية مهمة.

دعمت الكنيسة التعليم في الإمبراطورية البيزنطية،  فأنشأت المدارس والمعاهد وأهمها جامعة القسطنطينية التي كانت تُدرّس الفلسفة والقانون والطب ونحو اللغة اللاتينية واليونانية وبلاغتها في حين نشطت المدارس الأكاديمية الفلسفية والفلكية في الإسكندرية، وبنيت أيضًا المدارس الرهبانية التي ركزت على الكتاب المقدس واللاهوت والليتورجيا لكنها تضمنت أيضًا تعليم نصوص ادبية وفلسفية وعلمية في المناهج الدراسية، وبذل الرهبان الأرثوذكس جهودًا في نسخ المخطوطات الكنسية، وكتب الأدب القديمة. وكان لكهنة الكنيسة الأرثوذكسية الشرقية بعد سقوط القسطنطينية فضل في نشر التعليم، وقد اعتبروا التنويريين والمربين لمجتمعات أوروبا الشرقية، فقد كان لرجال الدين وأسرهم دور في محو الأمية في أوروبا الشرقية.
في عام في 530 كتب بندكتس كتاب الحكمة الرهبانية، والذي أصبح نموذجا لتنظيم الأديرة في جميع أنحاء أوروبا. هذه الأديرة الجديدة حافظت على الحرف التقليدية والمهارات الفنية وحافظت أيضًا على الثقافة الفكرية والمخطوطات القديمة داخل مدارسها ومكتباتها. فضلًا عن توفير حياة روحية لرهبانها، كانت الأديرة أيضًا مركز إنتاج زراعي واقتصادي، لا سيما في المناطق النائية، وأصبحت الأديرة إحدى القنوات الرئيسية للحضارة.
بعد إصلاح كلونياك داخل الأديرة الرهبانية عام 910، تطورت الاديرة وتوسعت وأصبحت مركز علمي وتكنولوجي. فقدمت الاديرة عدة اختراعات وابتكارات وتم الحفاظ داخل الاديرة على الآداب والمخطوطات والعلوم القديمة. كما وتم بناء داخل الاديرة مدارس ومكتبات. كما ألف الرهبان في أديرتهم عدد من الموسوعات المتخصصة بالمسيحية ومواضيع أخرى، وألّف القديس إيزيدور من إشبيلية، أحد أهم علماء العصور الوسطى، موسوعة شاملة اُعتبرت إحدى أهم معارف القرون الوسطى.

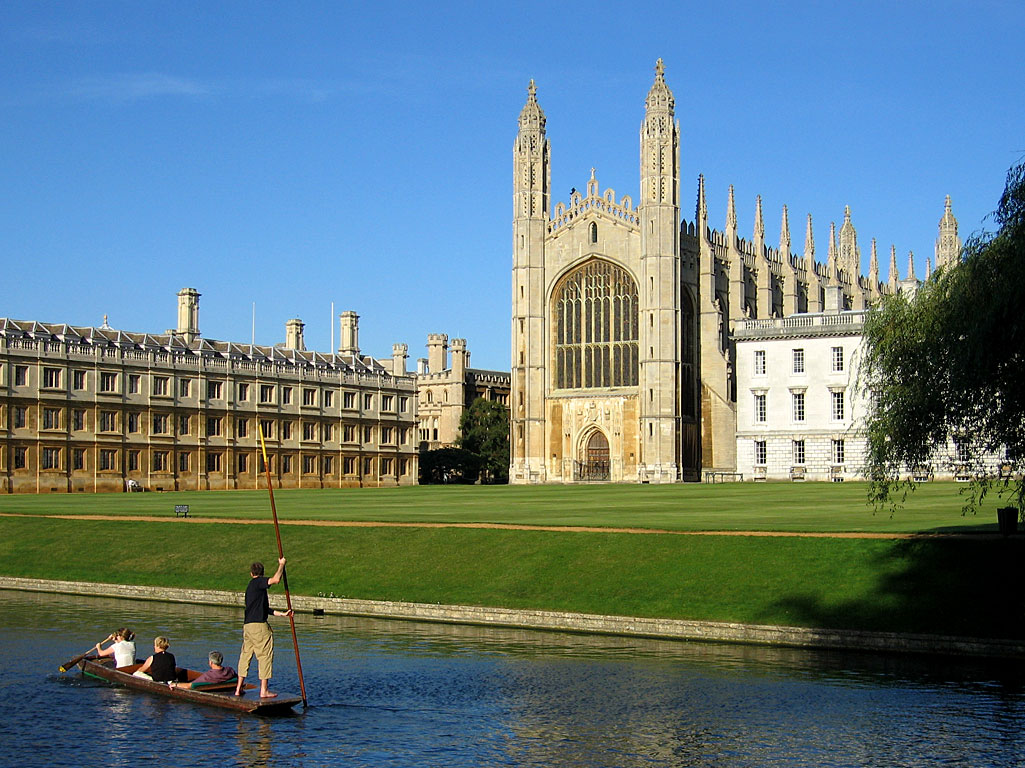
جامعة كامبريدج إحدى اقدم جامعات في أوروبا بدأت كمدرسة كاتدرائية.

ظهرت خلال القرون الوسطى مدارس قرب الكنائس والكتدرائيات، ودعيت بمدارس الكاتدرائية. وكانت هذه المداراس مراكز للتعليم المتقدم، وبعض من هذه المدارس أصبحت في نهاية المطاف الجامعات الأولى في الغرب وبذلك يشير الباحثين إلى كون الجامعة ذات جذور مسيحية. واعتبرت مدرسة كاتدرائية شارتر أكثر المدارس شهرةً وتأثيرًا. وكانت الجامعات المسيحية في العصور الوسطى في دول أوروبا الغربية، قد شجعت حرية البحث وخرّجت مجموعة كبيرة ومتنوعة من العلماء والفلاسفة. وتعتبر جامعة بولونيا ذات الأصول المسيحية أقدم جامعة في العالم. بفضل الرهبان المسيحيين تم الحفاظ على الروح العلمية التي قادت الثورة العلمية.
التكنولوجيا في العصور الوسطى مصطلح يشير إلى التكنولوجيا المستخدمة في أوروبا في القرون الوسطى تحت الحكم المسيحي. بعد عصر النهضة مع حلول القرن الثاني عشر، شهدت أوروبا في العصور الوسطى إلى تغيير جذري في معدل الاختراعات الجديدة والابتكارات في طرق إدارة الوسائل التقليدية للإنتاج والنمو الاقتصادي. شهدت فترة التقدم التكنولوجي الرئيسية، بما في ذلك اعتماد الإسطرلاب والبارود، واختراع النظارات، وتحسنت كثيرًا عمل مصانع المياه وتقنيات البناء، والزراعة بشكل عام، وصناعة الساعات، والسفن. وتقدم تقنية السفن كانت السبب لبداية عصر الاستكشاف. كذلك كان لتطوير مصانع المياه أهمية حضارية كبرى، وامتدت التطورات من الزراعة إلى مناشر الخشب، واستمدت ذلك من التكنولوجيا الرومانية. وبحلول نهاية القرون الوسطى كانت معظم القرى الكبيرة في بريطانيا تحوي المطاحن. كما أنها كانت تستخدم على نطاق واسع في مجال التعدين.
حصل تقدم هام في مجال الملاحة رافقه تطوير البوصلة والإسطرلاب جنبًا إلى جنب مع التقدم في بناء السفن، وتمكين الملاحة للمحيطات العالم وبالتالي السيطرة على التجارة العالمية والاقتصادية. طبع بيبل غوتنبرغ، أول طبعة للكتاب المقدس، طبعها يوهان غوتنبرغ، وله أهمية كبيرة في بدء ثورة وعصر الطباعة، والتي أتاحت نشر العلم والثقافة بين عامة الناس.

### ابتكارات عصر النهضة والعصر الحديث

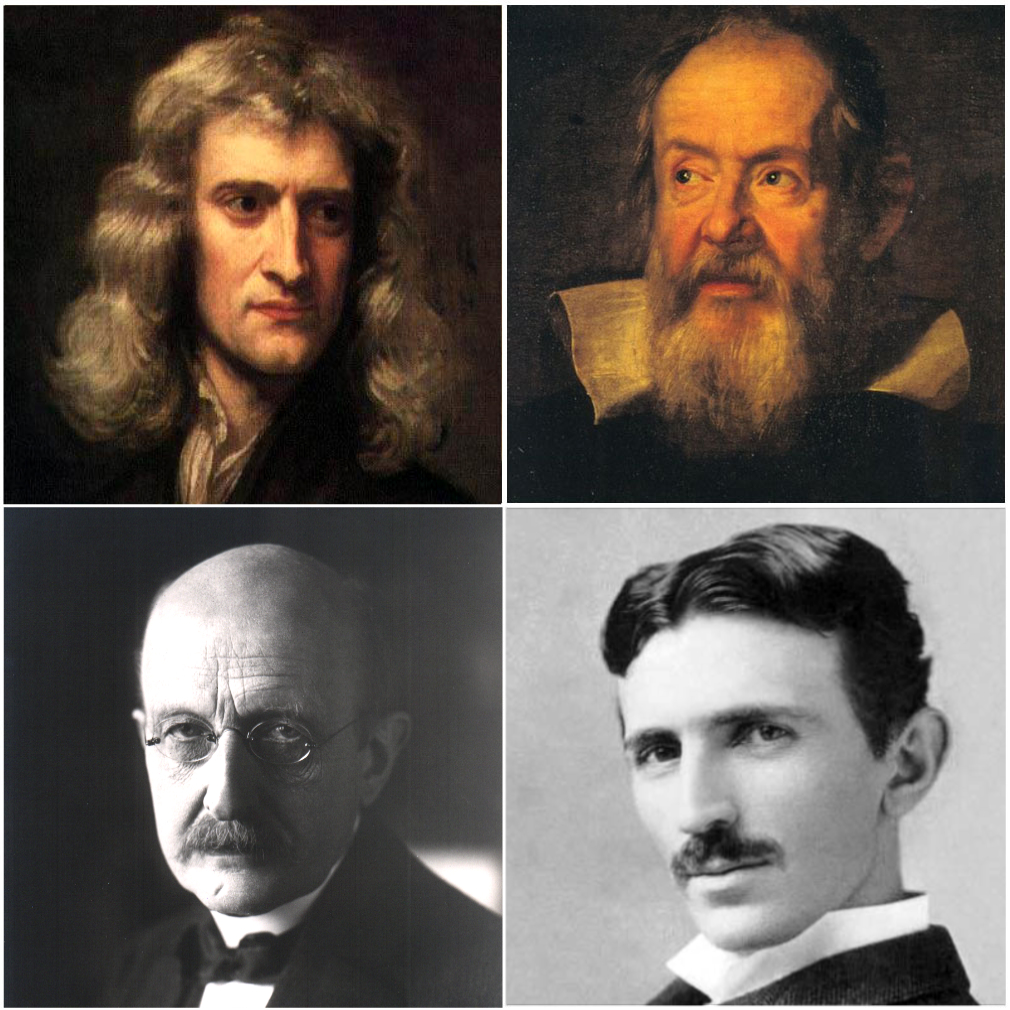
بعض العلماء المسيحيين المشاهير وهم من الأعلى واليسار: إسحاق نيوتن وغاليليو غاليلي ونيكولا تسلا وماكس بلانك.

خلال عصر النهضة، تقدمت العلوم تقدمًا كبيرًا في مجالات الفلك والجغرافيا والكيمياء والفيزياء والرياضيات والتصنيع والهندسة. تم تسريع إعادة اكتشاف النصوص العلمية القديمة بعد سقوط القسطنطينية عام 1453، واختراع الطباعة التي كان من شأنها نشر التعليم والسماح بانتشار أسرع للأفكار الجديدة.

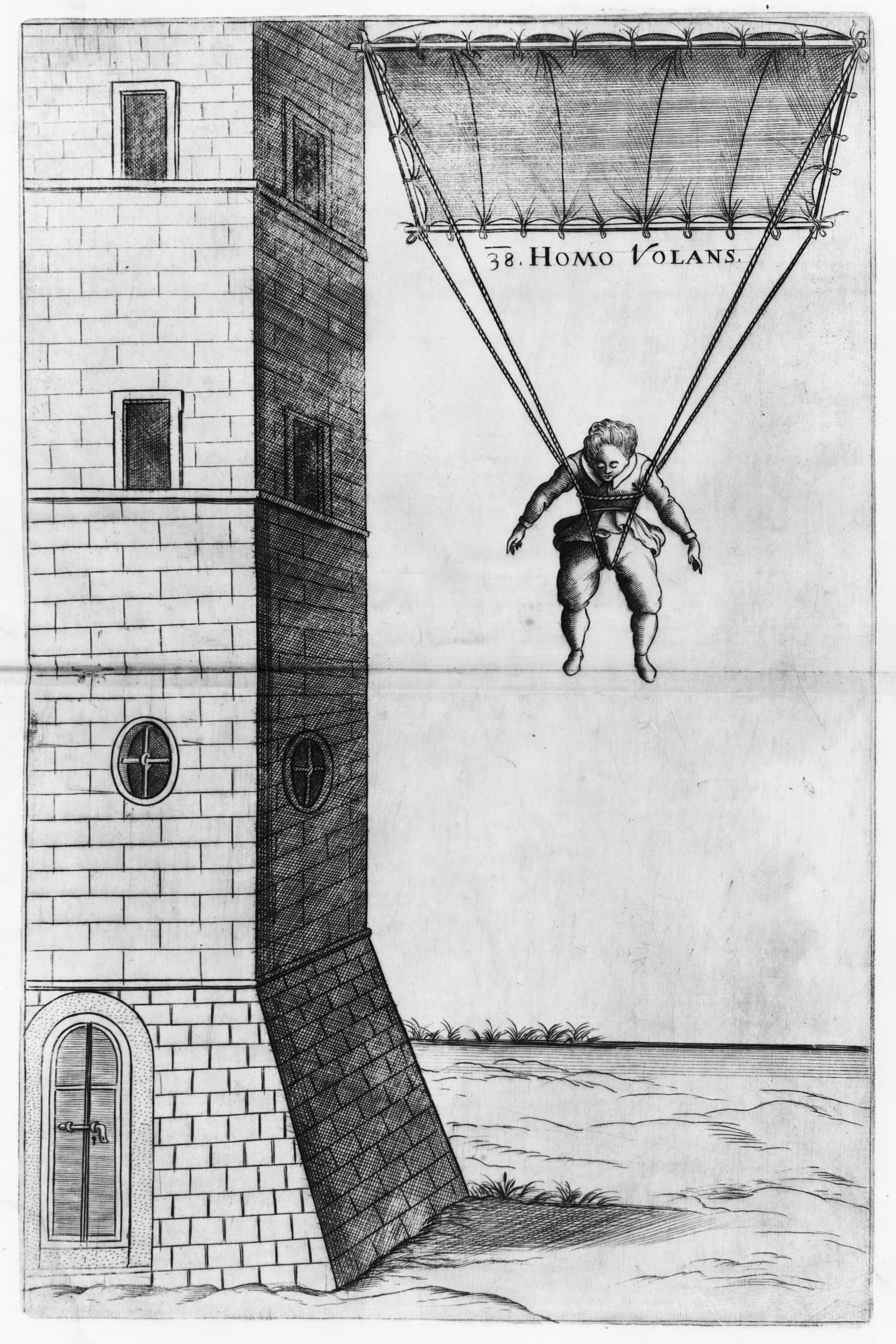
تصميم المظلة الطائرة أحد ابتكارات عصر النهضة.

مع بداية عصر النهضة كان الباباوت من الداعمين المتحمسين للنهضة، ومن رعاة الفنون فأعظم فناني عصر النهضة كليوناردو دا فينشي وميكيلانجيلو ورافائيل وميكافيللي وساندرو بوتيتشيلي وبيرنيني؛ كان الفاتيكان قد أبرم معهم عقود احتكار مدى الحياة. وتحولت المدن البابوية في إيطاليا وعلى رأسها روما إلى عواصم الثقافة العالمية، التي أخذت بشكل خاص طابع الجامعات والمستشفيات والنوادي الثقافية؛ وتطورت تحت قيادة الفاتيكان أيضًا مختلف أنواع العلوم خصوصًا الفلك، والرياضيات، والتأثيل، والفلسفة، والبلاغة، والطب، والتشريح، والفيزياء خصوصًا الأرسطوية (أي المنسوبة إلى أرسطو)، والفيزياء الميكانيكية خصوصًا أدوات الحرب، إلى جانب العمارة والكيمياء والجغرافيا والفلسفة وعلوم النبات والحيوان.
عمل عدد كبير من الكهنة برزوا كعلماء، وكثير منهم كانوا من الرهبانية اليسوعية، كان منهم رواد في علم الفلك، علم الوراثة، علم المغناطيسية الأرضية وعلم الطقس والزلازل، والفيزياء الشمسية، والطب وأصبح بعض منهم «الآباء» لهذه العلوم. ومن أهم الأمثلة على رجال دين مسيحيين لهم أهمية في العلوم جريجور ميندل  من أهم علماء الجينات والوراثة، نيكولاس ستينو أب علم وصف طبقات الأرض وله إسهامات في علم التشريح،  رينه جوت هواي مؤسس علم البلورات، وجان-بابتيست كاروني مؤسس علم الأحياء الخلوي، وروجر باكون الراهب الفرنسيسكاني الذي كان واحدًا من أوائل دعاة المنهج العلمي، مارين ميرسين أبو علم الصوت والبلجيكي جورج لومتر أول من اقترح نظرية الانفجار العظيم. أمثلة أخرى لرجال دين مسيحيين ممن لهم أيضًا أهمية في العلوم جون فيلوبونوس، ليو الرياضياتي، وليام الأوكامي، البابا سلفستر الثاني الذي أدخل إلى أوروبا الاباكوس، فرانشيسكو ماريا جريمالدي العالم الفيزيائي، أثانيسيوس كيرتشر مخترع المكبر، ألبيرتوس ماغنوس مكتشف عنصر الزرنيخ، نيكولاس كوبرنيكوس ويُعتبر أول من صاغ نظرية مركزية الشمس وكون الأرض جرماً يدور في فلكها، جيوفاني باتيستا زوبي وكان أول من اكتشف بأن عطارد له طور كوكبي مثل القمر والزهرة، ثيودوريك بورجنوني له إسهامات هامة في طب الجراحة والمطهرات ومواد التخدير، جيوفاني جيرولامو ساتشيري وضع نظريات أساس الهندسة الزائدية، البابا غريغوريوس الثالث عشر معروف في إصلاح وإصدار التقويم الغريغوري والمطران لوقا فوينو-ياسينتيسكي مطران الكنيسة الروسية الأرثوذكسية وكان أول جرّاح في العالم يمارس عملية الزرع.

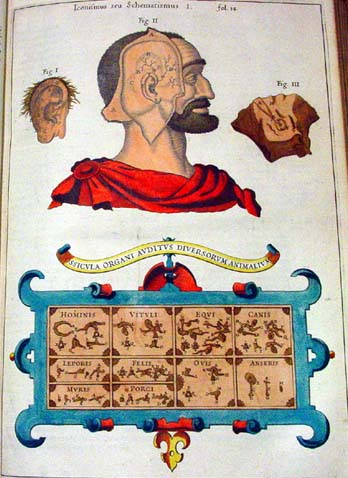
صورة لتشريح أذن إنسان، بقرة، كلب، حصان، نمر، قط، وفئران، خنزير وخروف واوز هو موضح للعالم والراهب الألماني أثانيسيوس كيرتشر.

أسس إغناطيوس دي لويولا الإسباني جمعية اليسوعيين في عام 1540. واُعتبر اليسوعيين نخبة المجتمع الأوروبي وعمل عدد منهم كمربين للملوك في الدول الكاثوليكية. ومع افتتاح عصر التبشير وصل اليسوعيين إلى الهند واليابان والصين وكندا وأميركا الوسطى والجنوبية وأستراليا وبنوا عدد كبير من المؤسسات التعليمية. وخرّجت مدارسهم وجامعتهم نخبة وصفوة المجتمعات الغربية. وبالتالي تاريخيًا كانت الرهبانية اليسوعية من أهم رعاة العلوم في الكنيسة الكاثوليكية، فقد أنشأ اليسوعيين عدد كبير من الجامعات والمدارس والكليّات والمؤسسات التعليمية المرموقة، مما أدى إلى نشاط عدد منهم في العلوم. وشكلت جامعات اليسوعيين معاقل للفكر والعلم ومن مراكز النخبة الثقافية.
| العالم المسيحي                  | اليسوعيين ساهموا في تطوير ساعات البندول، البارومترات، التلسكوبات والمجاهر، البصريات والكهرباء المغناطيسية، وفي كافة المجالات العلمية المختلفة. لاحظوا، في بعض الحالات قبل أي شخص آخر، المجموعات الملونة على سطح المشتري، وسديم المرأة المسلسلة وحلقات زحل. وضعوا نظرية حول الدورة الدموية (مستقلة عن نظرية وليم هارفي)، ونظرية الاحتمال النظري للطيران، وطبيعة المد والجزر للضوء. رسموا خرائط النجوم لنصف الكرة الجنوبي، وأطلقوا نظرية المنطق الرمزي، وأوجدوا تدابير مراقبة الفيضانات في الأنهار وأدخلوا علامات الجمع والطرح في الرياضيات، كانت كل هذه الإنجازات النموذجية اليسوعية، ولا تستطيع عدم احتساب اليسوعيون عند الحديث عن العلماء المؤثرين أمثال فيرما، هيغنز ونيوتن. | العالم المسيحي |
| — جوناثان رايت، كتاب جنود الله. | |                |

وبسبب الإسهامات الكبيرة لليسوعيين في تطوير علم الزلازل الكبيرة فقد أطلق على علم الزلال «بالعلوم اليسوعية». وكما وقد وُصف اليسوعيون بأنهم المساهمون الوحيدين والأهم في الفيزياء التجريبية في القرن السابع عشر. بالإضافة إلى أن فقد تمت تسمية 35 من الفوهات على سطح القمر على أسماء علماء وريضاتيين يسوعيين.
العديد من المسيحيين عبر التاريخ سجلوا إسهامات كبيرة في تطوير العلوم والرياضيات من العصور الوسطى إلى اليوم. برزوا وعملوا كافة في حقول العلوم من الطب والفيزياء والكيمياء والاختراعات ولهم مساهمات أيضًا في الفكر واللاهوت المسيحي، ويعتبر عدد من العلماء المسيحيين آباء لحقول علمية عديدة، بما في ذلك، ولكن ليس على سبيل الحصر، الفيزياء الحديثة، والصوتيات، وعلم المعادن، والكيمياء الحديثة، وعلم التشريح الحديث، الطبقات، علم الجراثيم، وعلم الوراثة والهندسة التحليلية، وعلم الكون الفيزيائي. اختراعات العلماء المسيحيين تشمل البطارية، سماعة الطبيب، والآلة الحاسبة الميكانيكية، وطريقة بريل، والميكانيكية طباعة الحروف المتحركة، وبندول فوكو. تمت تسمية ثلاث وحدات كهربائية مثلًا على اسم عدد من العلماء المسيحيين الكاثوليك مثل وحدة أمبير، فولت، وكولوم.
يرى عدد من المؤرخين وعلماء الاجتماع أن ظهور البروتستانتية كان لها أثر كبير في نشوء الثورة العلمية، وكأحد الأسباب التي أدت إلى الثورة العلمية خاصةً في إنكلترا وألمانيا، فقد وجدوا علاقة إيجابية بين ظهور حركة التقوى البروتستانتية والعلم التجريبي.
واستنادًا إلى روبرت ميرتون فأن العلاقة بين الانتماء الديني والاهتمام بالعلم هو نتيجة لتضافر كبير بين القيم البروتستانتية وتلك في العلوم الحديثة. وقد شجعت القيم البروتستانتية على البحث العلمي من خلال السماح بالعلم لتحديد تأثير الله على العالم، وبالتالي يتم تقديم مبررات دينية لأغراض البحث العلمي. وتاريخيًا فالبروتستانتية لم تدخل في صراع مع العلم. وكان روبرت ميرتون قد أسند نظريته بسبب كون أغلب العلماء في الجمعية الملكية وهي من المؤسسات العلمية المرموقة من البروتستانت. وكانت قد سبقه عدد الباحثين في اعتبار أخلاق العمل البروتستانتية كقيم الموثوقية، والادخار، والتواضع، والصدق، والمثابرة والتسامح، أحد أسباب نشأة الثورة الصناعية. وسبب لتطور المجتمع اقتصاديًا ودافع لتطوير العلوم وواحدة من المحركات الدافعة لبنية المجتمع العلمي، كون البروتستانتية تركز على الاجتهاد وتعطي مكانة مميزة للدراسة والمعرفة والعقل.

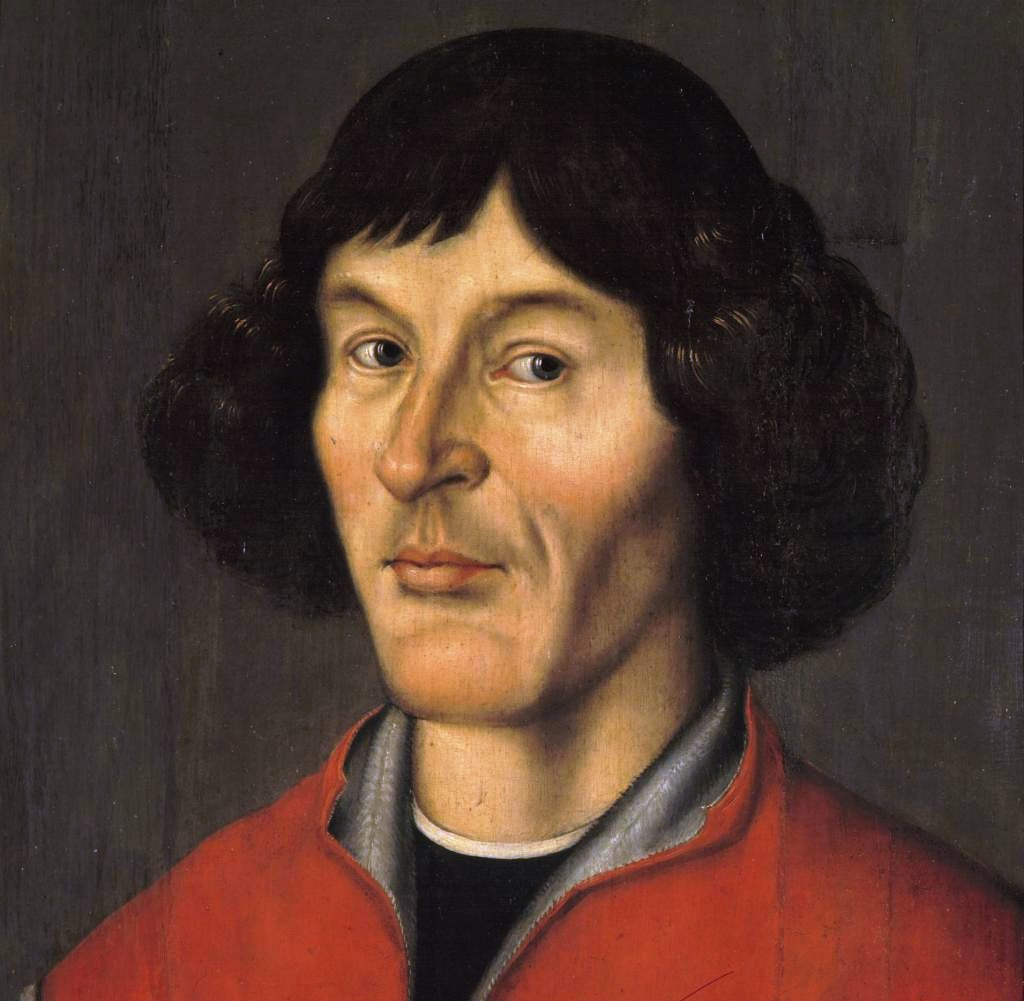
نيكولاس كوبرنيكوس، يعتبر أول من صاغ نظرية مركزية الشمس.
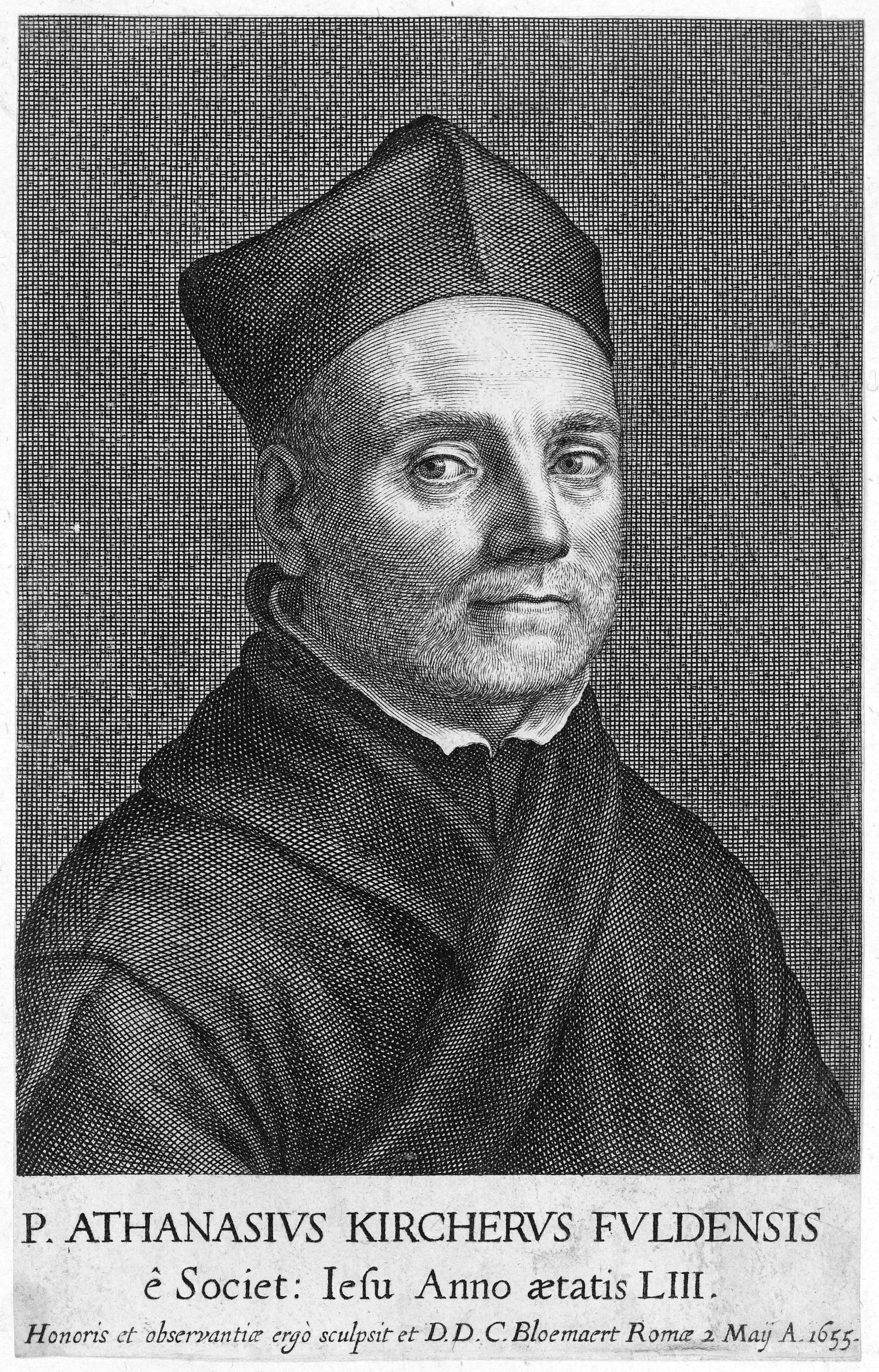
أثانيسيوس كيرتشر، هو من أوائل الذين نظروا إلى الميكروبات عن طريق المجهر.
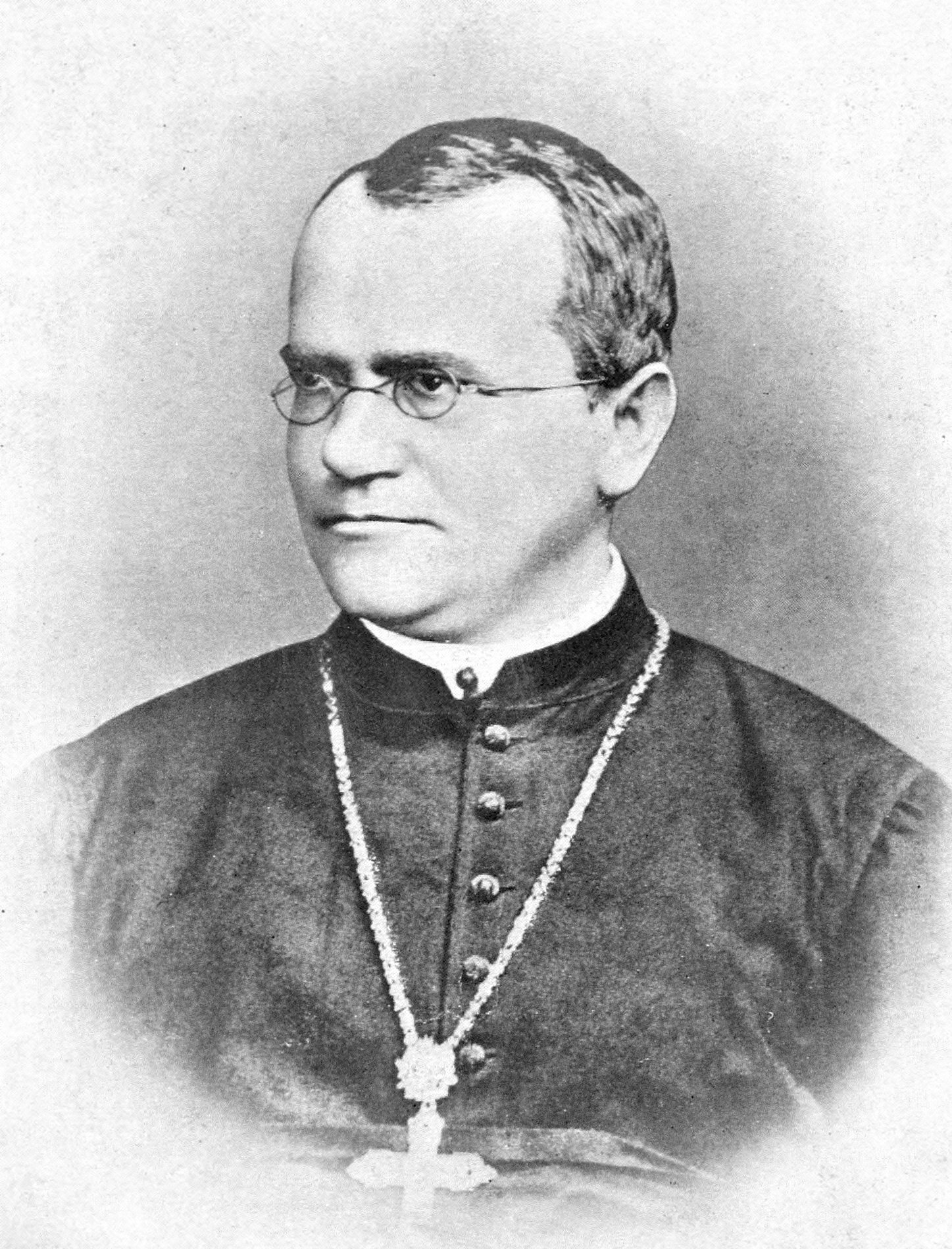
غريغور مندل، أب علم الوراثة.
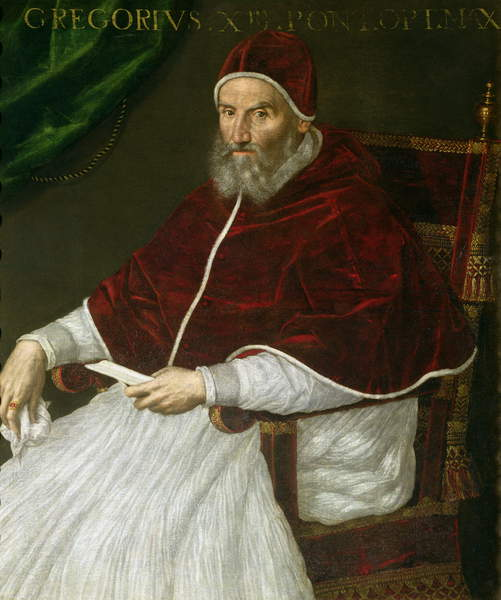
البابا غريغوريوس الثالث عشر معروف في إصلاح التقويم واصدار التقويم الغريغوري.

## الديموغرافيا

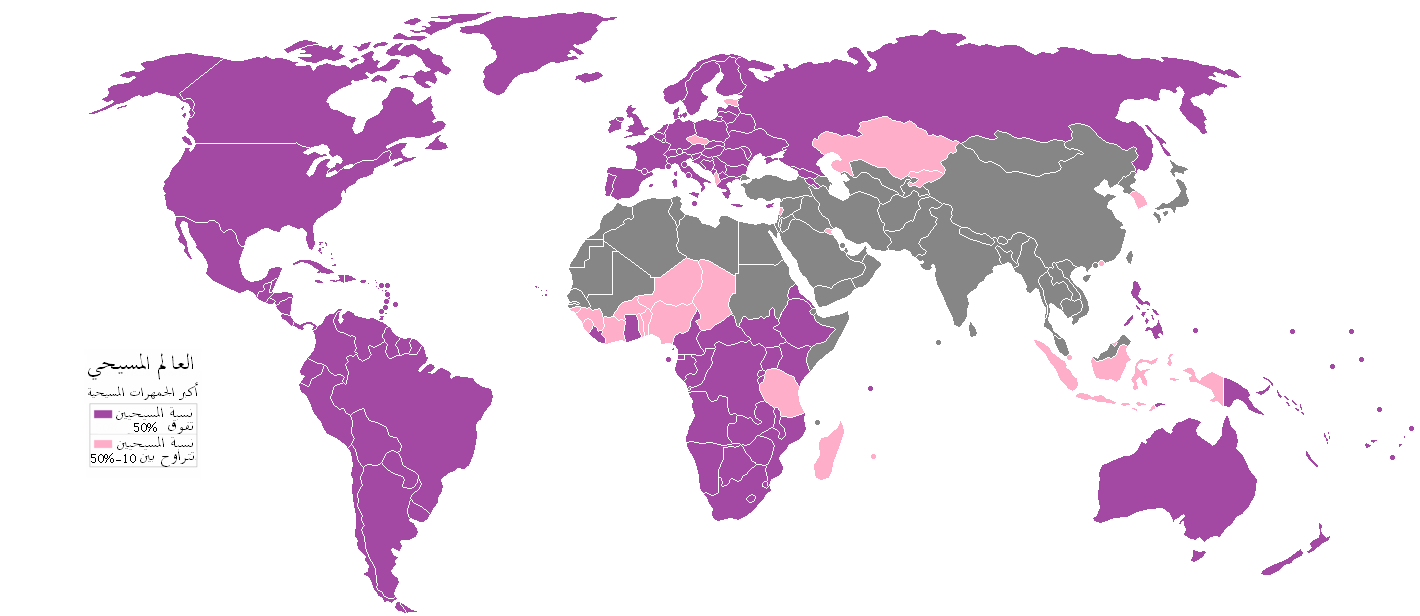
الدول التي يشكل فيها مسيحيون أكثر من نصف السكان، ويظهر باللون الوردي الدول التي يشكل فيها المسيحيين بين 10-49% من مجموع السكان.

### الانتشار
تعتبر المسيحية ديانة كونية، إذ ينتشر المسيحيون في جميع القارات والدول ولا توجد دولة في العالم لا تحوي على المسيحيين؛ المسيحية هي الديانة السائدة في أمريكا الشمالية وكذلك في الكاريبي، أمريكا الوسطى والجنوبية إضافة إلى وسط إفريقيا وجنوب إفريقيا، إلى جانب أوروبا وأوقيانوسيا؛ في حين تعتبر الفيليبين الثقل الأساسي للمسيحية في آسيا، القارة الوحيدة التي لا يشكل المسيحيون أغلب سكانها مع وجود مناطق شاسعة كالفلبين وروسيا والقوقاز ذات غالبية مسيحية، كما يوجد في آسيا الوسطى والشرق الأوسط والشرق الأقصى تجمعات كبيرة للمسيحيين. وعلى الرغم من أن المسيحيين يمثلون ثلث سكان العالم، إلا أنهم يشكلون أغلبية سكان 120 دولة و38 كيان ذي حكم ذاتي، أي ما نسبته ثلثي دول العالم وكياناته. من ناحية التوزيع القاري فيُشكّل المسيحيون في أميركا الشمالية والجنوبية نسبة 86.0% من السكان، في أوروبا يُشكّل المسيحيين نسبة 76.2% وفيها يتواجد أكبر تجمع مسيحي في العالم، وفي القارة الأسترالية تصل نسبة المسيحيون إلى 73.36% من تعداد السكان؛ ومن ثم القارة الإفريقية التي تشهد فيها المسيحية انتشارًا كبيرًا فيُشكّل المسيحيون حوالي 47.60% من سكانها، أي أن عددهم يصل إلى أكثر من 517,340,000 مليون نسمة، وفي القارة الآسيوية فيُشكّل المسيحيون نسبة 12.6% من سكانها، وبذلك تصل أعدادهم، إلى أكثر من 322,935,689 مليون نسمة.
ولا تزال المسيحية الديانة المهيمنة في العالم الغربي؛ إذ يشّكل المسيحيين حوالي 70% من سكان العالم الغربي. ويعيش اليوم 39% من مسيحيي العالم في أوروبا وأمريكا الشمالية وأوقيانوسيا، بينما يعيش 61% من المسيحيين في أمريكا الجنوبية وإفريقيا وآسيا، يذكر أن مناطق جنوب الكرة الأرضية تشهد ازدياد في معدل نمو المسيحية.
المسيحية تنمو وتزيد بنسبة 1.43%، وبالتالي هي قريبة من النمو السكاني، وهو 1.39%. المسيحية تنمو بشكل خاص تقريبا في العالم الثالث، في حين أن الدين يعود جزءً كبير من العالم الغربي، حيث يعتنق المسيحية سنوياً حوالي 30 مليون شخص من خلفيات دينية مختلفة (معتنقين جدد)، أي حوالي 23,000 شخص يومياً.
استنادًا إلى تقرير لمركز الأبحاث بيو يعيش 87% من مسيحيي العالم في دول ذات أغلبية مسيحية، أي في العالم المسيحي، مقابل 13% من مسيحيين العالم يعيشون كأقليات في دول غير مسيحية، وبحسب التقرير أكبر أقليات مسيحية تعيش في نيجيريا، الصين، الهند وإندونيسيا. يعيش أكثر بين 116-120 مليون مسيحي في العالم الإسلامي. ويٌشكّل المسيحيين أغلبيّة سكانيّة في 46 من أصل 50 دولة في أوروبا، و34 دولة من أصل 51 دولة في إفريقيا جنوب الصحراء، وفي جميع دول الأمريكيتين، وفي 27 دولة من أصل 60 دولة في آسيا وأوقيانوسيا.
|         |                  |            |                 |         |                             |            |                        |         |                 |            |                 |
| الترتيب | الدولة           | عدد السكان | المذهب السائد   | الترتيب | الدولة                      | عدد السكان | المذهب السائد          | الترتيب | الدولة          | عدد السكان | المذهب السائد   |
| 1       | الولايات المتحدة | 234 مليونًا | بروتستانتية     | 6       | إثيوبيا                     | 62 مليونًا  | أرثوذكسية مشرقية       | 11      | المملكة المتحدة | 42 مليونًا  | بروتستانتية     |
| 2       | البرازيل         | 170 مليونًا | كاثوليكية       | 7       | نيجيريا                     | 62 مليونًا  | بروتستانتية وكاثوليكية | 12      | فرنسا           | 44 مليونًا  | كاثوليكية       |
| 3       | المكسيك          | 105 مليونًا | كاثوليكية       | 8       | جمهورية الكونغو الديمقراطية | 59 مليونًا  | كاثوليكية              | 13      | أوكرانيا        | 42 مليونًا  | أرثوذكسية شرقية |
| 4       | روسيا            | 100 مليونًا | أرثوذكسية شرقية | 9       | ألمانيا                     | 56 مليونًا  | بروتستانتية وكاثوليكية | 14      | كولومبيا        | 42 مليونًا  | كاثوليكية       |
| 5       | الفلبين          | 84 مليونًا  | كاثوليكية       | 10      | إيطاليا                     | 56 مليونًا  | كاثوليكية              | 15      | جنوب إفريقيا    | 39 مليونًا  | بروتستانتية     |

### عدد الأتباع
المسيحية تعتبر أكبر أديان العالم وقد ازداد وقد تزايد عدد المسيحيين حول العالم بنسبة 4 أضعاف خلال المئة عام المنصرمة، من 660 مليون إلى 2.2 مليار إنسان أي 33.32% من سكان الأرض، وهي بذلك تشكل أكبر ديانة في العالم.

### القارات ذات الغالبية المسيحية

#### أوروبا

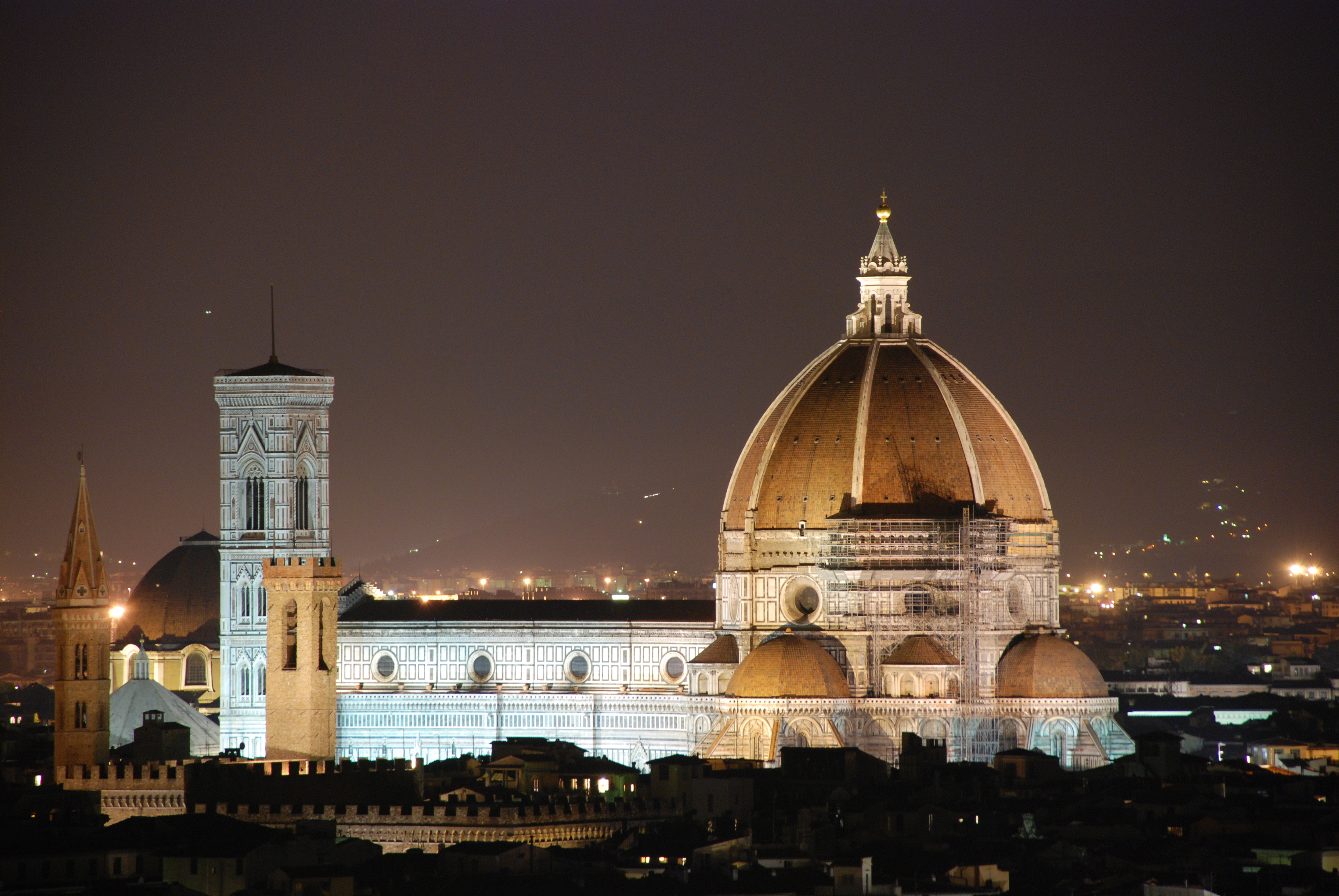
كاتدرائية فلورنسا في ، تاريخيًا كان للمسيحية تأثير كبير على أوروبا.

تعد الديانة المسيحية إلى حد كبير الدين الرئيس في أوروبا. بدأت المسيحية في جنوب غربي آسيا لكنها نمت في أوروبا فأصبحت أكبر الديانات من حيث عدد معتنقيها وأكثرها أثرًا ونفوذًا. فاستنادًا إلى إحصائية مركز الأبحاث الأميركي لعام 2011 يُشكّل المسيحيين 76.2% من سكان أوروبا وفي أوروبا يتواجد أكبر تجمع مسيحي في العالم،
اليوم يعرّف 76.2% من الأوروبيين أنفسهم كمسيحيين وتصل أعدادهم إلى 565,560,000، الكاثوليك هم أكبر جماعة مسيحية في أوروبا ويشكلون نسبة 46.3% من مجمل مسيحيين أوروبا، بينما الأرثوذكس 35.4%، أما البروتستانت فبالرغم من كون أوروبا منشأ البروتستانتية فنسبة البروتستانت من مسيحيي أوروبا هي 17.8%. روسيا هي أكبر دولة مسيحية في أوروبا من حيث عدد السكان، تليها إيطاليا وألمانيا.
لعبت الديانة المسيحية دورًا رئيسيًا في تشكيل أسس وسمات الثقافة والحضارة الأوروبية كما وأثرت المسيحية، بشكل كبير على المجتمع ككل بما في ذلك الفنون واللغة والحياة السياسية والقانون وحياة الأسرة والموسيقى وحتى طريقة التفكير الغربية تلونت بتأثير المسيحية ما يقرب من ألفي سنة من تاريخ العالم الغربي. تمتلك أوروبا ثقافة مسيحية غنية بوجود العديد من القديسين والشهداء فضلاً عن كون الغالبيّة العظمى من الباباوات من الأوربيين. ازدهر الفن المعماري المسيحي في أوروبا في العصور الوسطى وعصر النهضة والباروك مع فنانين مثل ميكيلانجيلو وليوناردو دا فينشي ورافاييل وغيرهم. تعتبر الهندسة المعمارية المسيحية في أوروبا غنية أيضاً ومثيرة للإعجاب، فهناك كنائس وكاتدرائيات مثل كاتدرائية القديس بطرس وساغرادا فاميليا ونوتردام دي باريس وكنيسة وستمنستر وكاتدرائية كولونيا وكاتدرائية القديس باسيل. ضمت أوروبا العديد من المواقع المسيحية المقدسة والتراثيّة ومراكز المسيحية على أصنافها، ففي روما مركز الكرسي البابوي وقيادة الكنيسة الرومانية الكاثوليكية العالميّ وفي أثينا وإسطنبول مراكز الكنيسة الأرثوذكسية بالإضافة لفيتنبرغ منبع الإصلاح البروتستانتي والإنجيلي. ووفقًا للتقاليد المسيحية يعتبر كل من القديس بندكت النيرسي، وكيرلس وميثوديوس، وبريجيت من السويد، وكاترين السينائيّة، وإديث شتاين رعاة القارة الأوروبيَّة.

#### أمريكا الشمالية

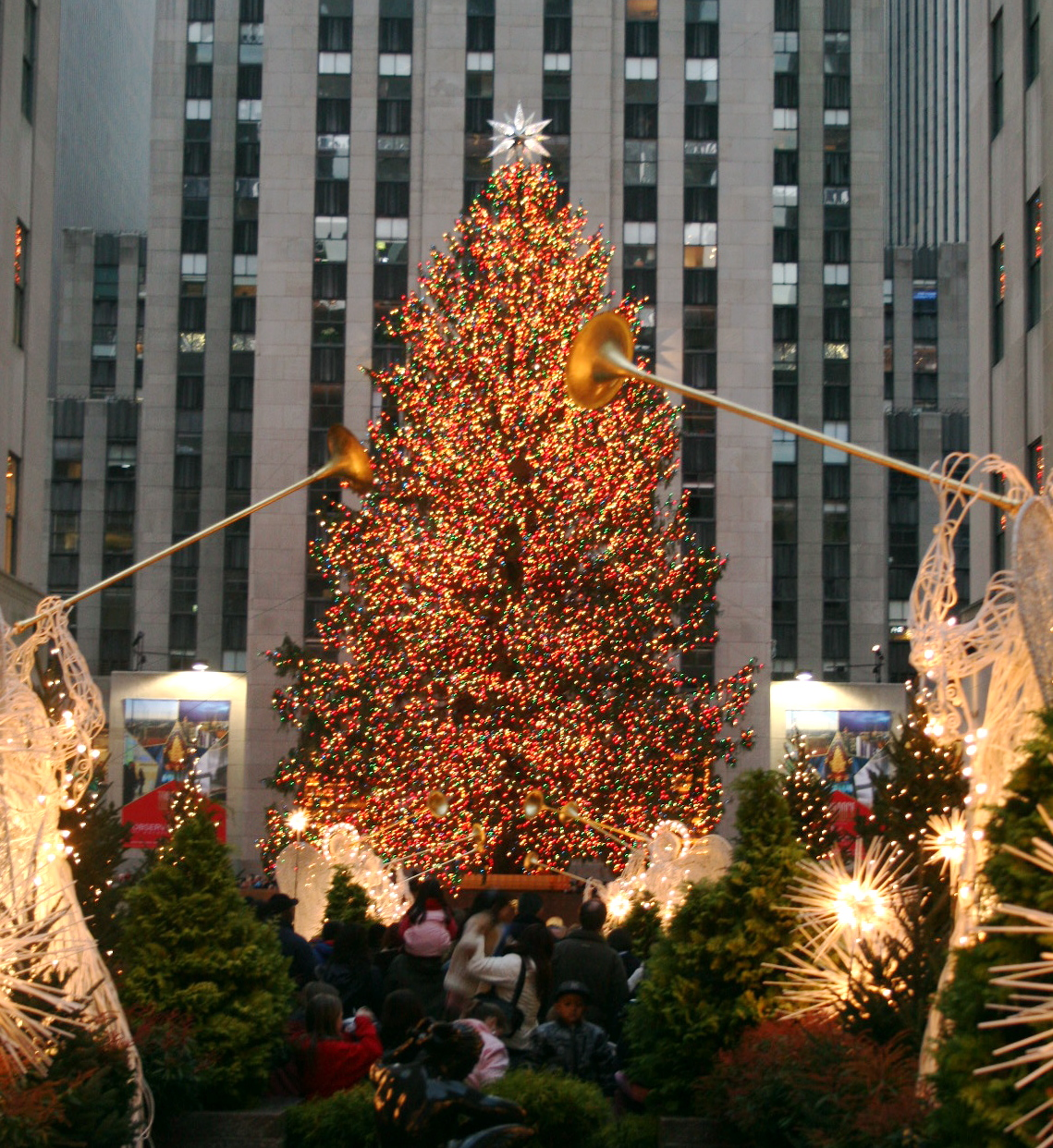
شجرة الميلاد مزينة قبالة مركز روكفلر التجاري في نيويورك، الولايات المتحدة الأعياد المسيحية هي عطل رسمية في كافة دول أمريكا الشمالية.

المسيحية في أمريكا الشمالية هي الديانة السائدة والمهيمنة، الغالبية العظمى (85%) من سكان أمريكا الشمالية من المسيحيين، معظمهم من أتباع الكنيسة الرومانية الكاثوليكية والكنائس البروتستانتية. تحتضن أميركا الشمالية أكبر دولة مسيحية في العالم وهي الولايات المتحدة، وثالث أكبر دولة مسيحية (ثاني أكبر دولة كاثوليكية) وهي المكسيك.
لعبت المسيحية دورًا هامًا في تشكيل ثقافة أمريكا الشمالية، ففي الولايات المتحدة على الرغم من إن المجتمع الأميركي يتكون من أقوام وأديان مختلفة إلا أن الآنجلوساكسون البيض البروتستانت هم الذين أعطوا للولايات المتحدة الأميركية هويتها السياسية والثقافية والدينية والاقتصادية. واليوم الواسب هم النخبة والطبقة الثرية والمتعلمة في الولايات المتحدة، وهم بمثابة النخبة الاجتماعية التي تتحكم في الاقتصاد والسياسة والمجتمع الأمريكي. وكان لأخلاق العمل البروتستانتية كقيم الموثوقية، والادخار، والتواضع، والصدق، والمثابرة والتسامح، أحد أسباب نشأة الثورة الصناعية. وسبب لتطور المجتمع اقتصاديًا ودافع لتطوير العلوم وواحدة من المحركات الدافعة لبنية المجتمع العلمي، كون البروتستانتية تركز على الاجتهاد وتعطي مكانة مميزة للدراسة والمعرفة والعقل. ومن المذاهب البروتستانتية في أمريكا الشمالية التي التي عُرفت بكثرة حضور العلماء، هي جمعية الأصدقاء الدينية أو الكويكرز، حيث حضور العلماء الكويكرز في الجمعية الملكية البريطانية وجوائز نوبل هو أعلى مقارنة مع طوائف وديانات أخرى وبنسبة تفوق نسبتهم السكانية.
ويشير بعض الباحثين إلى دور التطهريين وهم من الكالفينين في الاقتصاد والرأسمالية في الولايات المتحدة الأمريكية. فقد حثت تعاليمهم بان يكونوا منتجين بدلاً من مستهلكين ويستثمروا أرباحهم لخلق المزيد من فرص العمل لمن يحتاج وبذلك تمكنهم في المساهمة في بناء مجتمع منتج وحيوي. ومن الآثار المهمة للحركة التطهرية، بسبب تأكيدها حرية الفرد، ظهور برجوازية جديدة، فالحرية الفردية وما رافقها من نجاح في مجال الصناعة، جعل أتباع البيوريتانية يهتمون بالثروة والمتعة وحب التملك بدلاً من البحث عن خيرات الأرض بالسعي والجد.

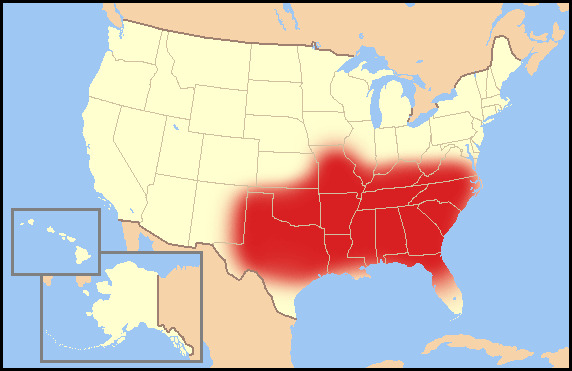
منطقة الحزام الإنجيلي معقل المسيحية المحافظة في أمريكا الشماليّة.

في المجال التعليمي يظهر تأثير المسيحية في الولايات المتحدة عن طريق نشوء العديد من الجامعات المرموقة ذات الخلفية المسيحية خاصةً البروتستانتية، وبعضها من جامعات رابطة اللبلاب، منها جامعة هارفارد التي تأسست على يد القس البروتستانتي جون هارفارد وجامعة ييل التي تأسست على يد مجموعة من رجال الدين البروتستانت وجامعة برنستون التي أرتبطت بالكنيسة المشيخية الأمريكية. وجامعة بنسلفانيا التي أسسها رجال دين من الكنيسة الأسقفية والميثودية وجامعة كولومبيا التي ارتبطت بالكنيسة الأسقفية وجامعة براون التي أسستها الكنيسة المعمدانية أما كلية دارتموث فقد أسسها القس الأبرشاني إلياعازر ويلوك كجامعة تبشيرية وجامعة ديوك التي أسسها رجل الأعمال واشنطن ديوك وارتبطت تاريخيً ورسميًا ورمزيًا في الكنيسة الميثودية.
سياسيًا في الولايات المتحدة مثلًا استطاع اليمين الإنجيلي منذ سبعينات القرن الماضي السيطرة على الحزب الجمهوري وكان مسؤولاً عن تحديد رئيس الجمهورية منذ جيمي كارتر عام 1976، حتى جورج بوش الابن سنة 2000. كذلك فقد كان للكنيسة الكاثوليكية نفوذ سياسي واجتماعي وثقافي قوي في كيبك في كندا حتى عام 1960 مع بداية الثورة الهادئة، وفي أمريكا الوسطى والمكسيك للكنيسة الرومانية الكاثوليكية نفوذ سياسي واجتماعي هام وتسيطر الكنيسة أيضًا على المشهد الديني والثقافي لهذه المناطق.

#### أمريكا الجنوبية

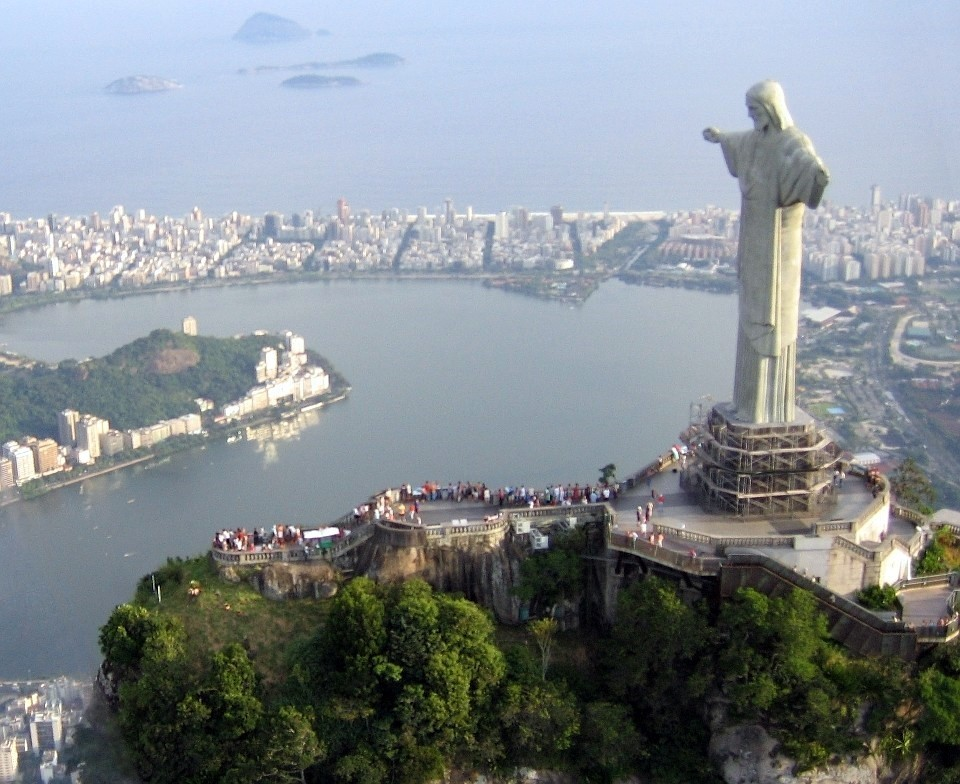
تمثال المسيح الفادي يطل على مدينة ريو دي جانيرو، رمز المسيحية في أمريكا الجنوبية.

المسيحية في أمريكا الجنوبية هي الديانة السائدة والمهيمنة، الغالبية العظمى (93%) من سكان أمريكا الجنوبية من المسيحيين، معظمهم من أتباع الكنيسة الرومانية الكاثوليكية، وحوالي 70% من سكان أمريكا الجنوبية يعرّفون أنفسهم ككاثوليك. تحتضن أمريكا الجنوبية ثاني أكبر الدول المسيحية في العالم، البرازيل وهي أيضًا أكبر دولة كاثوليكية في العالم. وتتصدر أيضًا البرازيل أكبر الدول ذات الأغلبيّة المسيحية في القارة ويتبعها كل من كولومبيا والأرجنتين وفنزويلا وبيرو والتشيلي.
لعبت المسيحية دورًا هامًا في ثقافة أميركا الجنوبية لا سيما في مجالات العلوم والطب. ويمكن ملاحظة ذلك في مظاهر تقاليد المنطقة الفنية، بما في ذلك الرسم والأدب والموسيقى، وفي مجالات العلوم والسياسة، كذلك فان أولى الجامعات في أمريكا اللاتينية تأسست على يد الكنيسة الكاثوليكية أقدمها جامعة سانيا كروز في المكسيك وجامعة توما الأكويني في جمهورية الدومنيكان وجامعة سان ماركوس الوطنية في البيرو وجامعة قرطبة الوطنية في كوردوبا في الأرجنتين. المشهد والثقافة الكاثوليكية متجذرة ومتداخلة في أمريكا الجنوبية يظهر ذلك في الفنون واللغة والحياة السياسية والقانون والموسيقى والحياة الاجتماعية وحياة الأسرة حيث كانت العائلة وما زالت دائمًا ذات أهمية فائقة في ثقافة وتقاليد أمريكا اللاتينية. كما أن الاحتفالات المسيحية الشعبية متجذرة منذ قرون حيث تُقام سنويًا في معظم المدن والبلدات والقرى الأمريكية اللاتينية الاحتفالات بالقديسين الشفعاء وتنتشر في الثقافة اللاتينية الكرنفالات وهي احتفالات كبرى تسبق الصوم الكبير، والمهرجانات الدينية الخاصة في عيد الميلاد وعيد الفصح ومسيرات الجمعة الحزينة.
أمريكا الجنوبية هي منشأ لاهوت التحرير فقد ظهرت داخل الكنيسة الكاثوليكية حركة إصلاح دعيت بلاهوت التحرير، والتي ناضلت من أجل العدالة الاجتماعية والقضاء على الفقر والديكتاتورية والدفاع عن المظلومين.

#### إفريقيا جنوب الصحراء

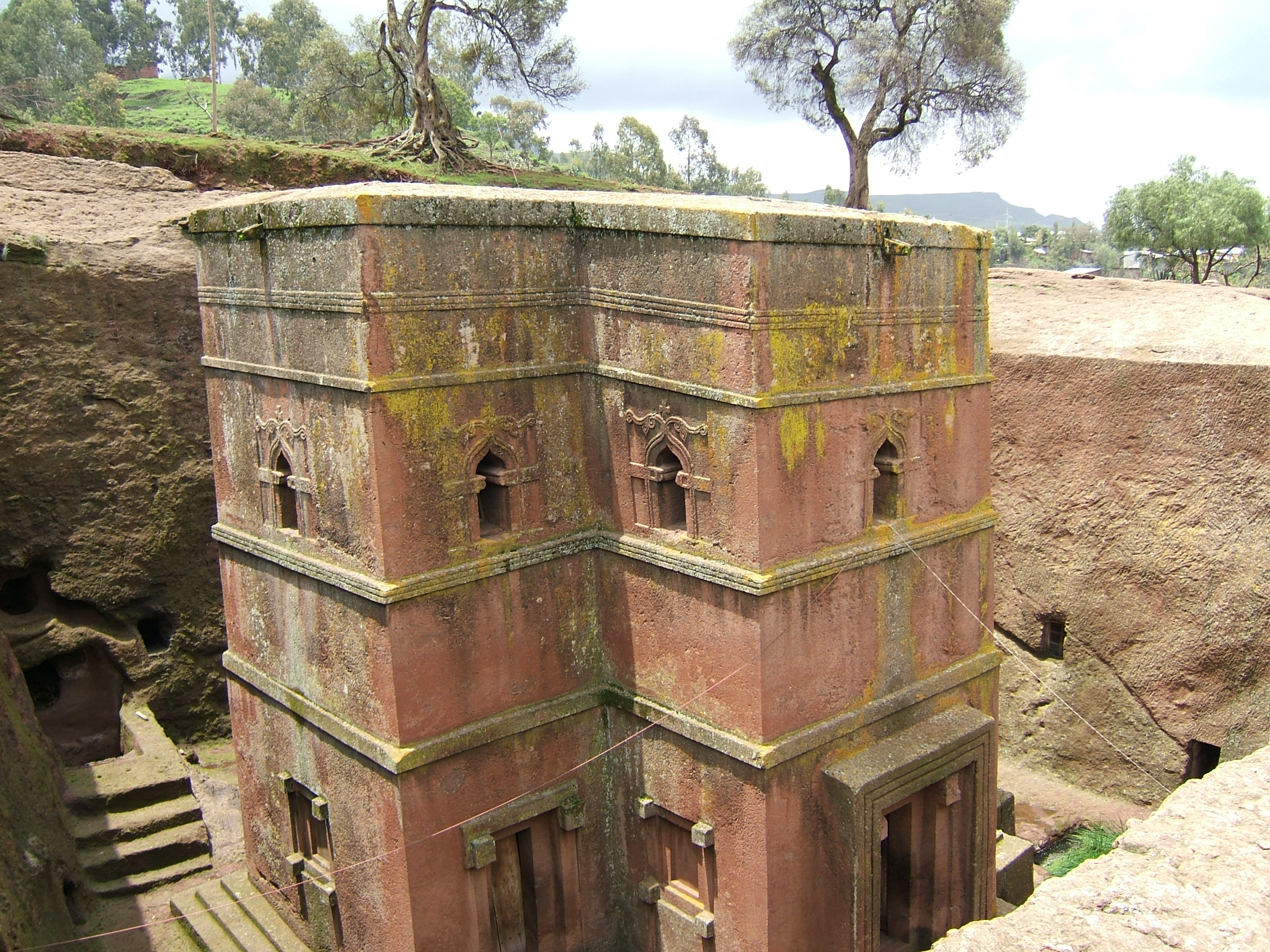
كنيسة القديس جرجس في ليبيلا، طورت المسيحية الأثيوبية نمط معماري كنسي فريد.

حسب إحصائية مركز البحاث الأميركي بيو يعيش اليوم في إفريقيا 516,470,000 مسيحي ويُشكلّون حوالي 62.7% من سكان إفريقيا جنوب الصحراء، و23.6% من مسيحيي العالم، في حين يشكّل البروتستانت أكثر من نصف مسيحيي إفريقيا (57.2%) من مجمل مسيحيين إفريقيا، بينما الكاثوليك 34.1%، في حين تصل نسبة الأرثوذكس إلى 7.8% من مجمل المسيحيين في إفريقيا.
بدأ وجود المسيحية في إفريقيا في منتصف القرن الأول في مصر حيث أقدم الطوائف المسيحية في إفريقيا هي الكنيسة القبطية في مصر وكنيسة التوحيد الأرثوذكسية الإثيوبية وكنيسة التوحيد الأرثوذكسية الإريترية وتنضوي هذه الكنائس في عائلة الكنائس الأرثوذكسية المشرقية، في القرن الرابع الميلادي وطد ملك إثيوبيا عيزانا المسيحية وجعلها دين الدولة وبالتالي تعتبر أثيوبيا من الأمم المسيحية الأولى في العالم. أنتجت إفريقيا العديد من الشخصيات الذين كان لهم تأثير كبير في العالم المسيحي خارج القارة، بما في ذلك أوغسطينوس، أوريجانوس، ترتليان، إكليمندس الإسكندري، أثناسيوس، وثلاثة بابوات للكنيسة الكاثوليكية البابا فيكتور الأول، ملتيادس وغاليليوس الأول فضلًا عن شخصيات من الكتاب المقدس مثل سمعان القوريني والخصي الإثيوبي الذي عمّد بواسطة فيليب الإنجيلي.

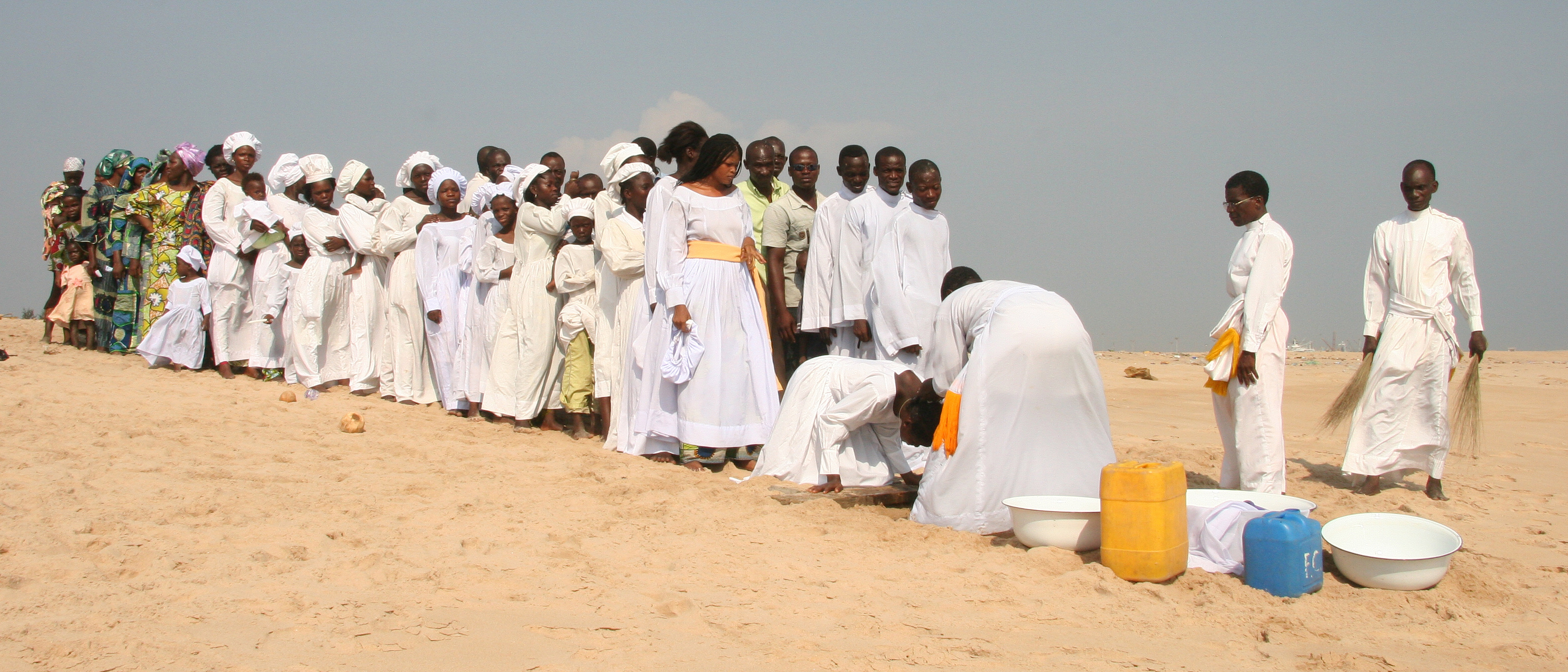
مسيحيين أفارقة في طقس ديني في بينين.

وجدت المسيحية في إثيوبيا قبل عيزانا الملك حاكم مملكة أكسوم، وأعلنت المسيحية على أنها دين الدولة في سنة 330 لتصبح واحدة من الدول المسيحية الأولى في العالم. أقرب ذكر لمرجع معروف في كيفية دخول المسيحية إلى ‘فريقيا في أعمال الكتاب المقدس المسيحي من الرسل، وتنتمي إلى تحويل وفيليب المبشر للمسافر الإثيوبية في القرن الميلادي الأول. على الرغم من أن الكتاب هو الكتاب المقدس. ظهرت في منطقة القرن الإفريقي ثقافة مسيحية خاصة ومميزة وفريدة من نوعها خاصةً في العمارة الكنسية ومن أبرز مآثر الهندسة المعمارية المسيحية المشرقية هي كنائس أكسوم، ديبرا دامو واليبيلا في أمهارة وفي شيوة. جدير بالذكر أنّ انتشرت المسيحية في شمال إفريقيا وشرقها عن طريق تلاميذ المسيح أبرزهم كان مرقس، بالمقابل فالمجتمعات المسيحية في إفريقيا جنوب الصحراء هي نتاج العمل التبشيري الأوروبي.
ازداد عدد المسيحيين في القارة الإفريقية من 10 ملايين إلى 482 مليون أي بمثابة 47% من سكان إفريقيا، وتشهد المسيحية في الآونة الأخيرة نمو دراميكي في القارة الإفريقية إذ يتوقع الخبراء أن تصل أعداد المسيحيين في سنة 2025 إلى 633 مليون مسيحي." خاصةً مع نمو المسيحية وازدهارها في إفريقيا وآسيا، وانتقال الثقل المسيحي إلى جنوب الكرة الأرضية.

#### أوقيانوسيا

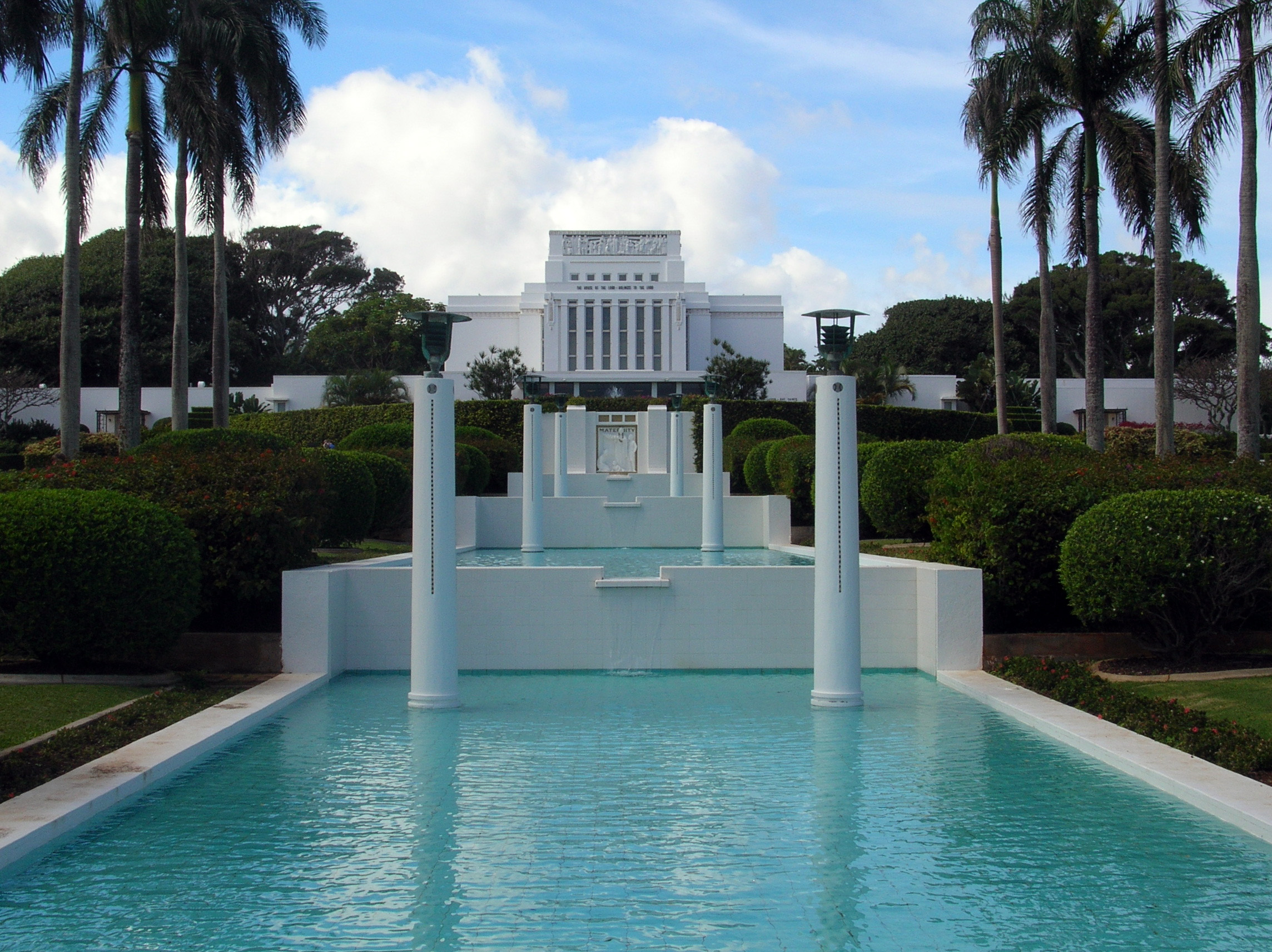
كنيسة لاي في هاواي.

المسيحية هي الديانة السائدة في أوقيانوسيا ويبلغ عدد مسيحيين أوقيانوسيا 25,754,000 ويشكلون حوالي 73.36% من سكان أوقيانوسيا، و1.19% من مسيحيي العالم، المسيحيون في أوقيانوسيا يتناصفون بين كاثوليك وبروتستانت. أكبر الدول ذات الأغلبيّة المسيحية في أوقيانوسيا هي أستراليا، بابوا غينيا الجديدة ونيوزيلاندا.
أثرت المسيحية على الثقافة والحضارة في أوقيانوسيا، خاصة في العمارة والتعليم والصحة مثلًا تعتبر مؤسسة الصحة الكاثوليكية أكبر مؤسسة اجتماعية غير حكومية في أستراليا، إذا تمثل حوالي 10% من القطاع الصحي. كذلك حوالي ربع الطلاب يدرسون في مدارس الكنيسة والمنظمات المسيحية وتقود المنظمات غير الحكومية لتوفير الخدمات الصحية والرعاية الاجتماعية من خلال منظمات مثل كاثوليكية وبروتستانتية مثل جيش الخلاص وسانت فنسنت دي بول، كذلك فان الأعياد المسيحية مثل عيد الفصح وعيد الميلاد هي عطل رسمية في دول أوقيانيسيا.
يعتنق 70.1% من سكان أستراليا ونيوزيلاندا الديانة المسيحيّة؛ تاريخيّا كانت الكنيسة الأنجليكانية أكبر الكنائس في أستراليا ونيوزيلاندا وذلك بسبب ارتباط الدولتين إثنيًا وثقافيّا وتاريخيّا ولغويّا مع المملكة المتحدة؛ ولدى كل من أستراليا ونيوزيلاندا أقليّة كبيرة من أتباع الكنيسة الرومانية الكاثوليكية من ناحية العدد والنسبة ويعود أصول أغلب كاثوليك أستراليا ونيوزيلاندا إلى أصول إيرلنديّة واسكتلنديّة وإيطاليّة.
يعتنق 92.1% من سكان جزر ميلانيزيا الديانة المسيحيّة؛ وتتصدر المذاهب البروتستانتيّة كأكبر الطوائف المسيحيّة في جزر ميلانيزيا ويُعتبر مذهب الميثوديّة أكبر المذاهب المسيحيّة في جزر ميلانيزيا. وتشكّل المسيحيّة نسبة 93.1% من السكان في مجموعة جزر مايكرونيزيا، أكثر من نصف المسيحيين (60%) في مجموعة جزر مايكرونيزيا هم من الكاثوليك في حين أن النسبة الباقية هي من نصيب الطوائف البروتستانتيّة. ويعتنق 96.1% من سكان مجموعة جزر بولنيزيا الديانة المسيحية؛ أكثر من نصف المسيحيين (52.6%) في مجموعة جزر بولنيزيا هم من البروتستانت بالأخص أتباع مذهب الأبرشانيّ في حين أنّ النسبة المتبقيّة من نصيب الكنيسة الرومانية الكاثوليكية.

## القوانين والأخلاقيات المسيحية

### الكنيسة والدولة
العلاقة بين الكنيسة والدولة تقوم في الفهم المسيحي الحديث، على الفصل بين المؤسسة الدينية والمؤسسات الزمنية في شؤون السياسة والإدارة والأحزاب. تعرّف الكنيسة عن ذاتها بوصفها «كيان ذي رسالة روحية، وليس ذي رسالة سياسية»، ولذلك فإنّ «الشأن السياسي لا يدخل مباشرة في رسالتها»، فهي تعمل في كنف الدول وفي طاعتها. وتعارض القوانين التي تقرها الحكومات ضد الحقوق التي تراها الكنيسة إلزامية مثل الإجهاض أو القتل الرحيم، وتدعم بشكل خاص، القوانين التي تعزز العدالة الاجتماعية والإنماء المتوازن بين الطبقات، في هذا السياق قال البابا بندكت السادس عشر: «إن اللامساواة الجائرة، وأشكال الإكراه المختلفة، التي تطال اليوم الملايين من الرجال والنساء، تتنافى تنافيًا صريحًا مع إنجيل المسيح، ومن شأنها ألا تدع ضمير أي مسيحي مرتاحًا». المجمع الفاتيكاني الثاني قال إن الكنيسة أوكلت المسيحيين شؤون إدارة العالم، والعمل السياسي والحزبي، أما هي فلا تدعم الأحزاب أو تعارضها، إلا في الحالات الاستثنائية، مثل معارضة الحزب الشيوعي لمساسه بالعقيدة وحرية الكنيسة خلال مرحلة الحرب الباردة.
الحد الفاصل بين السلطة المدنية والسلطة الدينية، والذي يجد صداه في العهد الجديد (انظر مثلاً روما 13: 1)، نما باطراد منذ المجمع اللاتراني الأول في القرون الوسطى وحتى الأيام المعاصرة، ودخل بمراحل اصطدامية مثل مرحلة الثورة الفرنسية. في المقابل، تطلب الكنيسة، عدم تدخل الدولة في أنظمتها الخاصة، أو أملاكها أو تعليمها أو إدارتها.
هذا النهج، مطبق بشكل كبير إنما غير كامل، في البلدان التي تحوي كنيسة وطنية، مثل بريطانيا. ويتمثل الفرق، بالاعتراف بدين للدولة، وبكون الملك رأس كنيسة الوطن؛ بكل الأحوال فإن الكنيسة لا تتدخل في شؤون السياسة حتى في حال الكنيسة الوطنية. الكنيسة الوطنية وهو مفهوم حول كنيسة مسيحية مرتبطة بجماعة عرقية محددة أو الدولة القومية؛ لا تزال حاضرًا في عدد من الدول الأرثوذكسية والبروتستانتية مثل انجلترا والدول الإسكندنافية على وجه الخصوص. وتشكل الكنائس الوطنية هوية أساسية ذات أهمية حضارية وثقافة لشعوب نفوذها الديني.

#### القوانين الكنسيّة

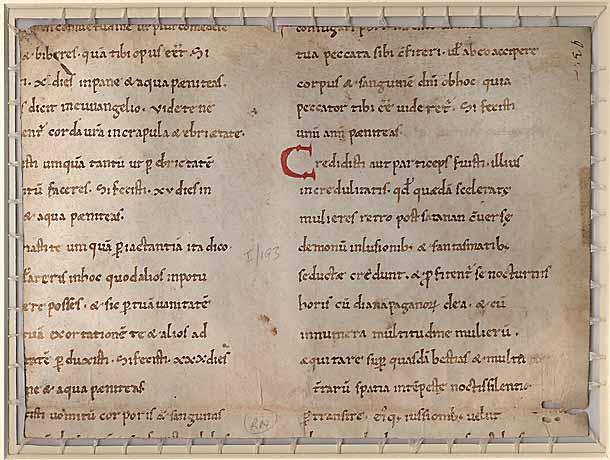
تفاصل لصفحة من القانون الكنسي تعود للقرن الثالث عشر.

شكلت حياة وتعاليم يسوع والتي مصادرها الرسميّة الكتاب المقدس أساس عقيدة المسيحية، وأحد أهم المؤثرات على الحضارة الغربية بمختلف فروعها، سيّما الوصايا العشرة.
في اطار المسيحية يتم تعريف استقاء القوانين من ثلاث مصادر القانون الكنسي ومصدره الكتاب المقدس جنبًا إلى جنب قوانين الرسل (الدسقولية والديداخي) وكتابات آباء الكنيسة والمجامع، وهو عبارة عن نظام أساسي لمجموعة القوانين والأنظمة الصادرة أو التي اعتمدتها السلطة الكنسية، وتحدد وتنظم هذه القوانين العمل الكنسي لمختلف الطوائف المسيحية، وهي عبارة أيضًا عن قواعد ملزمة والتي تحكم علاقات الأفراد ومعاملاتهم بالله وبالناس وبالمجتمع وتخضع للمصادر الكنسية المسيحية، ولا تنصرف فقط إلى مسائل الأحوال الشخصية من زواج وتفريق وغيره من مسائل الحالة الشخصية، ولكن أيضًا إلى تطبيق المصادر المسيحية الكنسية المعترف بها.
وقد تم استخدام القانون الكنسي في مختلف البلدان الأوروبية، وخصوصًا وسط وغرب أوروبا (باستثناء المملكة المتحدة). وتستند هذه القوانين على القواعد الدينيّة الكاثوليكيّة. تأثير القانون الكنسي كبير حتى اليوم فالقوانين الحديثة للدول الأوروبية مثل فرنسا وإيطاليا وألمانيا وغيرها استقت من القانون الكنسي.
القانون الكنسي للكنيسة الكاثوليكية قد وضعته الكنيسة الكاثوليكية لتنظيم ومراقبة حقوق وواجبات أعضائها. ومثل ذلك كان مرتبطًا بشكل مباشر مع القانون المدني، حيث أن القانون المدني ممثل لسلطة الإمبراطور، والذي كان أيضًا مرتبط ارتباطًا مباشرًا مع القانون الكنسي والقانون الروحي الذي يمثل السلطة البابوية. المحاكم كانت منفصلة: نظام مدني وكنسي. بعض السلطات القضائية كان فيها تداخل.

#### المسيحية كدين الدولة

دول لديها دين رسمي للدولة:
بروتستانتية وأنجليكانية
مسيحية أرثوذكسية شرقية
مسيحية كاثوليكية

غالِبيّة الأمم والشعوب المسيحية تَتَّبَنّى النظام العلماني حيث يتم دعم الفكرة من تعاليم الكتاب المقدس:«أعْطُوُا إِذَاً مَا لِقَيْصَرْ لِقَيْصَرْ وَمَا لِلَّهِ لِلَّهِ» (لوقا 20-25:26). ومع ذلك فالديانة المسيحية هي دين الدولة في عدة بلدان حيث أنّ المسيحية هو المعتقد الديني الرسمي الذي تتخذه هذه الدول عادةً في دساتيرها بشكل رسميّ وهذه الدول: الأرجنتين (الكاثوليكية)، أرمينيا (الكنيسة الرسولية الأرمنية)، بوليفيا (الكاثوليكية)، كوستاريكا (الكاثوليكية)، الدنمارك (اللوثرية)، السلفادور (الكاثوليكية)، إنجلترا (أنجليكانية)، اليونان (أرثوذكسية)، أيسلندا (لوثرية)، ليختنشتاين (كاثوليكية)، مالطة (كاثوليكية)، موناكو (كاثوليكية)، النرويج (لوثرية)، توفالو (كالفينية)، والفاتيكان (الكاثوليكية).
هناك عدد من بلدان آخرى منها فنلندا (لوثرية وأرثوذكسية)، اسكتلندا (المشيخية)، جورجيا (أرثوذكسية)، قبرص والألزاس وموسيل في فرنسا تعطي اعترافًا رسميًا إلى مذاهب مسيحية مُحَددّة وذلك على من عدم الرغم إعتبارها الكنيسة الرسميّة أو دين الدولة.
وعلى الرغم من كون سويسرا بلد علماني بطبيعته ولا يوجد دين رسمي للدولة ولكن دستورها الفدرالي ما زال مُستهلا بعبارة «باسم الرب». وفي حين أن معظم الكانتونات (باستثناء جنيف ونوشاتيل) لديها كنائس رسمية، والتي إما أن تكون الكنيسة الكاثوليكية أو (البروتستانتية) ممثلة في كنيسة الإصلاح السويسري. بعض الكانتونات تمول الكنيسة الكاثوليكية والكنيسة الكاثوليكية القديمة والبروتستانتية عن طريق فرض الضرائب الرسمية للمنتسبين لها.
كما وتعطي عدة دول كاثوليكية تقديرًا ومكانة مميزة للمذهب الكاثوليكي في دساتيرها وذلك على الرغم من عدم جعلها المذهب كدين الدولة منها على سبيل المثال أندورا، إيطاليا، جمهورية الدومينيكان، السلفادور، بنما، باراغواي، بيرو، بولندا، البرتغال وإسبانيا

#### الأيديولوجية الديموقراطية

شعار الاتحاد الديمقراطي المسيحي الألماني وهو من أبرز الأحزاب الديموقراطية المسيحية.

الديمقراطية المسيحية هي أيديولوجية سياسية تسعى لتطبيق المبادئ المسيحية في الحياة السياسة العامة. ظهرت في أوروبا في القرن التاسع عشر، تحت تأثير التعاليم الاجتماعية الكاثوليكية. في عدد من البلدان، ضعفت روح الديمقراطية المسيحية من قبل العلمانية. في الممارسة العملية، غالبًا ما تعتبر الأحزاب الديمقراطية المسيحية أحزابًا محافظة في القضايا الثقافية والاجتماعية والأخلاقية وتقدمية بشأن القضايا المالية والاقتصادية. في عدد من الدول حيث خصومهم تقليديًا الاشتراكيين العلمانيين والديمقراطيين الاجتماعيين، الأحزاب الديمقراطية المسيحية المحافظة هي معتدلة، في حين أنه في بيئات ودول أخرى تختلف ثقافيًا وسياسيًا يمكن أن تميل إلى اليسار. غالبية دول العالم المسيحي خاصةً في أوروبا وأمريكا اللاتينية تملك حزب ديموقراطي مسيحي. وإن ضعفت في عدد من البلدان بسبب العلمنة، فهي تسيطر مثلاً على الأغلبية في البرلمان الأوروبي.

### دور النساء

جان دارك قديسة وبطلة قومية فرنسية، كانت موضوع مؤلفات أدبية كثيره في أوروبا.

أثرت الكنيسة على النظرة الاجتماعية للمرأة في جميع أنحاء العالم بطرق هامة، حسب بعض المؤرخين أمثال جيوفيري بلايني. أما في تاريخ المسيحية، فبدوره لعبت النساء أدوارًا متعددة إن كان في السلك الرهباني أو العلماني، كاللاهوتيات، والراهبات، والملكات، والصوفيات والشهداء، والممرضات، والمعلمات وحتى مؤسسات مذاهب. علمًا أنه وكما يتضح من إنجيل لوقا، فإن ليسوع نفسه أتباعًا من النساء.
لعلّ القديسة هيلانة والدة الإمبراطور قسطنطين والقديسة مونيكا والدة القديس أوغسطينوس، من أكثر النساء تأثيرًا في التاريخ الكنسي، أما في العصور الوسطى تزايدت الأعلام النسويّة البارزة وأدوارها القيادية في الأديرة مثل القديسة كلارا الأسيزي، وحتى سياسيات وعسكريات أمثال القديسة جان دارك «شفيعة فرنسا»، وإليزابيث الأولى ملكة إنكلترا التي ركّزت المذهب البروتستانتي في البلاد والإمبراطورة البيزنطية تيودورا والتي بدورها دعمت الأرثوذكسية اللاخليقدونية في الإمبراطورية البيزنطية، أما من مؤسسات المذاهب سطعت إيلين وايت مؤسسة الأدفنتست وماري بيكر إيدي مؤسسة العلم المسيحي. في القرن العشرين، أطلقت الكنيسة الكاثوليكية لقب معلم الكنيسة الجامعة على ثلاثة نساء هنّ القديسة الإسبانية تريزا الإفيلية، والقديسة كاترين السينائيّة والراهبة الفرنسية القديسة تيريز الطفل يسوع. يُذكر أيضًا الأم تريزا التي نافحت عن العدالة الاجتماعية ورعت مساعدة الفقرات وحازت على جائزة نوبل للسلام.
اعتبرت الكنيسة علاقتها مع مريم العذراء علاقة بنوّة، وهو ما أثر على عدد وافر من الفنانين في صورة مريم العذراء والتي أطلق عليها لقب السيّدة أو مادونا. وكانت موضوعًا محوريًا للفن والموسيقى الغربية والأمومة والأسرة، فضلاً عن ترسيخ مفاهيم التراحم والأمومة في قلب الحضارة الغربية، كما يعتقد عدد وافر من الباحثين منهم آليستر ماكراث؛ وعلى العكس من ذلك، فقد أثرت القصة التوراتية لدور حواء على النظرة للمرأة في المفهوم الغربي بوصفها «الفاتنة».
غير أن الأمر لا يخلو من الانتقادات، إذ إن الكنيسة الكاثوليكية والأرثوذكسية ترفض منح سر الكهنوت للمرأة. ما وجده البعض انتقاصًا من حقوق المرأة ومساواتها؛ عمومًا ذلك لا يمنع التأثير الكبير لها في المؤسسات المسيحية وخاصة في الرهبنات وما يتبع لها من مؤسسات، كما كانت هناك العديد من القديسيات في هذه الكنائس.

## الاقتصاد

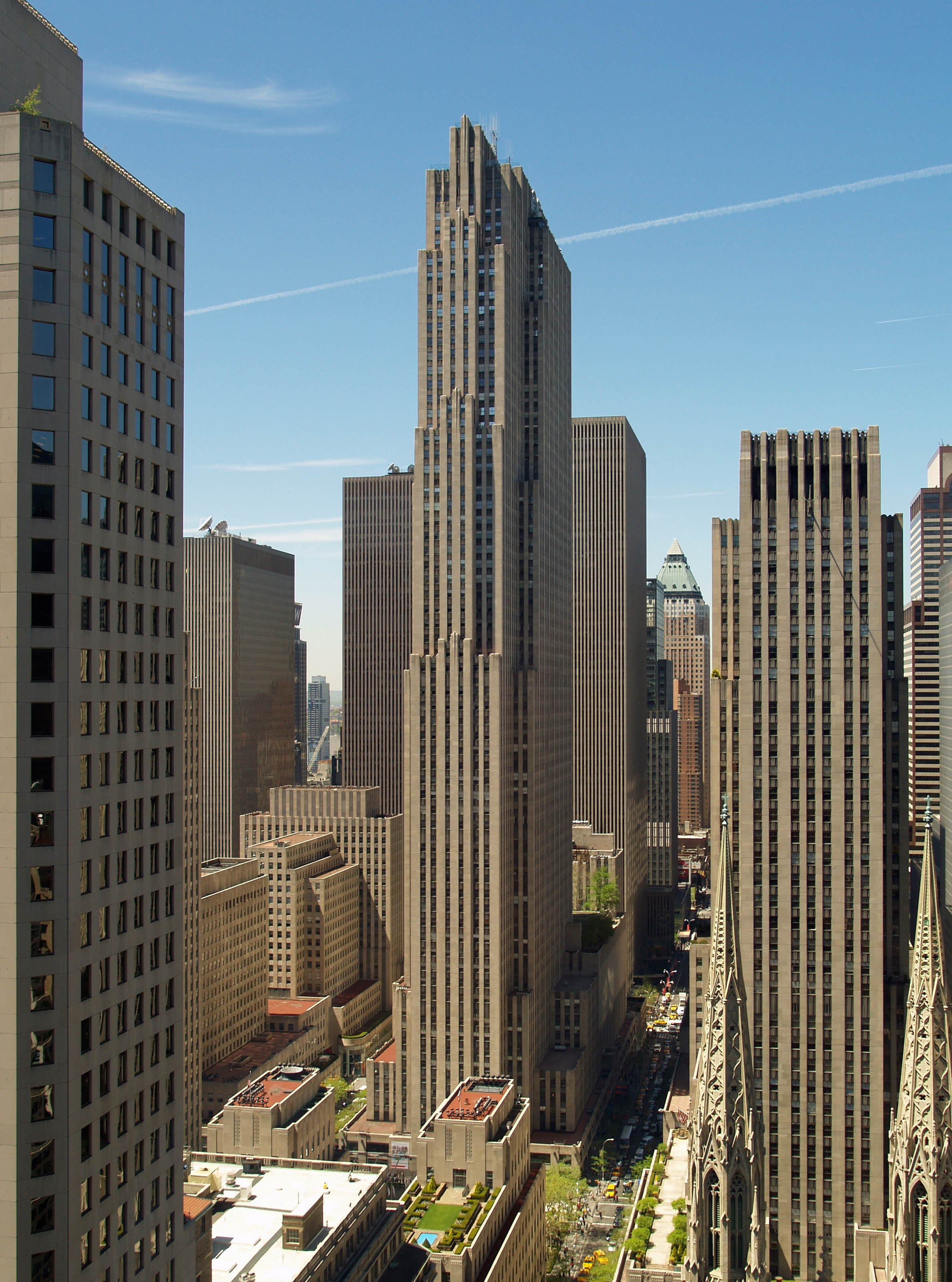
مركز روكفلر، في مانهاتن، مدينة نيويورك، وتعود إلى أسرة روكفلر وهي أسرة بروتستانتية لعبت دور هام في الاقتصاد العالمي.

في بداية القرون الوسطى، كانت أخلاقيات الأبوية المسيحية، راسخة تمامًا في ثقافة أوروبا الغربية. وقد أدانت الكنيسة الربا والمادية مثل الجشع والطمع، والخداع واعتبرتها أعمالاً غير مسيحية.
شجّعت الكنيسة الكاثوليكية على التبرع ومساعدة من هم بحاجة. وكان آباء الكنيسة قد أشادوا في أعمال الصدقة والخير. ويرى المؤرخ الآن كوهين في أن تعاليم يسوع في رفع قيمة الفقراء كانت ثورة في عالم الفقر والثروة إذ كانت فكرة الإحسان واحترام الفقراء غائبة في الفكر الروماني واليوناني. وما تزال عقلية التبرع ومساعدة الغير راسخة في الفكر الغربي.
سمح مفهوم البروتستانتية حول الله والإنسان لظهور حرية الفكر والانضباط والعمل. الذي كان يركز على الأعمال الدنيوية ويعتبر العمل كواجب يستفيد منه كل من الفرد والمجتمع ككل، وبالتالي شجعت البروتستانتية على تراكم الثروات واعتبرتها نعمة من عند الله متأثرة في ذلك في العهد القديم. وهكذا، تحولت فكرة الكاثوليكية من أعمال الرب إلى الالتزام بالعمل الجاد كدليل على نعمة. واستنادًا إلى ماكس فيبر فأخلاق العمل البروتستانتية، خاصةً المذهب الكالفيني، من انضباط وعمل شاق وإخلاص، كانت وراء ظهور العقلية الرأسمالية في أوروبا،: وذلك لقولها بأن النجاح على الصعيد المادي هو دلالة على نعمة إلهية واختيار مسبق للخلاص. فقد حثت تعاليمهم بان يكونوا منتجين بدلاً من مستهلكين ويستثمروا أرباحهم لخلق المزيد من فرص العمل لمن يحتاج وبذلك تمكنهم في المساهمة في بناء مجتمع منتج وحيوي. ومن الآثار المهمة للحركة الكالفينية، بسبب تأكيدها حرية الفرد، ظهور برجوازية جديدة، فالحرية الفردية وما رافقها من نجاح في مجال الصناعة، جعل أتباع الكالفينية يهتمون بالثروة والمتعة وحب التملك بدلاً من البحث عن خيرات الأرض بالسعي والجد. كان لأخلاق العمل البروتستانتية كقيم الموثوقية، والادخار، والتواضع، والصدق، والمثابرة والتسامح، أحد أسباب نشأة الثورة الصناعية.
في دراسة معروفة قام بها عدد من الباحثين في مطلع الألفية ويمكن اختصار اسمها كالتالي: (CMRP) وجد عدد من الباحثين أن المجتمعات التي تسيطر عليها الثقافة البروتستانتية تشمل الولايات المتحدة، الدول الإسكندنافية، ألمانيا، المملكة المتحدة، هولندا، سويسرا، كندا، أستراليا ونيوزيلندا تميل إلى العمل والاجتهاد والإنجاز والابتكار أكثر من المجتمعات التي تسيطر عليها ثقافات دينية أخرى مثل الكاثوليكية والإسلام والبوذية والهندوسية. ووفقًا للدراسة فالدول ذات الثقافة والأغلبية البروتستانتية لديها مؤشر التنمية البشرية والناتج المحلي مرتفع، كما وتتربع العديد من الدول البروتستانتية قائمة أغنى دول العالم، والدول الأقل فساداً في العالم. ولدى العديد من المجتمعات البروتستانتية في دول غير بروتستانتية نفوذ اقتصادي كبير لا يتناسب مع وزنهم العددي يظهر ذلك على سبيل المثال في فرنسا حيث للبروتستانت نفوذ كبير في الصناعة والاقتصاد والشركات المالية والبنوك وكوريا الجنوبية حيث معظم الشركات الكبرى بالبلاد يديرها مسيحيون بروتستانت. واستنادًا إلى نموذج بارو وماكليري، فإن أخلاق العمل البروتستانتية قد لعبت دورًا رئيسيًا في نجاح كوريا الجنوبية في المجال الاقتصادي.

## الطوائف المسيحية الرئيسية

رسمٌ بيانيٌّ يُظهرُ المراحل التي مرَّت بها المسيحيَّة عبر التاريخ وانشقاقها إلى الكنائس المألوفة اليوم.

تتألف المسيحية من ستة طوائف أو ستة عائلات كبيرة، وتتفرع عن كل طائفة منها مجموعة من الكنائس أو البطريركيات التي هي ذات نظام إداري مستقل أو شبه مستقل عن سائر الكنائس أو البطريركيات؛ إنما في أمور الإيمان فهي تتبع العائلة الكبرى التي تنتمي إليها؛ وغالبًا ما يكون الاختلاف بين الكنائس المنتمية لطائفة واحدة هو في ظاهر الطقوس، لكون الطقوس ترتبط بشكل أساسي بثقافات الشعوب وحضارتها، أكثر من كونها ترتبط بالعقائد.
الطوائف المسيحية الستة هي: كاثوليكية (تعني بالعربية الجامعة)، أرثوذكسية شرقية (تعني بالعربية الصراطية المستقيمة)، أرثوذكسية مشرقية، ونسطورية (نسبة إلى نسطور)، تدعى هذه الطوائف باسم الكنائس التقليدية ويمكن أن يضاف إليها الكنائس البروتستانتية الأسقفية ذلك لأن هذه الطوائف تؤمن بالتقليد وكتابات آباء الكنيسة والمجامع إلى جانب الكتاب المقدس، فضلاً عن تمسكها بالتراتبية الهرمية للسلطة في الكنيسة والطقوس والأسرار السبعة المقدسة، الطائفتان الأخرتان هم البروتستانتية (تعني بالعربية المعترضون أو المحتجون)، ومجموعة طوائف أخرى الغير محسوبة عليها لأسباب شتى أبرزها إنكار ألوهة المسيح، تدعى هاتان الطائفتان بالكنائس الغير تقليدية، لتمسكها بالكتاب المقدس وحده ورفضها للسلطة التراتبية والأسرار السبعة.

### حجم الأتباع
تأتي الكنيسة الكاثوليكية في مقدمة الطوائف المسيحية انتشارًا، حوالي 1.13 مليار نسمة (17.33% من البشرية، 51.4% من المسيحية)؛ تليها البروتستانتية حوالي 458 مليونًا (7.0% من البشرية، 20.8% من المسيحية) والأرثوذكسية الشرقية حوالي 223 مليونًا (3.42% من البشرية، 10.1% من المسيحية)؛ سائر الكنائس من أرثوذكسية مشرقية، شهود يهوه وغيرها تشكل حوالي 389 مليونًا (5.73% من البشرية، 17.6% من المسيحية). بالمقابل حسب دراسة أعدّها مركز بيو حول الدين والحياة العامة في الولايات المتحدة، وجدت ان نصف المسيحيين هم من الكاثوليك، في حين يشكل البروتستانت نسبة 37%، والروم الأرثوذكس نسبتهم 12%. ويمثّل «المسيحيون الآخرون»، مثل «المورمون» و«شهود يهوه» ما نسبته 1% من مجمل المسيحيين.

### الانتشار

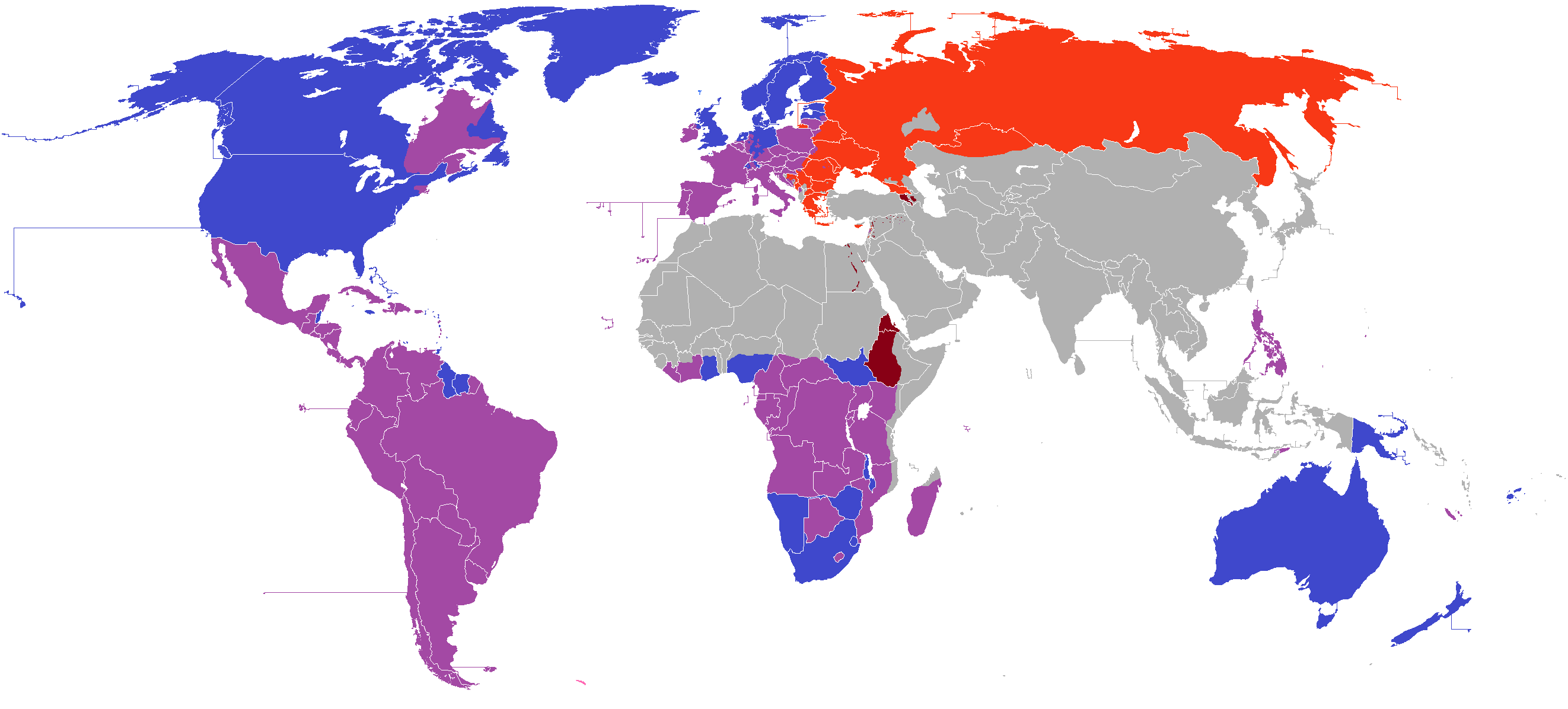
خارطة تُظهر البلدان ذات الغالبيَّة الكاثوليكيَّة من السكَّان.
البلدان ذات الغالبيَّة البروتستانتيَّة من السكَّان.
البلدان ذات الغالبيَّة الأرثوذكسيَّة الشرقيَّة من السكَّان.
البلدان ذات الغالبيَّة الأرثوذكسيَّة المشرقية من السكَّان.

- حسب التي أعدّها «مركز (بيو) حول الدين والحياة العامة» في الولايات المتحدة فمن ناحية طوائف يشكل الكاثوليك حوالي نصف مسيحيين العالم[240] ويتواجد نصف الكاثوليك في القارة الأميركية (حوالي 40% يتواجدون في أمريكا اللاتينية)، ويعيش 24% من كاثوليك العالم في أوروبا،[240] ويتواجدون بكثرة خصوصًا في جنوب وغرب أوروبا، وتحوي القارة الإفريقية 16.1% من كاثوليك العالم،[240] وتحوي آسيا 12.0% من الكاثوليك في العالم،[240] يُشكل الكاثوليك الأغلبية السكانية في 67 دولة. أما أكبر موطن ودولة للكاثوليك في العالم هو في البرازيل، يليها كلاً من المكسيك والفليبين والولايات المتحدة وإيطاليا.[240]
- تصل نسبة المسيحيين الأرثوذوكس إلى 12% من مجمل المسيحيين في العالم (يشمل الأرثوذكسية الشرقية والأرثوذكسية المشرقية).[241] فينتشرون بكثرة في شرق أوروبا حيث الغالبية هناك أرثوذكسية وبالمجمل يعيش 76.9% من الأرثوذكس في أوروبا،[241] وتركيا واواسط آسيا والشرق الأوسط ويتواجد في هذه المناطق 6.7% من أرثوذكس العالم،[241] اما في إفريقيا ففيها 15.4% من أرثوذكس العالم،[241] ويتواجدون خاصة في شمال شرق إفريقيا.

هناك 14 دولة في العالم ذات أغلبيَّة سكانيَّة أرثوذكسيّة. وتعتبر روسيا أكبر دولة أرثوذكسية في العالم، وفيها يعيش 39% من أرثوذكس العالم، يليها كلاً من إثيوبيا وأوكرانيا ورومانيا واليونان.
- يُشّكِل أتباع الكنائس الپروتستانتية نسبة 37% من مجمل المسيحيين وذلك وفقًا لدراسة معهد بيو،[242] ويتواجد أكثر أتباعها في شمال أوروبا حيث يعيش حوالي 12.6% من بروتستانت العالم في أوروبا،[242] بينما يعيش 33% من البروتستانت في الأميركتين؛[242] خاصة في أميركا الشمالية و17.4% من البروتستانت يتواجدون في أستراليا وآسيا،[242] بينما يتواجد 36.9% من البروتستانت في إفريقيا؛[242] خاصة في إفريقيا الجنوبية.

ويُشّكِل البروتستانت أغلبيّة سكانيَّة في 49 دولة. وتنتشر البروتستانتيّة أيضًا في إفريقيا الشمالية وفي شرق آسيا خاصة في الصين وكوريا الجنوبية. وتحوي الولايات المتحدة الأمريكية أكبر تجمع بروتستانتي في العالم من حيث عدد السكان يليها كلاً من نيجيريا والصين.

## المسيحية والأديان الأخرى
كثير من الرجال والنساء في أزمنة السلم أقاموا مع جيرانهم علاقات جيدة وفي المحاولة لفهم الآخر مما أدى إلى التفاعل بين المسيحية والنظم العقائدية الأخرى، وقد أدت هذه التفاعلات إلى مختلف الأحداث في الحوار بين الأديان. يسّجل التاريخ العديد من الأمثلة حول مبادرات للحوار بين الأديان على مر العصور. ظهر في الآونة الأخيرة مجال الدين المقارن، حيث يتم ربط الأفكار الأساسية في المسيحية بأخرى مماثلة في الأديان الأخرى، وذلك من أجل البحث عن قاعدة روحية مشتركة.

### العالم اليهودي

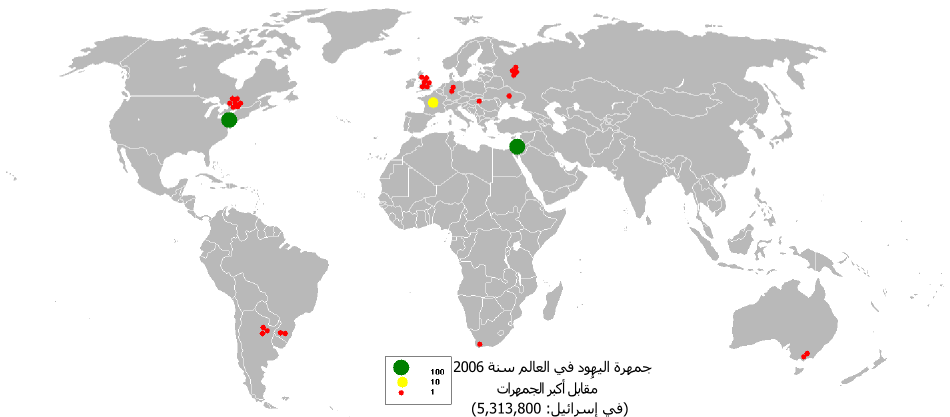
الجمهرة العالميَّة لليهود في سنة 2006.

المسيحية نشأت وأخذت مفاهيمها الأولية من بيئة يهودية صرفة؛ ولا تزال آثار هذه الأصول المشتركة بادية إلى اليوم من خلال تقديس المسيحيين للتوراة والتناخ والتي يطلقون عليها إلى جانب عدد من الأسفار الأخرى اسم العهد القديم الذي يشكل القسم الأول من الكتاب المقدس لدى المسيحيين في حين يعتبر العهد الجديد القسم الثاني منه؛ يعتقد المسيحيون أن النبوءات التي دونها أنبياء العهد القديم قد تحققت في شخص المسيح، وهذا السبب الرئيس لتبجيل التوراة.
ازداد مصطلح التراث اليهودي المسيحي شيوعاً في العالم الغربي في الآونة الأخيرة، وهو يعني أن ثمة تراثاً مشتركاً بين اليهودية والمسيحية، وأنهما يكوِّنان كلاًّ واحداً.
بدءًا من القرن الرابع أخذت المسيحية باضطهاد اليهودية، فطرد اليهود أولاً من الإسكندرية وعاشوا خلال الإمبراطورية البيزنطية خارج المدن الكبرى، وفرض عليهم بدءًا من القرن الحادي عشر التخصص بمهن معينة؛ ثم صدر عام 1492 مرسوم طردهم من إسبانيا في حال عدم اعتناقهم المسيحية، الأمر الذي كان فاتحة طرد اليهود من أوروبا برمتها: فطردوا من فيينا سنة 1441 وبافاريا 1442 وبروجيا 1485 وميلانو 1489 ومن توسكانا 1494، وأخذوا يتجهون نحو بولندا وروسيا والإمبراطورية العثمانية، ورغم تحسن أوضاع اليهود مع استقلال هولندا الليبرالية وقيام الثورة الفرنسية إلا أن الحروب بين بولندا وأوكرانيا دمرت نحو ثلاثمائة تجمع يهودي وقتلت الكثير منهم في القرن السابع عشر، ورغم مبادئ الثورة الفرنسية لكن القرن الثامن عشر حمل الكثير من معاداة السامية لليهود، ولا يمكن تحميل السلطات المسيحية أو الكنيسة مسؤولية جميع هذه المجازر، بيد أنها تقع على عاتق الحكومات والدول المسيحية.
أخذت العلاقة تتحسن بين اليهود والطوائف البروتستانتية في القرن التاسع عشر ومن ثم القرن العشرين وتوّج هذا التحسن بنشوء الصهيونية المسيحية في الولايات المتحدة الأمريكية ودعمهما لقيام إسرائيل لأسباب دينية؛ غير أن علاقات اليهود مع الكنيسة الكاثوليكية لم تتحسن حتى عهد البابا بولس السادس الذي برئ اليهود من تهمة لاحقتهم طويلاً وهي قتل يسوع صلبًا، وقد جاءت التبرئة استنادًا إلى إنجيل لوقا 48/23 وغيره من المواضع، وجاء المجمع الفاتيكاني الثاني ليؤكد ما ذهب إليه البابا وطالب بعلاقات طبيعية مع اليهود.
وتُعتبر إسرائيل الدولة الوحيدة في العالم ذات الأغلبيّة اليهودية؛ تشير إحصاءات دائرة الإحصاء المركزية للعام 2012 أن عدد المسيحيين في إسرائيل بلغ 158,000.

### العالم الإسلامي

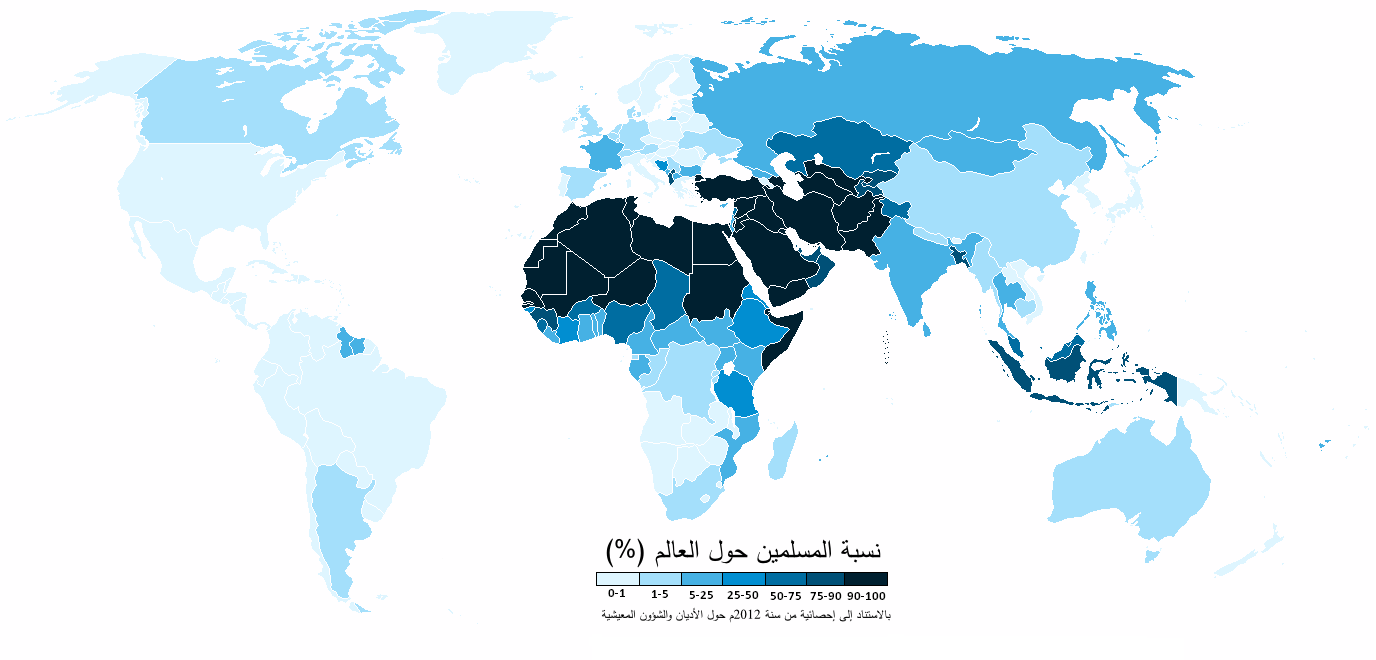
جمهرة المسلمين في العالم وفق النسبة المئوية.

الإسلام والمسيحية ينتميان إلى عائلة الديانات الإبراهيمية ويقر القرآن بوجودهم في المجتمع الإسلامي، ويثني عليهم في مواضع عدة، ويميز بشكل خاص المسيحيين، ويذكر صراحة أنهم الأكثر مودة للمسلمين.
يسوع في القرآن يدعى عيسى تعريبًا لاسمه اليوناني إيسوس؛ وهو نبي مؤتى بالبينات ومؤيد بالروح القدس، ويدعى كلمة الله الوجيه في الدنيا والآخرة، قول الحق، وقد جاء بالحكمة، ويذكر القرآن أيضًا عددًا من أعمال يسوع ومعجزاته الواردة في الأناجيل، وأخرى مذكورة في الكتب الأبوكريفية، ويشبهه بآدم حيث خلقهما الله من تراب ثم نفخ فيهما من روحه، وتشير سورة الأنبياء 91 إلى عذرية مريم وحملها بأمر الله دون وجود ذكر، وتختم بالإعلان أن يسوع وأمه هما آية للعالمين؛ بيد أن القرآن يرفض ألوهية يسوع، كما ينكر صلبه أو مقتله، لكنه يشير إلى كونه المسيح، ويدعوه بهذا الاسم في عدد من الآيات.
لقد سادت الألفة بين الإسلام والمسيحية زمنًا طويلاً، لكن الاضطهادات التي عانى منها المسيحيون خلال بعض مراحل الدولة العباسية والدولة الفاطمية أثرت سلبًا في هذه العلاقة، وكذلك الحروب الصليبية وقسوة المماليك في التعامل مع غير المسلمين. وفي العصور الحديثة احتلت الدول الكبرى المسيحية عددًا من الدول الإسلامية ما أدى إلى مزيد من التباعد؛ إلا أن حركات تقارب عديدة ظهرت خلال النصف الثاني للقرن العشرين وقد تكون مبادرة المجمع الفاتيكاني الثاني.
لعب المسيحيون دورًا بارزًا ورياديًا في تطوير معالم الحضارة الإسلامية والشرقية. ففي عهد الدولة العباسية نشط المسيحيون في الترجمة من اليونانية إلى السريانية ومن ثم للعربية، حيث كان معظم المترجمين في بيت الحكمة من المسيحيين، ونشطوا أيضًا بالطب والعلوم والرياضيات والفيزياء فاعتمد عليهم الخلفاء، كما وقاد المسيحيون النهضة العربية بصحفهم وجمعياتهم الأدبية والسياسية.
وحتى اليوم لهم دور فعّال في العالم العربي والإسلامي في مختلف النواحي الاجتماعية والاقتصادية والسياسية.
كوّن المسيحيون في العصر الحديث الطبقة البرجوازية الأساسية في الشام ومصر والطبقة المثقفة في تركيا وإيران مما جعل مساهمتهم في النهضة الاقتصادية ذات أثر كبير، على نحو ما كانوا أصحاب أثر كبير في النهضة الثقافية، وفي الثورة على الاستعمار بفكرهم ومؤلفاتهم وعملهم.
يعيش بين 139-144 مليون مسيحي في العالم الإسلامي. وأكبر التجمعات المسيحية في العالم الإسلامي موجود في نيجيريا، إندونيسيا، مصر، تشاد وكازاخستان.

### العالم البوذي

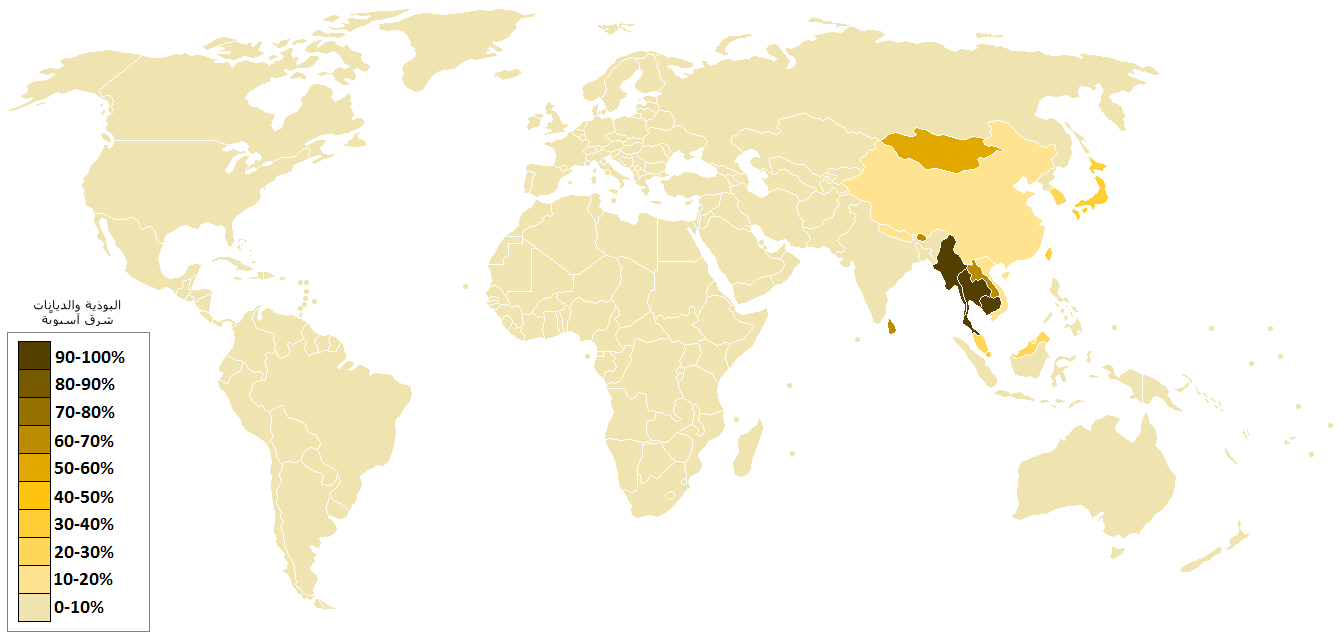
خارطة تظهر انتشار البوذيين في العالم وفق النسبة المئوية.

لم يحصل احتكاك مبكر بين المسيحية البوذية، وعندما حصل هذا الاحتكاك خلال العصور الوسطى تزامنًا مع الحركات الاستكشافية في عصر النهضة تنوعت ردة الفعل بين الترحيب الشديد والإقبال على اعتناقها وبين الحظر والاضطهاد كما حصل في الصين، تشهد الدول ذات الثقافة البوذية في الشرق الأقصى في الآونة الأخيرة ظاهرة في ازدياد معتنقي المسيحية، خاصًة في الصين التي ازداد اعداد معتنقي المسيحية.
للمسيحية تراث عريق في الشرق الأقصى في مجالي الرعاية الصحية والتعليم، ففي ماكاو وسنغافورة وهونغ كونغ تدير الكنائس الكاثوليكية والبروتستانتية عدد من المستشفيات التي تشكل أكثر من 90% من المستشفيات الخاصة. في الصين. كانت للإرساليات البروتستانتية الأثر الأكبر في ادخال الطب الحديث للصين خاصًة من خلال المبشرين أمثال الجراح روبرت موريسون والقس جون ليفينغستون. كذلك بذل رهبان الإرساليات اليسوعية في الصين والهند جهدًا هامًا في العلوم خاصًة في الرياضيات والفلك والهيدروليكية والجغرافيا عن طريق ترجمة الأعمال العلمية إلى اللغة الصينية وتطويرها. وبحسب توماس وودز فاليسوعيين طوّروا مجموعة كبيرة من المعارف العلمية ومجموعة واسعة من الأدوات العقلية لفهم الكون المادي، بما في ذلك الهندسة الإقليدية التي طورت مفهوم حركة الكواكب. واعتبر خبير آخر نقلًا عن توماس وود وبريتون أن أحد أسباب بداية الثورة العلمية في الصين كانت بسبب نشاط اليسوعيين العلمي.
حسب جدول معهد بيو تصل أعداد المسيحيّين في الدول ذات الأغلبيّة البوذية إلى 6 ملايين نسمة. أكبر التجمعات المسيحيّة في العالم البوذي تتواجد في بورما وسريلانكا وتايلند.

### العالم الهندوسي

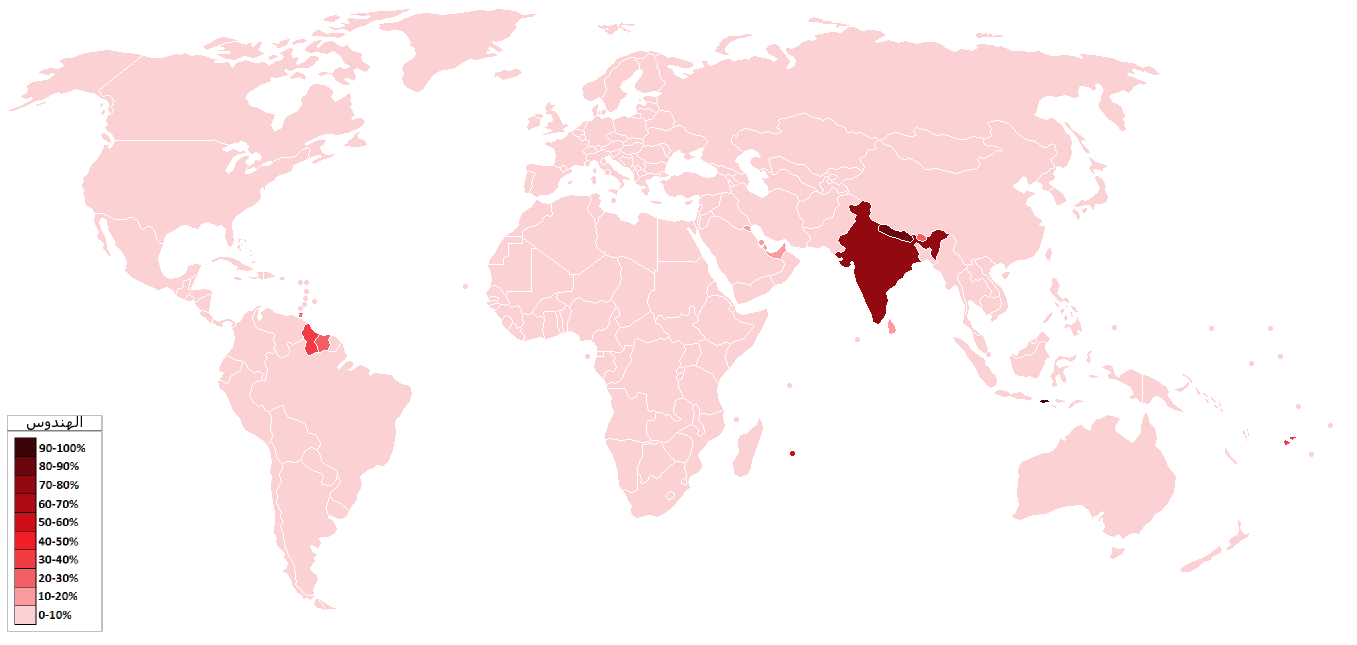
خارطة تُظهر انتشار الهندوس في العالم.

تتواجد أغلبية أتباع الديانة الهندوسية في الهند، في العصور الحديثة وسمت هذه العلاقة بالديبلوماسية وتبادل الزيارات بين القيادات الدينية على أعلى المستويات، وكان المجمع الفاتيكاني الثاني أشار إلى البوذية الهندوسية بوصفهما دينين يسعيان ”للاستشراق السامي“.
المسيحية هي ثالث أكبر ديانة في الهند، بعد الهندوسية والإسلام. الديانات الإبراهيمية عموما ظهرت قبل 2500 سنة، مع ظهور اليهودية. تلتها المسيحية قبل حوالي 2500 عام؛ وجاءت المسيحية إلى الهند في وقت مبكر قبل قرون من وصلها إلى أوروبا.
كان انتشار المسيحية في الهند عن طريقين، عن طريق توما وعن طريق الحملات الغربية بين عامي 1500 إلى 1975. سعى فاسكو دا غاما مع الأمم الهندية الموجود في الهند إلى اكتشاف طريق رأس الرجاء الصالح، مما سبب تغييرا كبيرا على تاريخ آسيا وأوروبا.
يعيش في الثلاثة دول ذات الأغلبية الهندوسية 32.3 مليون مسيحي؛ واعتبارا بتعداد السكان في عام 2007، يوجد في الهند أكثر من 24 مليون هندي مسيحي، والذين يشكلون 2.3% من سكان الدولة. يوجد ثلاث مناطق تتركز فيها الكثافة المسيحية. في جنوب الهند وكونكان وأديفاسي في شرق ووسط وشمال شرق الهند.
يعتبر المسيحيين في الهند أكثر المجتمعات الدينية تقدمًا. وتأثير المسيحيين من سكان المناطق الحضرية يظهر جليًا في الاقتصاد فالقيم المسيحية المتأثرة من التقاليد الأوروبية تعتبر ميزة إيجابية في بيئة الأعمال والتجارة في الهند الحضرية؛ يعطى هذا كتفسير للعدد الكبير من المهنيين المسيحيين في قطاع الشركات في الهند،

### العالم اللاديني

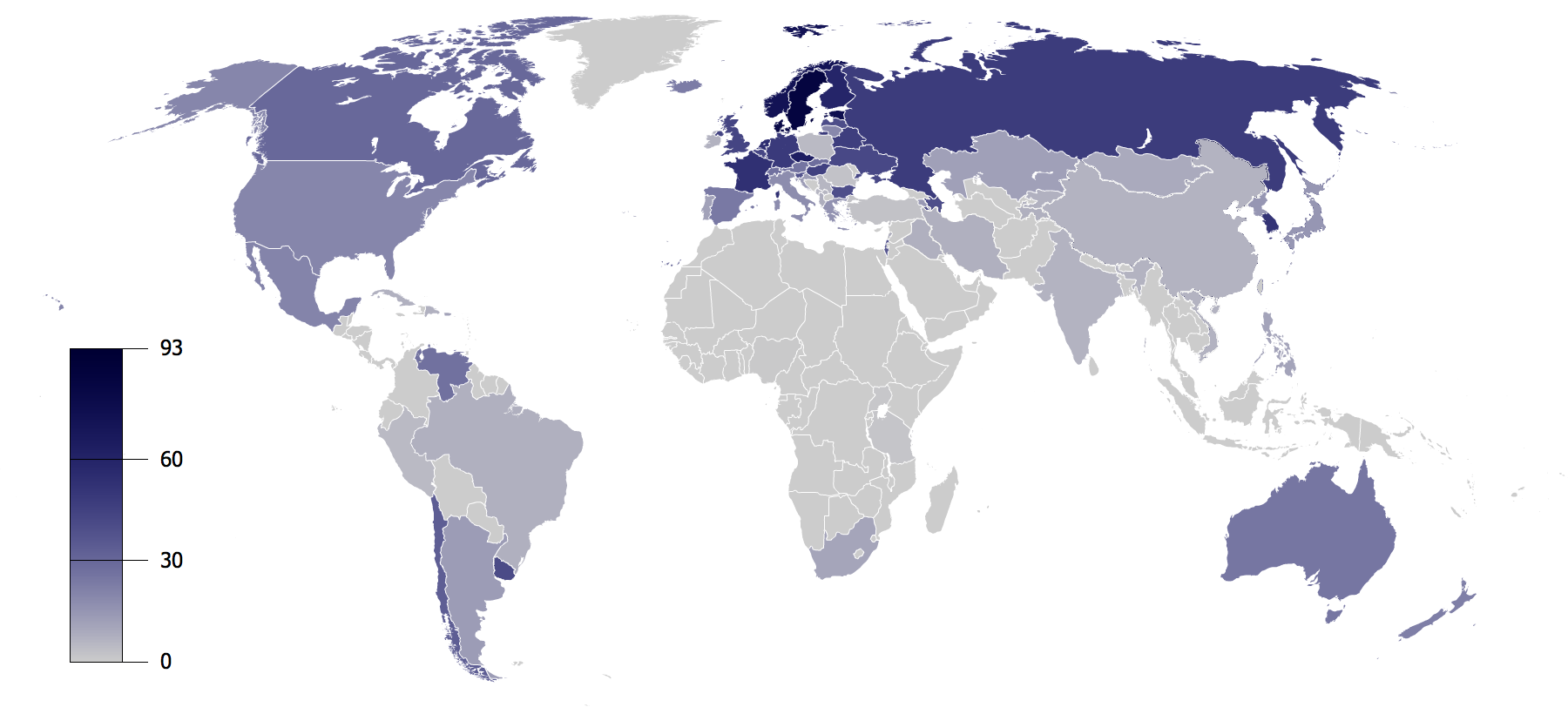
الالحاد واللادينية حول العالم.

اللادينية هي اتجاه فكري يرفض مرجعية الدين في حياة الإنسان ويؤمن بحق الإنسان في رسم حاضره ومستقبله واختيار مصيره بنفسه دون وصاية دين أو الالتزام بشريعة دينية، وترى أن النص الديني هو مجرد نص بشري محض لا ينطوي على قداسة خاصة ولا يعبر عن الحقيقة المطلقة.
واللادينية ضمن هذا الفهم تختلف عن المفهوم التقليدي للإلحاد الذي يتخذ من قضية إنكار وجود الخالق منطلقا وركيزة أساسية، إذ تقدم اللادينية تصورا أكثر شمولا واتساعا للدين، فلا تختزل الدين بمجرد إلهية وإنما تطرح الإلهية باعتبارها جزءا صغيرا من منظومة فكرية واسعة، ومن هذا المنطلق فإن كل ملحد هو لاديني ولكن اللاديني ليس ملحدا بالضرورة بل تحمل اللادينية أطيافا متعددة لفهم الإلهية من الإنكار الكامل لها مرورا باللاأدرية أو عدم الاكتراث أصلا بوجود إله وانتهاء بإيمان خاص بوجود إله وفق فهم محدود لعلاقته بالإنسان.
عرف العالم المسيحي انتشار الحركات والفلسفات الإلحادية العديدة، فظهر هيغل وكانط وكارل ماركس ثم داروين وجان جاك روسو ونيتشه الذي أعلن موت الله، فبدا أن المسيحية في أوروبا ستنهار، لكنها استطاعت الصمود، وشهدت بداية القرن العشرين أفولاً لهذه الفلسفات.
تصل أعداد المسيحيّين في الدول ذات الأغلبيّة اللادينيّة إلى 77.1 مليون نسمة؛ أكبرها تتواجد في الصين، التشيك، اليابان وهونغ كونغ. وحسب جدول معهد بيو تصل أعداد المسيحيّين في الدول بلا أغلبيّة دينيّة واضحة حوالي 35 مليون نسمة أكبرها تواجد في كوريا الجنوبية.

## مواقع خارجية
- وحدة العالم المسيحي، الموسوعة الكاثوليكية (بالإنجليزية).
- انسكلوبيديا الحضارة المسيحية
- ويكي مسيحية.
- الموسوعة العربية المسيحية.